# Lijst van vlinders
Dit is een alfabetische lijst van op Wikipedia beschreven soorten vlinders. Zie ook:
- Vlinders
- Nederlandse Rode Lijst (dagvlinders)
- Vlaamse Rode Lijst (dagvlinders)
- Lijst van vlinders waarvan het wijfje niet kan vliegen
- Lijst van trekvlinders in Nederland

## Families
Acanthopteroctetidae
- Agathiphagidae
- Aididae
- Anthelidae
- Apatelodidae
- Bladrollers (Tortricidae)
- Bloeddrupjes (Zygaenidae)
- Borstelmotten (Epermeniidae)
- Brachodidae
- Carthaeidae
- Castniidae
- Dikkopjes (Hesperiidae)
- Dikkopmotten (Scythrididae)
- Dominomotten (Autostichidae)
- Dwergmineermotten (Nepticulidae)
- Echte motten (Tineidae)
- Echte spinners (Bombycidae)
- Eenstaartjes (Drepanidae)
- Eriocottidae
- Gevlamde vlinders (Endromidae)
- Glittermotten (Choreutidae)
- Grasmineermotten (Elachistidae)
- Grasmotten (Crambidae)
- Herfstspinners (Brahmaeidae)
- Houtboorders (Cossidae)
- Hyblaeidae
- Kleine pages, vuurvlinders en blauwtjes (Lycaenidae)
- Kokermotten (Coleophoridae)
- Koolmotten (Plutellidae)
- Kortvleugelmotten (Chimabachidae)
- Langsprietmotten (Adelidae)
- Lecithoceridae
- Lepelmotten (Douglasiidae)
- Megalopygidae
- Metarbelidae
- Millieriidae
- Mineermotten (Gracillariidae)
- Nachtpauwogen (Saturniidae)
- Oenosandridae
- Oermotten (Micropterigidae)
- Ooglapmotten (Bucculatricidae)
- Pages (Papilionidae)
- Parelmotten (Glyphipterigidae)
- Pedaalmotten (Argyresthiidae)
- Phiditiidae
- Pijlstaarten (Sphingidae)
- Prachtmotten (Cosmopterigidae)
- Prachtvlinders (Riodinidae)
- Praydidae
- Purpermotten (Eriocraniidae)
- Roestmotten (Heliodinidae)
- Scythropiidae
- Sikkelmotten (Oecophoridae)
- Slakrupsvlinders (Limacodidae)
- Smalvleugelmotten (Batrachedridae)
- Sneeuwmotten (Lyonetiidae)
- Snuitmotten (Pyralidae)
- Spaandermotten (Blastobasidae)
- Spanners (Geometridae)
- Spinners (Lasiocampidae)
- Spinneruilen (Erebidae)
- Spitskopmotten (Ypsolophidae)
- Stippelmotten (Yponomeutidae)
- Tandvlinders (Notodontidae)
- Tastermotten (Gelechiidae)
- Uilen (Noctuidae)
- Uraniavlinders (Uraniidae)
- Urodidae
- Vedermotten (Pterophoridae)
- Venstermineermotten (Bedelliidae)
- Venstervlekjes (Thyrididae)
- Visstaartjes (Nolidae)
- Vossen, parelmoervlinders en weerschijnvlinders (Nymphalidae)
- Waaiermotten (Alucitidae)
- Wespvlinders (Sesiidae)
- Wilgenroosjesmotten (Momphidae)
- Witjes (Pieridae)
- Witvlekmotten (Incurvariidae)
- Wortelboorders (Hepialidae)
- Zakjesdragers (Psychidae)
- Zaksikkelmotten (Lypusidae)
- Zilvervlekmotten (Heliozelidae)

### Enkele voormalige families
Acrolophidae
- Ethmiidae
- Processievlinders (Thaumetopoeidae)

## A
Aakpalpmot
- Aangebrande spanner
- Aardappelstengelboorder
- Aardbeibladroller
- Aardbeivlinder
- Aardbeiwitvlekmot
- Abablemma discipuncta
- Abablemma ulopus
- Abacena chorrera
- Abacena crassipalpis
- Abacena mundula
- Abacena plumbealis
- Abacena santucca
- Abacena stenula
- Abachausia grisea
- Abaciscus alishanensis
- Abaciscus intractabilis
- Abaciscus tristis
- Abaciscus tsinlingensis
- Abacistis hexanoma
- Abacistis teligera
- Abaeis nicippe
- Abaeis nicippiformis
- Abaera flavicinctalis
- Abaera metallica
- Abaera rubiginea
- Abagrotis alcandola
- Abagrotis alternata
- Abagrotis apposita
- Abagrotis barnesi
- Abagrotis baueri
- Abagrotis bimarginalis
- Abagrotis crumbi
- Abagrotis denticulata
- Abagrotis discoidalis
- Abagrotis duanca
- Abagrotis erratica
- Abagrotis glenni
- Abagrotis hennei
- Abagrotis kirkwoodi
- Abagrotis mirabilis
- Abagrotis nanalis
- Abagrotis negascia
- Abagrotis placida
- Abagrotis pulchrata
- Abagrotis reedi
- Abagrotis rubricundis
- Abagrotis scopeops
- Abagrotis striata
- Abagrotis tecatensis
- Abagrotis totonaca
- Abagrotis turbulenta
- Abagrotis variata
- Abagrotis vittifrons
- Abantis bicolor
- Abantis bismarcki
- Abantis efulensis
- Abantis eltringhami
- Abantis ja
- Abantis leucogaster
- Abantis lucretia
- Abantis maesseni
- Abantis meneliki
- Abantis nigeriana
- Abantis paradisea
- Abantis pseudonigeriana
- Abantis rubra
- Abantis tettensis
- Abantis venosa
- Abantis zambesiaca
- Abareia amaurodes
- Abegesta concha
- Abegesta reluctalis
- Abegesta remellalis
- Abisara abnormis
- Abisara aita
- Abisara barnsi
- Abisara bifasciata
- Abisara burnii
- Abisara caeca
- Abisara cameroonensis
- Abisara celebica
- Abisara chela
- Abisara chelina
- Abisara cudaca
- Abisara delicata
- Abisara dewitzi
- Abisara echeria
- Abisara echerius
- Abisara freda
- Abisara fylla
- Abisara fylloides
- Abisara gerontes
- Abisara geza
- Abisara intermedia
- Abisara kausambi
- Abisara kausamboides
- Abisara laura
- Abisara miyazakii
- Abisara neavei
- Abisara neophron
- Abisara palawana
- Abisara prunosa
- Abisara rogersi
- Abisara rutherfordi
- Abisara rutherfordii
- Abisara sabina
- Abisara saturata
- Abisara savitri
- Abisara simulacris
- Abisara sobrina
- Abisara talantus
- Abisara tantalus
- Ablepsis amazonensis
- Ablepsis azines
- Ablepsis fenestratus
- Ablepsis vulpinus
- Ableptina delospila
- Ableptina nephelopera
- Ableptina nubifera
- Ablita adin
- Ablita grammalogica
- Ablita nymphica
- Abnormipterus abnormis
- Aboetheta pteridonoma
- Abolla pellicosta
- Abrachmia justa
- Abraxaphantes perampla
- Abraxesis melaleucaria
- Abraximorpha davidii
- Abraximorpha heringi
- Abrenthia cuprea
- Abriesa derna
- Abrochia aequalis
- Abrochia analis
- Abrochia augusta
- Abrochia caurensis
- Abrochia consobrina
- Abrochia cosmosomoides
- Abrochia discoplaga
- Abrochia dycladioides
- Abrochia eumenoides
- Abrochia faveria
- Abrochia fulvisphex
- Abrochia humilis
- Abrochia igniceps
- Abrochia leovazquezae
- Abrochia mellina
- Abrochia mellita
- Abrochia moza
- Abrochia munda
- Abrochia nivaca
- Abrochia pelopia
- Abrochia postica
- Abrochia sanguiceps
- Abrochia singularis
- Abrochia sodalis
- Abrochia spitzi
- Abrochia variegata
- Abrochia zethus
- Abrochocis esperanza
- Abrota ganga
- Abrota mirus
- Abrota pratti
- Abrotesia griphodes
- Abseudrapa metaphaearia
- Absintmonnik
- Aburina caerulescens
- Aburina chrysa
- Aburina chrysea
- Aburina coerulescens
- Aburina dufayi
- Aburina electa
- Aburina endoxantha
- Aburina exangulata
- Aburina jucunda
- Aburina leucocharagma
- Aburina marmorata
- Aburina morosa
- Aburina multilineata
- Aburina nigripalpis
- Aburina peyrierasi
- Aburina phoenocrosmena
- Aburina poliophaea
- Aburina sobrina
- Aburina tetragramma
- Aburina transversata
- Aburina uncinata
- Abynotha meinickei
- Abynotha preussi
- Acachmena oenocrossa
- Acada annulifer
- Acada biseriatus
- Acaenica diaperas
- Acallidia dentilinea
- Acallis alticolalis
- Acallis amblytalis
- Acallis centralis
- Acallis falciferalis
- Acallis gripalis
- Acallis xantippe
- Acalyphes philorites
- Acalyptris acumenta
- Acalyptris bispinata
- Acalyptris combretella
- Acalyptris fagarivora
- Acalyptris fulva
- Acalyptris fuscofascia
- Acalyptris galinae
- Acalyptris gielisi
- Acalyptris krooni
- Acalyptris lanneivora
- Acalyptris lorantivora
- Acalyptris lundiensis
- Acalyptris mariepsensis
- Acalyptris molleivora
- Acalyptris obliquella
- Acalyptris psammophricta
- Acalyptris pundaensis
- Acalyptris pyrenaica
- Acalyptris repeteki
- Acalyptris rubiaevora
- Acalyptris sellata
- Acalyptris staticis
- Acalyptris umdoniensis
- Acalyptris vacuolata
- Acalyptris vepricola
- Acalyptris vumbaensis
- Acalyptris zeyheriae
- Acantharctia ansorgei
- Acantharctia atriramosa
- Acantharctia aurivillii
- Acantharctia bivittata
- Acantharctia flavicosta
- Acantharctia guineae
- Acantharctia lacteata
- Acantharctia latifasciata
- Acantharctia latifusca
- Acantharctia metaleuca
- Acantharctia mundata
- Acantharctia nigrivena
- Acantharctia nivea
- Acantharctia tenuifasciata
- Acantharctia vittata
- Acanthermia anubis
- Acanthermia atomosa
- Acanthermia atriluna
- Acanthermia basimochla
- Acanthermia bathildes
- Acanthermia brunnea
- Acanthermia carbonelli
- Acanthermia concatenalis
- Acanthermia didactica
- Acanthermia discata
- Acanthermia dyari
- Acanthermia guttata
- Acanthermia hebes
- Acanthermia incisura
- Acanthermia inculta
- Acanthermia infraalba
- Acanthermia insulsa
- Acanthermia iphis
- Acanthermia juvenis
- Acanthermia latris
- Acanthermia librata
- Acanthermia longistriata
- Acanthermia medara
- Acanthermia mediana
- Acanthermia missionum
- Acanthermia modesta
- Acanthermia nigripalpis
- Acanthermia orthogonia
- Acanthermia palearis
- Acanthermia pallida
- Acanthermia paloma
- Acanthermia pantina
- Acanthermia parca
- Acanthermia perfasciata
- Acanthermia pupillata
- Acanthermia regia
- Acanthermia renicula
- Acanthermia sabata
- Acanthermia samia
- Acanthermia stigmaphiles
- Acanthermia subclara
- Acanthermia taltula
- Acanthermia umbrata
- Acanthermia valida
- Acanthermia velutipuncta
- Acanthermia xanthopterygia
- Acanthocasis flavispinis
- Acanthocheira loxopa
- Acanthoclita spilocausta
- Acanthocnemes fuscoscapulella
- Acanthoecia larminati
- Acanthofrontia anacantha
- Acanthofrontia atricosta
- Acanthofrontia biannulata
- Acanthofrontia bianulata
- Acanthofrontia dicycla
- Acanthofrontia lithosiana
- Acantholeucania curvula
- Acantholeucania loreyi
- Acantholeucania loreyimima
- Acantholeucania pseudoloreyi
- Acantholeucania ptyonophora
- Acantholipes australis
- Acantholipes curvilinea
- Acantholipes hypenoides
- Acantholipes larentioides
- Acantholipes purpurascens
- Acantholipes regulatrix
- Acantholipes singularis
- Acantholipes tenuipoda
- Acantholipes trajecta
- Acanthospinx guessfeldti
- Acasis appensata
- Acentria ephemerella
- Acerbia alpina
- Acheron jianfanglinganus
- Acherontia lachesis
- Acherontia styx
- Acmosara polyxena
- Acosmerycoides harterti
- Acosmeryx anceus
- Acosmeryx castanea
- Acosmeryx formosana
- Acosmeryx hoenei
- Acosmeryx miskini
- Acosmeryx naga
- Acosmeryx omissa
- Acosmeryx pseudomissa
- Acosmeryx rebeccae
- Acosmeryx sericeus
- Acosmeryx shervillii
- Acosmeryx sinjaevi
- Acosmeryx socrates
- Acosmeryx yunnanfuana
- Acrataula catapachna
- Acrobasis advenella
- Acrobasis consociella
- Acrobasis marmorea
- Acrobasis repandana
- Acrobasis sodalella
- Acrobasis suavella
- Acrobasis tumidana
- Acronicta americana
- Acronicta hamamelis
- Acronicta increta
- Acronicta lepetita
- Acronicta oblinita
- Acropteris iphiata
- Actias angulocaudata
- Actias artemis
- Actias australovietnama
- Actias callandra
- Actias chapae
- Actias dubernardi
- Actias felicis
- Actias gnoma
- Actias groenendaeli
- Actias ignescens
- Actias isis
- Actias kongjiara
- Actias laotiana
- Actias luna
- Actias maenas
- Actias neidhoeferi
- Actias omeishana
- Actias parasinensis
- Actias philippinica
- Actias rhodopneuma
- Actias rosenbergii
- Actias sinensis
- Actias truncatipennis
- Adafroptilum acuminatum
- Adafroptilum acutum
- Adafroptilum austriorientale
- Adafroptilum bellum
- Adafroptilum coloratum
- Adafroptilum convictum
- Adafroptilum hausmanni
- Adafroptilum incanum
- Adafroptilum indivisum
- Adafroptilum kitongaensis
- Adafroptilum lejorai
- Adafroptilum mikessensis
- Adafroptilum occidaneum
- Adafroptilum permixtum
- Adafroptilum quinquevitreatum
- Adafroptilum rotundum
- Adafroptilum rougerii
- Adafroptilum scheveni
- Adafroptilum schmiti
- Adafroptilum septiguttata
- Adafroptilum singularum
- Adafroptilum sommereri
- Adafroptilum tricoronatum
- Adafroptilum tuberculatum
- Adeloneivaia acuta
- Adeloneivaia bellardi
- Adeloneivaia boisduvalii
- Adeloneivaia catharina
- Adeloneivaia catoxantha
- Adeloneivaia fallax
- Adeloneivaia irrorata
- Adeloneivaia isara
- Adeloneivaia jason
- Adeloneivaia minuta
- Adeloneivaia pelias
- Adeloneivaia sabulosa
- Adeloneivaia schubarti
- Adeloneivaia subangulata
- Adeloneivaia wellingi
- Adelotypa annulifera
- Adelotypa argiella
- Adelotypa asemna
- Adelotypa bolena
- Adelotypa borsippa
- Adelotypa curulis
- Adelotypa malca
- Adelotypa mollis
- Adelotypa penthea
- Adelotypa trinitatis
- Adelowalkeria caeca
- Adelowalkeria eugenia
- Adelowalkeria flavosignata
- Adelowalkeria plateada
- Adelowalkeria torresi
- Adelowalkeria tristygma
- Adetomeris erythrops
- Adetomeris microphthalma
- Adhemarius blanchardorum
- Adhemarius daphne
- Adhemarius dariensis
- Adhemarius dentoni
- Adhemarius donysa
- Adhemarius eurysthenes
- Adhemarius fulvescens
- Adhemarius gagarini
- Adhemarius gannascus
- Adhemarius germanus
- Adhemarius globifer
- Adhemarius palmeri
- Adhemarius sexoculata
- Adhemarius tigrina
- Adhemarius ypsilon
- Adixoa alterna
- Adixoa leucocyanea
- Adixoa pyromacula
- Adixoa tomentosa
- Adixoa trizonata
- Adonisblauwtje
- Aedia funesta
- Aegerina allotriochora
- Aegerina alomyaeformis
- Aegerina mesostenos
- Aegerina ovinia
- Aegerina silvai
- Aegerina vignae
- Aegerosphecia calliptera
- Aegerosphecia cyanea
- Aegerosphecia fasciata
- Aegerosphecia fulviventris
- Aegerosphecia fumoptera
- Aegerosphecia myanmarensis
- Aegerosphecia mysolica
- Aellopos blaini
- Aellopos ceculus
- Aellopos clavipes
- Aellopos fadus
- Aellopos tantalus
- Aellopos titan
- Aemylurgis xanthoclina
- Aenetus virescens
- Aenigmina aenea
- Aenigmina critheis
- Aenigmina latimargo
- Aenigmina tiresa
- Aethaloessa calidalis
- Afrikaanse fruitmot
- Afroclanis calcareus
- Afroclanis neavi
- Afrokona aerea
- Afromelittia aenescens
- Afromelittia iridisquama
- Afromelittia natalensis
- Afromelittia occidentalis
- Afrosataspes galleyi
- Afrosphinx amabilis
- Agaatvlinder
- Agapema dyari
- Agapema galbina
- Agapema homogena
- Agapema solita
- Agathiphaga queenslandensis
- Agathiphaga vitiensis
- Agdistis bouyeri
- Agdistis linnaei
- Aglia ingens
- Aglossa pinguinalis
- Agnosia microta
- Agnosia orneus
- Agraulis vanillae
- Agriomelissa aethiopica
- Agriomelissa amblyphaea
- Agriomelissa brevicornis
- Agriomelissa gypsospora
- Agriomelissa malagasy
- Agriomelissa ursipes
- Agriomelissa victrix
- Agriphila geniculea
- Agriphila inquinatella
- Agriphila latistria
- Agriphila tristella
- Agrius cingulata
- Agrius cordiae
- Agrius godarti
- Agrius luctifera
- Agrius rothschildi
- Agrotera nemoralis
- Agrotis infusa
- Agrotis innominata
- Agrotis subterranea
- Aictis erythrozona
- Akaisphecia melanopuncta
- Akbesia davidi
- Akelei-uil
- Akkerwinde-uil
- Albuna bicaudata
- Albuna fraxini
- Albuna oberthuri
- Albuna polybiaformis
- Albuna pyramidalis
- Albuna rufibasilaris
- Alcathoe altera
- Alcathoe autumnalis
- Alcathoe carolinensis
- Alcathoe caudata
- Alcathoe cuauhtemoci
- Alcathoe helena
- Alcathoe korites
- Alcathoe leucopyga
- Alcathoe melini
- Alcathoe pepsioides
- Alcathoe verrugo
- Alesa amesis
- Alesa fournierae
- Alesa hemiurga
- Alesa lipara
- Alesa prema
- Alesa rothschildi
- Alesa telephae
- Alesa thelydrias
- Aleuron carinata
- Aleuron chloroptera
- Aleuron cymographum
- Aleuron iphis
- Aleuron neglectum
- Aleuron prominens
- Aleuron ypanemae
- Alexandra's vogelvlinder
- Almeidaia aidae
- Almeidaia romualdoi
- Almeidella almeidai
- Almeidella approximans
- Almeidella corrupta
- Alonina difformis
- Alonina longipes
- Alonina rygchiiformis
- Alpenbergerebia
- Alpenblauwtje
- Alpenglanserebia
- Alpenhooibeestje
- Alpenzeggemineermot
- Alpenzijde-erebia
- Amalthina lacteata
- Amandeloogerebia
- Amarynthis meneria
- Amauris albimaculata
- Amauris comorana
- Amauris crawshayi
- Amauris damocles
- Amauris dannfelti
- Amauris echeria
- Amauris ellioti
- Amauris hecate
- Amauris inferna
- Amauris niavius
- Amauris nossima
- Amauris ochlea
- Amauris phoedon
- Amauris tartarea
- Amauris vashti
- Amauta ambatensis
- Amauta cacica
- Amauta hodeei
- Amauta papilionaris
- Amblyptilia acanthadactyla
- Amblyzancla araeoptila
- Ambulyx andangi
- Ambulyx auripennis
- Ambulyx bakeri
- Ambulyx belli
- Ambulyx bima
- Ambulyx canescens
- Ambulyx celebensis
- Ambulyx ceramensis
- Ambulyx charlesi
- Ambulyx clavata
- Ambulyx cyclasticta
- Ambulyx dohertyi
- Ambulyx immaculata
- Ambulyx inouei
- Ambulyx japonica
- Ambulyx johnsoni
- Ambulyx joiceyi
- Ambulyx jordani
- Ambulyx kuangtungensis
- Ambulyx lahora
- Ambulyx lestradei
- Ambulyx liturata
- Ambulyx maculifera
- Ambulyx matti
- Ambulyx meeki
- Ambulyx montana
- Ambulyx moorei
- Ambulyx naessigi
- Ambulyx obliterata
- Ambulyx ochracea
- Ambulyx phalaris
- Ambulyx placida
- Ambulyx pryeri
- Ambulyx psedoclavata
- Ambulyx schauffelbergeri
- Ambulyx schmickae
- Ambulyx semifervens
- Ambulyx semiplacida
- Ambulyx sericeipennis
- Ambulyx siamensis
- Ambulyx sinjaevi
- Ambulyx staudingeri
- Ambulyx substrigilis
- Ambulyx suluensis
- Ambulyx tattina
- Ambulyx tenimberi
- Ambulyx tondanoi
- Ambulyx wildei
- Ambulyx wilemani
- Amephana anarrhini
- Amerikaanse ooglapmot
- Amethistblauwtje
- Amorpha juglandis
- Ampelophaga dolichoides
- Ampelophaga khasiana
- Ampelophaga rubiginosa fasciosa
- Ampelophaga rubiginosa
- Ampelophaga thomasi
- Amphimoea walkeri
- Amphion floridensis
- Amphiselenis chama
- Amplypterus mansoni
- Amplypterus panopus
- Anacampsis populella
- Anambulyx elwesi
- Anania coronata
- Anania crocealis
- Anania funebris
- Anania fuscalis
- Anania lancealis
- Anania perlucidalis
- Anania stachydalis
- Anania terrealis
- Anania verbascalis
- Anaphantis aurantiaca
- Anaphantis aurifraga
- Anaphantis isochrysa
- Anaphantis protona
- Anaphantis zonotorna
- Anarsia lineatella
- Anartia amathea
- Anartia jatrophae
- Anaudia felderi
- Ancistrota plagia
- Ancyluris aristodorus
- Ancyluris aulestes
- Ancyluris colubra
- Ancyluris etias
- Ancyluris formosissima
- Ancyluris inca
- Ancyluris jurgensenii
- Ancyluris meliboeus
- Ancyluris melior
- Ancyluris miniola
- Ancyluris mira
- Ancyluris paetula
- Ancyluris paramba
- Ancyluris rubrofilum
- Ancyluris tedea
- Andoorndikkopje
- Andriasa contraria
- Andriasa mitchelli
- Anetia briarea
- Anetia cubana
- Anetia jaegeri
- Anetia pantheratus
- Anetia thirza
- Angonyx boisduvali
- Angonyx excellens
- Angonyx meeki
- Angonyx papuana
- Angonyx testacea testacea
- Angonyx testacea
- Anisota assimilis
- Anisota consularis
- Anisota dissimilis
- Anisota finlaysoni
- Anisota kendallorum
- Anisota leucostygma
- Anisota manitobensis
- Anisota oslari
- Anisota peigleri
- Anisota punctata
- Anisota senatoria
- Anisota stigma
- Anisota virginiensis
- Anjermot
- Anoista insolita
- Anteos clorinde
- Anteos maerula
- Anteos menippe
- Anteros acheus
- Anteros aerosus
- Anteros allectus
- Anteros aurigans
- Anteros bracteata
- Anteros carausius
- Anteros chrysoprasta
- Anteros cruentatus
- Anteros formosus
- Anteros gentilis
- Anteros kupris
- Anteros lectabilis
- Anteros nubosus
- Anteros otho
- Anteros principalis
- Anteros renaldus
- Anthedonella flavida
- Anthedonella ignicauda
- Anthedonella jinghongensis
- Anthedonella opalizans
- Anthedonella polyphaga
- Anthedonella subtillima
- Anthedonella theobroma
- Anthela callispila
- Anthela ferruginosa
- Anthela ocellata
- Anthela varia
- Antheraea alleni
- Antheraea alorensis
- Antheraea andamana
- Antheraea billitonensis
- Antheraea broschi
- Antheraea brunei
- Antheraea celebensis
- Antheraea cernyi
- Antheraea cihangiri
- Antheraea cingalesa
- Antheraea compta
- Antheraea cordifolia
- Antheraea crypta
- Antheraea diehli
- Antheraea exspectata
- Antheraea fickei
- Antheraea frithi
- Antheraea fusca
- Antheraea gephyra
- Antheraea godmani
- Antheraea gschwandneri
- Antheraea gulata
- Antheraea hagedorni
- Antheraea halconensis
- Antheraea harndti
- Antheraea helferi
- Antheraea hollowayi
- Antheraea imperator
- Antheraea jakli
- Antheraea jana
- Antheraea kageri
- Antheraea kelimutuensis
- Antheraea knyvetti
- Antheraea lampei
- Antheraea larissa
- Antheraea larissoides
- Antheraea lorosae
- Antheraea meisteri
- Antheraea mentawai
- Antheraea minahassae
- Antheraea montezuma
- Antheraea moultoni
- Antheraea myanmarensis
- Antheraea mylitta
- Antheraea mylittoides
- Antheraea paphia
- Antheraea pasteuri
- Antheraea paukstadtorum
- Antheraea pedunculata
- Antheraea pelengensis
- Antheraea pernyi
- Antheraea perrottetii
- Antheraea platessa
- Antheraea polyphemus
- Antheraea pratti
- Antheraea prelarissa
- Antheraea raffrayi
- Antheraea ranakaensis
- Antheraea rosemariae
- Antheraea roylii
- Antheraea rubicunda
- Antheraea rumphii
- Antheraea schroederi
- Antheraea semperi
- Antheraea steinkeorum
- Antheraea subcaeca
- Antheraea sumatrana
- Antheraea sumbawaensis
- Antheraea superba
- Antheraea surakarta
- Antheraea taripaensis
- Antheraea tenggarensis
- Antheraea ulrichbroschi
- Antheraea viridiscura
- Antheraea yamamai
- Antheraeopsis assamensis
- Antheraeopsis brunnea
- Antheraeopsis castanea
- Antheraeopsis chengtuana
- Antheraeopsis formosana
- Antheraeopsis mezops
- Antheraeopsis paniki
- Antheraeopsis rubiginea
- Antheraeopsis rudloffi
- Antheraeopsis subvelata
- Antheraeopsis youngi
- Antheraeopsis yunnanensis
- Antherina suraka
- Anthocharis bambusarum
- Anthocharis belia
- Anthocharis carolinae
- Anthocharis cethura
- Anthocharis lanceolata
- Anthocharis limonea
- Anthocharis midea
- Anthocharis monastiriensis
- Anthocharis sara
- Anthocharis scolymus
- Anthocharis thibetana
- Antichloris viridis
- Antigastra catalaunalis
- Antillea pelops
- Antinephele achlora
- Antinephele anomala
- Antinephele camerunensis
- Antinephele efulani
- Antinephele lunulata
- Antinephele maculifera
- Antinephele marcida
- Antinephele muscosa
- Antistathmoptera daltonae
- Antistathmoptera granti
- Aoa affinis
- Aosta-esparcetteblauwtje
- Aphrissa boisduvalii
- Aphrissa fluminensis
- Aphrissa godartiana
- Aphrissa neleis
- Aphrissa orbis
- Aphrissa schausi
- Aphrissa statira
- Aphrissa wallacei
- Apina callisto
- Aplocera praeformata
- Apocalypsis velox
- Apodemia castanea
- Apodemia chisosensis
- Apodemia duryi
- Apodemia hepburni
- Apodemia hypoglauca
- Apodemia mejicanus
- Apodemia mormo
- Apodemia mormo
- Apodemia multiplaga
- Apodemia murphyi
- Apodemia nais
- Apodemia palmerii
- Apodemia phyciodoides
- Apodemia virgulti
- Apodemia walkeri
- Apollovlinder
- Apopestes spectrum
- Aporia acraea
- Aporia agathon
- Aporia bernardi
- Aporia bieti
- Aporia delavayi
- Aporia genestieri
- Aporia giacomazzoi
- Aporia gigantea
- Aporia goutellei
- Aporia harrietae
- Aporia hastata
- Aporia hippia
- Aporia howarthi
- Aporia joubini
- Aporia kamei
- Aporia kanekoi
- Aporia largeteaui
- Aporia larraldei
- Aporia lemoulti
- Aporia leucodice
- Aporia lhamo
- Aporia martineti
- Aporia monbeigi
- Aporia nabellica
- Aporia nishimurai
- Aporia oberthuri
- Aporia potanini
- Aporia procris
- Aporia signiana
- Aporia tayiensis
- Aporia tsinglingica
- Aporia uedai
- Appelglasvlinder
- Appelmolmboorder
- Appelpedaalmot
- Appelstippelmot
- Appeltak
- Appias ada
- Appias aegis
- Appias albina
- Appias athama
- Appias cardena
- Appias celestina
- Appias clementina
- Appias dolorosa
- Appias drusilla
- Appias epaphia
- Appias galene
- Appias hombroni
- Appias indra
- Appias ithome
- Appias lalage
- Appias lalassis
- Appias lasti
- Appias libythea
- Appias lyncida
- Appias mata
- Appias melania
- Appias nephele
- Appias nero
- Appias nupta
- Appias pandione
- Appias paulina
- Appias perlucens
- Appias phaola
- Appias phoebe
- Appias placidia
- Appias punctifera
- Appias remedios
- Appias sabina
- Appias sylvia
- Appias waltraudae
- Appias zarinda
- Arachnis picta
- Archaeoattacus edwardsii
- Archaeoattacus staudingeri
- Archaeonympha drepana
- Archaeonympha smalli
- Archaeonympha urichi
- Archonias brassolis
- Arctische parelmoervlinder
- Arctonotus lucidus
- Ardices canescens
- Argema besanti
- Argema kuhnei
- Argema mimosae
- Argusvlinder
- Argyresthia abdominalis
- Argyresthia abies
- Argyresthia achillella
- Argyresthia aerariella
- Argyresthia affinis
- Argyresthia albicomella
- Argyresthia alpha
- Argyresthia alternatella
- Argyresthia altissimella
- Argyresthia amiantella
- Argyresthia andereggiella
- Argyresthia angusta
- Argyresthia annettella
- Argyresthia anthocephala
- Argyresthia aphoristis
- Argyresthia apicimaculella
- Argyresthia arceuthina
- Argyresthia arceuthobiella
- Argyresthia atlanticella
- Argyresthia atmoriella
- Argyresthia aureoargentella
- Argyresthia aurivittella
- Argyresthia austerella
- Argyresthia belangerella
- Argyresthia bergiella
- Argyresthia beta
- Argyresthia biruptella
- Argyresthia bolliella
- Argyresthia caesiella
- Argyresthia calliphanes
- Argyresthia canadensis
- Argyresthia carcinomatella
- Argyresthia certella
- Argyresthia chalcocausta
- Argyresthia chalcochrysa
- Argyresthia chamaecypariae
- Argyresthia chionochrysa
- Argyresthia chrysidella
- Argyresthia columbia
- Argyresthia communana
- Argyresthia conjugella
- Argyresthia conspersa
- Argyresthia cornella
- Argyresthia cupressella
- Argyresthia cyaneimarmorella
- Argyresthia decimella
- Argyresthia deletella
- Argyresthia denudatella
- Argyresthia diffractella
- Argyresthia dislocata
- Argyresthia divisella
- Argyresthia dulcamarella
- Argyresthia dzieduszyckii
- Argyresthia ephippella
- Argyresthia eugeniella
- Argyresthia fagetella
- Argyresthia festiva
- Argyresthia flavicomans
- Argyresthia flexilis
- Argyresthia franciscella
- Argyresthia freyella
- Argyresthia fujiyamae
- Argyresthia fundella
- Argyresthia furcatella
- Argyresthia fuscilineella
- Argyresthia gephyritis
- Argyresthia glabratella
- Argyresthia glaucinella
- Argyresthia helvetica
- Argyresthia hilfiella
- Argyresthia huguenini
- Argyresthia icterias
- Argyresthia idiograpta
- Argyresthia illuminatella
- Argyresthia inauratella
- Argyresthia inscriptella
- Argyresthia iopleura
- Argyresthia ivella
- Argyresthia juniperivorella
- Argyresthia kasyi
- Argyresthia kuwayamella
- Argyresthia laevigatella
- Argyresthia lamiella
- Argyresthia laricella
- Argyresthia leuconota
- Argyresthia leuculias
- Argyresthia libocedrella
- Argyresthia liparodes
- Argyresthia literella
- Argyresthia lustralis
- Argyresthia maculosa
- Argyresthia magna
- Argyresthia majorella
- Argyresthia mariana
- Argyresthia marmorata
- Argyresthia media
- Argyresthia melitaula
- Argyresthia mesocausta
- Argyresthia metallicolor
- Argyresthia minusculella
- Argyresthia mirabiella
- Argyresthia monochromella
- Argyresthia montana
- Argyresthia montella
- Argyresthia mutuurai
- Argyresthia nemorivaga
- Argyresthia niphospora
- Argyresthia nivifraga
- Argyresthia nymphocoma
- Argyresthia ochridorsis
- Argyresthia oleaginella
- Argyresthia oreadella
- Argyresthia ornatipennella
- Argyresthia ossea
- Argyresthia pallidella
- Argyresthia pedemontella
- Argyresthia pentanoma
- Argyresthia perbella
- Argyresthia percussella
- Argyresthia picea
- Argyresthia pilatella
- Argyresthia plectrodes
- Argyresthia plicipunctella
- Argyresthia praecocella
- Argyresthia prenjella
- Argyresthia pretiosa
- Argyresthia psamminopa
- Argyresthia pseudotsuga
- Argyresthia pulchella
- Argyresthia purella
- Argyresthia purpurascentella
- Argyresthia quadristrigella
- Argyresthia quercicolella
- Argyresthia rara
- Argyresthia reticulata
- Argyresthia retinella
- Argyresthia rileiella
- Argyresthia ruidosa
- Argyresthia sabinae
- Argyresthia saporella
- Argyresthia semifasciella
- Argyresthia semiflavella
- Argyresthia semifusca
- Argyresthia semipurpurella
- Argyresthia semitrunca
- Argyresthia spiniella
- Argyresthia stilpnota
- Argyresthia submontana
- Argyresthia subreticulata
- Argyresthia subrimosa
- Argyresthia taiwanensis
- Argyresthia tallasica
- Argyresthia tetrapodella
- Argyresthia thoracella
- Argyresthia thuiella
- Argyresthia trifasciae
- Argyresthia trifasciata
- Argyresthia triplicata
- Argyresthia trochaula
- Argyresthia tsuga
- Argyresthia tutuzicolella
- Argyresthia undulatella
- Argyresthia uniformella
- Argyresthia visaliella
- Argyresthia walsinghamella
- Argyresthites balticella
- Argyresthites succinella
- Argyreus hyperbius
- Argyrogrammana alstonii
- Argyrogrammana amalfreda
- Argyrogrammana aparamilla
- Argyrogrammana barine
- Argyrogrammana bonita
- Argyrogrammana caelestina
- Argyrogrammana caesarion
- Argyrogrammana celata
- Argyrogrammana chicomendesi
- Argyrogrammana crocea
- Argyrogrammana danieli
- Argyrogrammana denisi
- Argyrogrammana glaucopis
- Argyrogrammana johannismarci
- Argyrogrammana leptographia
- Argyrogrammana natalita
- Argyrogrammana nurtia
- Argyrogrammana occidentalis
- Argyrogrammana pacsa
- Argyrogrammana pastaza
- Argyrogrammana physis
- Argyrogrammana placibilis
- Argyrogrammana praestigiosa
- Argyrogrammana pulchra
- Argyrogrammana rameli
- Argyrogrammana saphirina
- Argyrogrammana sebastiani
- Argyrogrammana sonazul
- Argyrogrammana sticheli
- Argyrogrammana stilbe
- Argyrogrammana sublimis
- Argyrogrammana subota
- Argyrogrammana talboti
- Argyrogrammana trochilia
- Argyrogrammana venilia
- Argyrophorus argenteus
- Arias inbio
- Arichanna melanaria
- Arichanna picaria
- Ariconias albinus
- Ariconias glaphyra
- Aricoris aurinia
- Aricoris campestris
- Aricoris caracensis
- Aricoris chilensis
- Aricoris cinericia
- Aricoris colchis
- Aricoris constantius
- Aricoris domina
- Aricoris epulus
- Aricoris erostratus
- Aricoris gauchoana
- Aricoris hubrichi
- Aricoris incana
- Aricoris indistincta
- Aricoris middletoni
- Aricoris monotona
- Aricoris montana
- Aricoris notialis
- Aricoris propitia
- Aricoris signata
- Aricoris terias
- Aricoris tutana
- Arsenura albopicta
- Arsenura archianassa
- Arsenura armida
- Arsenura aspasia
- Arsenura batesii
- Arsenura beebei
- Arsenura biundulata
- Arsenura ciocolatina
- Arsenura cymonia
- Arsenura delormei
- Arsenura drucei
- Arsenura jennetae
- Arsenura meander
- Arsenura mossi
- Arsenura orbignyana
- Arsenura pandora
- Arsenura polyodonta
- Arsenura ponderosa
- Arsenura rebeli
- Arsenura sylla
- Arsenura thomsoni
- Arsenura xanthopus
- Artenacia jaurella
- Ascalapha odorata
- Aschistophleps lampropoda
- Aschistophleps longipoda
- Aschistophleps metachryseis
- Aschistophleps murzini
- Aschistophleps xanthocrista
- Ascia monuste
- Ascotis selenaria
- Aspitates orciferaria
- Assara terebrella
- Astaropola magicosema
- Astermonnik
- Asterocampa celtis
- Asterocampa clyton
- Astraeodes areuta
- Asturische erebia
- Atalanta
- Atemelia compressella
- Atemelia contrariella
- Atemelia iridesma
- Atemelia torquatella
- Atemnora westermannii
- Athis ahala
- Athis amalthaea
- Athis bogota
- Athis clitarcha
- Athis delecta
- Athis flavimaculata
- Athis fuscorubra
- Athis hechtiae
- Athis inca
- Athis palatinus
- Athis rutila
- Athis superba
- Athis therapon
- Athis thysanete
- Athletes albicans
- Athletes ethra
- Athletes gigas
- Athletes nyanzae
- Athletes semialba
- Athrips mouffetella
- Atlantarctia tigrina
- Atlasvlinder
- Attacus aurantiacus
- Attacus caesar
- Attacus crameri
- Attacus dohertyi
- Attacus erebus
- Attacus inopinatus
- Attacus intermedius
- Attacus lemairei
- Attacus lorquinii
- Attacus mcmulleni
- Attacus paraliae
- Attacus suparmani
- Attacus taprobanis
- Attacus wardi
- Atteva albiguttata
- Atteva albitarsis
- Atteva aleatrix
- Atteva anisochrysa
- Atteva apicalis
- Atteva aurata
- Atteva aurea
- Atteva balanota
- Atteva basalis
- Atteva brucea
- Atteva carteri
- Atteva charopis
- Atteva chionosticta
- Atteva compta
- Atteva conspicua
- Atteva cosmogona
- Atteva cuprina
- Atteva edithella
- Atteva emissella
- Atteva ergatica
- Atteva exquisita
- Atteva fabricella
- Atteva fabriciella
- Atteva fastuosa
- Atteva flavivitta
- Atteva floridana
- Atteva fulviguttata
- Atteva gemmata
- Atteva glaucopidella
- Atteva heliodoxa
- Atteva hesychina
- Atteva holenopla
- Atteva hysginiella
- Atteva impariguttata
- Atteva impunctella
- Atteva iris
- Atteva mathewi
- Atteva megalastra
- Atteva microsticta
- Atteva modesta
- Atteva monerythra
- Atteva monoplanetis
- Atteva myriastra
- Atteva niphocosma
- Atteva niveigutta
- Atteva niviguttella
- Atteva numeratrix
- Atteva pastulella
- Atteva porphyris
- Atteva pulchella
- Atteva punctella
- Atteva pustulella
- Atteva pyrothorax
- Atteva rex
- Atteva sciodoxa
- Atteva scolecias
- Atteva siderea
- Atteva sphaerodoxa
- Atteva sphaerotrocha
- Atteva subaurata
- Atteva sylpharis
- Atteva teratias
- Atteva tonseana
- Atteva triplex
- Atteva zebra
- Augangela xanthomias
- Aurivillius aratus
- Aurivillius cadioui
- Aurivillius drumonti
- Aurivillius horsini
- Aurivillius jolyanorum
- Aurivillius oberthuri
- Aurivillius seydeli
- Aurivillius triramis
- Auroramot
- Austrosetia semirufa
- Autographa aemula
- Automerella aurora
- Automerella flexuosa
- Automerella miersi
- Automerina auletes
- Automerina beneluzi
- Automerina carina
- Automerina caudatula
- Automerina cypria
- Automerina vala
- Automeris abdominalis
- Automeris ahuitzotli
- Automeris alticola
- Automeris amanda
- Automeris amoena
- Automeris andicola
- Automeris annulata
- Automeris arminia
- Automeris atrolimbata
- Automeris averna
- Automeris balachowskyi
- Automeris banus
- Automeris basalis
- Automeris beckeri
- Automeris belti
- Automeris beutelspacheri
- Automeris bilinea
- Automeris boops
- Automeris boucardi
- Automeris boudinoti
- Automeris boudinotiana
- Automeris castrensis
- Automeris caucensis
- Automeris cecrops
- Automeris celata
- Automeris chacona
- Automeris chaconoides
- Automeris cinctistriga
- Automeris claryi
- Automeris colenon
- Automeris complicata
- Automeris coresus
- Automeris cryptica
- Automeris curvilinea
- Automeris dandemon
- Automeris daudiana
- Automeris denhezorum
- Automeris denticulata
- Automeris descimoni
- Automeris despicata
- Automeris diavolanda
- Automeris dognini
- Automeris duchartrei
- Automeris egeus
- Automeris elenensis
- Automeris eogena
- Automeris escalantei
- Automeris excreta
- Automeris exigua
- Automeris falco
- Automeris fieldi
- Automeris fletcheri
- Automeris gabriellae
- Automeris godartii
- Automeris goiasensis
- Automeris goodsoni
- Automeris grammodes
- Automeris granulosa
- Automeris hamata
- Automeris harrisorum
- Automeris haxairei
- Automeris hebe
- Automeris heppneri
- Automeris iguaquensis
- Automeris illustris
- Automeris incarnata
- Automeris innoxia
- Automeris inornata
- Automeris io
- Automeris iris
- Automeris janus
- Automeris jivaros
- Automeris jucunda
- Automeris jucundoides
- Automeris kopturae
- Automeris labriquei
- Automeris lachaumei
- Automeris larra
- Automeris latenigra
- Automeris lauroia
- Automeris lauta
- Automeris lecourti
- Automeris lemairei
- Automeris lemensis
- Automeris liberia
- Automeris louisiana
- Automeris macphaili
- Automeris maeonia
- Automeris manantlanensis
- Automeris margaritae
- Automeris masti
- Automeris melanops
- Automeris melmon
- Automeris meridionalis
- Automeris metzli
- Automeris micheneri
- Automeris michoacana
- Automeris midea
- Automeris moloneyi
- Automeris montezuma
- Automeris moresca
- Automeris muscula
- Automeris napoensis
- Automeris naranja
- Automeris nebulosa
- Automeris niepelti
- Automeris nubila
- Automeris oaxacensis
- Automeris oberthurii
- Automeris oiticicai
- Automeris orestes
- Automeris ovalina
- Automeris pallidior
- Automeris paramaculata
- Automeris patagoniensis
- Automeris peigleri
- Automeris phrynon
- Automeris pomifera
- Automeris postalbida
- Automeris praemargaritae
- Automeris randa
- Automeris rectilinea
- Automeris rostralis
- Automeris rougeoti
- Automeris schwartzi
- Automeris stacieae
- Automeris styx
- Automeris submacula
- Automeris suteri
- Automeris sylviae
- Automeris tamsi
- Automeris tatiae
- Automeris themis
- Automeris tridens
- Automeris tristis
- Automeris umbrosa
- Automeris vomona
- Automeris watsoni
- Automeris wayampi
- Automeris windiana
- Automeris zephyria
- Automeris zozine
- Automeris zugana
- Automeris zurobara
- Automeropsis umbrata
- Avinoffia hollandi
- Azaleasteltmot
- Azanus jesous
- Azanus natalensis
- Azanus ubaldus

## B
Baardmosspikkelspanner
- Baeotis attali
- Baeotis bacaenis
- Baeotis bacaenita
- Baeotis barce
- Baeotis capreolus
- Baeotis cephissa
- Baeotis choroniensis
- Baeotis creusis
- Baeotis elegantula
- Baeotis euprepes
- Baeotis felix
- Baeotis hisbon
- Baeotis johannae
- Baeotis kadenii
- Baeotis melanis
- Baeotis nesaea
- Baeotis prima
- Baeotis staudingeri
- Baeotis sulphurea
- Baeotis zonata
- Balanoptica orbicularis
- Balkanboswachter
- Balkanbremvlinder
- Balkanheivlinder
- Baltia butleri
- Baltia shawii
- Baltische toendravlinder
- Bandvoorjaarsuil
- Banghaasia ildefonsella
- Baniwa yavitensis
- Banta linnei
- Baptria tibiale
- Barbasphecia ares
- Barbasphecia hephaistos
- Barbicornis basilis
- Barbourion lemaii
- Basilarchia lorquini
- Basiothia aureata
- Basiothia charis
- Basiothia laticornis
- Basiothia medea
- Basiothia schenki
- Bandwitvlekmot
- Basterdwederikpeulmot
- Bathyphlebia aglia
- Bathyphlebia eminens
- Bathyphlebia johnsoni
- Bathyphlebia rufescens
- Batocnema africanus
- Batocnema coquerelii
- Battus philenor
- Battus polydamas
- Behemothia godmanii
- Belenois aldabrensis
- Belenois anomala
- Belenois antsianaka
- Belenois aurota
- Belenois calypso
- Belenois crawshayi
- Belenois creona
- Belenois diminuta
- Belenois gidica
- Belenois grandidieri
- Belenois hedyle
- Belenois helcida
- Belenois java
- Belenois larima
- Belenois mabella
- Belenois margaritacea
- Belenois ogygia
- Belenois raffrayi
- Belenois rubrosignata
- Belenois solilucis
- Belenois subeida
- Belenois sudanensis
- Belenois theora
- Belenois theuszi
- Belenois thysa
- Belenois victoria
- Belenois welwitschii
- Belenois zochalia
- Bembecia abromeiti
- Bembecia afghana
- Bembecia alaica
- Bembecia albanensis
- Bembecia aloisi
- Bembecia apyra
- Bembecia auricaudata
- Bembecia aye
- Bembecia balkis
- Bembecia barbara
- Bembecia bartschi
- Bembecia bestianaeli
- Bembecia blanka
- Bembecia bohatschi
- Bembecia buxea
- Bembecia ceiformis
- Bembecia coreacola
- Bembecia damascena
- Bembecia deserticola
- Bembecia dispar
- Bembecia elena
- Bembecia fibigeri
- Bembecia flavida
- Bembecia fokidensis
- Bembecia fortis
- Bembecia garrevoeti
- Bembecia gegamica
- Bembecia gobica
- Bembecia guesnoni
- Bembecia handiensis
- Bembecia hedysari
- Bembecia himmighoffeni
- Bembecia hissorensis
- Bembecia hofmanni
- Bembecia hymenopteriformis
- Bembecia iberica
- Bembecia igueri
- Bembecia illustris
- Bembecia insidiosa
- Bembecia irina
- Bembecia jakuta
- Bembecia joesti
- Bembecia kaabaki
- Bembecia karategina
- Bembecia kaszabi
- Bembecia kreuzbergi
- Bembecia kryzhanovskii
- Bembecia lamai
- Bembecia lasicera
- Bembecia lastuvkai
- Bembecia lingenhoelei
- Bembecia lomatiaeformis
- Bembecia magnifica
- Bembecia martensi
- Bembecia megillaeformis
- Bembecia molleti
- Bembecia montis
- Bembecia ningxiaensis
- Bembecia nivalis
- Bembecia oxytropidis
- Bembecia pagesi
- Bembecia pamira
- Bembecia parthica
- Bembecia pashtuna
- Bembecia pavicevici
- Bembecia peterseni
- Bembecia pogranzona
- Bembecia polyzona
- Bembecia powelli
- Bembecia priesneri
- Bembecia psoraleae
- Bembecia puella
- Bembecia pyronigra
- Bembecia rushana
- Bembecia salangica
- Bembecia sanguinolenta
- Bembecia sareptana
- Bembecia scopigera
- Bembecia senilis
- Bembecia sinensis
- Bembecia sirphiformis
- Bembecia sophoracola
- Bembecia staryi
- Bembecia stiziformis
- Bembecia strandi
- Bembecia stuebingeri
- Bembecia syzcjovi
- Bembecia tancrei
- Bembecia transcaucasica
- Bembecia tshatkalensis
- Bembecia tshimgana
- Bembecia turanica
- Bembecia uroceriformis
- Bembecia ussuriensis
- Bembecia vidua
- Bembecia viguraea
- Bembecia volgensis
- Bembecia vulcanica
- Bembecia zebo
- Bembecia zonsteini
- Berberisspanner
- Berg geaderd witje
- Bergerebia
- Berggentiaanblauwtje
- Bergluzernevlinder
- Bergmarmerwitje
- Bergmarmerwitje
- Bergoermot
- Bergparelmoervlinder
- Bergresedawitje
- Bergspikkeldikkopje
- Berkenbladsnijdermot
- Berkenbrandvlerkvlinder
- Berkeneenstaart
- Berkenglasvlinder
- Berkenhermelijnvlinder
- Berkenoogspanner
- Berken-orvlinder
- Berkenpedaalmot
- Berkenspikkelspanner
- Berkentandvlinder
- Berkenwintervlinder
- Bessenglasvlinder
- Bessenpedaalmot
- Bessentakvlinder
- Bestoven citroenvlinder
- Bestoven citroenvlinder
- Betharga lycoides
- Beukenbladsnijdermot
- Beukenpedaalmot
- Beukentandvlinder
- Beverneldwergspanner
- Bhutanitis lidderdalii
- Bidentotinthia borneana
- Biezengrasmot
- Bijvoetdwergspanner
- Bijvoetmonnik
- Blauw smalsnuitje
- Blauw weeskind
- Blauwbandspanner
- Blauwe ijsvogelvlinder
- Blauwe vuurvlinder
- Blauwooggrasmot
- Blauwoogvlinder
- Blauwrandspanner
- Blauwvleugeluil
- Bleek beertje
- Bleek blauwtje
- Bleek hooibeestje
- Bleek purperuiltje
- Bleke bergspanner
- Bleke daguil
- Bleke eenstaart
- Bleke grasuil
- Bleke grasworteluil
- Bleke kaartmot
- Bleke langsprietmot
- Bleke novemberspanner
- Bleke stofuil
- Blinde bergerebia
- Bloemenblauwtje
- Bloesempedaalmot
- Bochtige smele-uil
- Bochtige-smelemineermot
- Boksbaardvlinder
- Bont dikkopje
- Bont halmuiltje
- Bont schaapje
- Bont zandoogje
- Bonte bandspanner
- Bonte beer
- Bonte bessenvlinder
- Bonte brandnetelmot
- Bonte daguil
- Bonte grasuil
- Bonte haakbladroller
- Bonte marmeruil
- Bonte spitskopmot
- Bonte walstrospanner
- Bonte worteluil
- Bontoogerebia
- Booglijnuil
- Boogsnuituil
- Boomblauwtje
- Bosbandspanner
- Bosbesbruintje
- Bosbesdwergspanner
- Bosbessnuituil
- Bosbesuil
- Bosbeswitvlekmot
- Boserebia
- Bosgrasuil
- Bosoermot
- Bosparelmoervlinder
- Bosrandparelmoervlinder
- Bosrankdwergspanner
- Bosrankvlinder
- Bosspanner
- Boswitje
- Boszandoog
- Braamparelmoervlinder
- Braamvlinder
- Brachyglenis dinora
- Brachyglenis dodone
- Brachyglenis drymo
- Brachyglenis esthema
- Brahmaea europaea
- Brahmaea wallichii
- Bramenbladroller
- Brandnetelbladroller
- Brandnetelkapje
- Brandnetelmotje
- Brandvlerkvlinder
- Brede langsprietmot
- Brede-w-uil
- Breedbandhuismoeder
- Bremblauwtje
- Bremvlinder
- Bretons spikkeldikkopje
- Brildrager
- Bruin blauwtje
- Bruin dikkopje
- Bruin spannertje
- Bruin zandoogje
- Bruinbandbladroller
- Bruinbandspanner
- Bruine bergspanner
- Bruine bosbesuil
- Bruine bosrankspanner
- Bruine breedvleugeluil
- Bruine daguil
- Bruine eenstaart
- Bruine eikenpage
- Bruine essenuil
- Bruine granietuil
- Bruine grasuil
- Bruine grijsbandspanner
- Bruine groenuil
- Bruine heide-uil
- Bruine heispanner
- Bruine herfstuil
- Bruine huismot
- Bruine metaalvlinder
- Bruine molmboorder
- Bruine oogspanner
- Bruine prachtuil
- Bruine sikkeluil
- Bruine snuituil
- Bruine vierbandspanner
- Bruine vuurvlinder
- Bruine wapendrager
- Bruine witvleugeluil
- Bruine zwartstipuil
- Bruingevlekte klerenmot
- Brummelspanner
- Bryotropha terrella
- Buckleria vanderwolfi
- Bulgaarse bergerebia
- Bunaea alcinoe
- Bunaea aslauga
- Bunaea vulpes
- Bunaeopsis angolana
- Bunaeopsis annabellae
- Bunaeopsis arabella
- Bunaeopsis aurantiaca
- Bunaeopsis bomfordi
- Bunaeopsis chromata
- Bunaeopsis clementi
- Bunaeopsis ferruginea
- Bunaeopsis fervida
- Bunaeopsis francottei
- Bunaeopsis hersilia
- Bunaeopsis jacksoni
- Bunaeopsis licharbas
- Bunaeopsis lueboensis
- Bunaeopsis maasseni
- Bunaeopsis macrophthalma
- Bunaeopsis oubie
- Bunaeopsis phidias
- Bunaeopsis princeps
- Bunaeopsis rothschildi
- Bunaeopsis saffronica
- Bunaeopsis scheveniana
- Bunaeopsis schoenheiti
- Bunaeopsis terrali
- Bunaeopsis thyene
- Bunaeopsis vau
- Bunaeopsis zaddachi
- Buxeta conflagrans

## C
Cabomina dracomontana
- Cabomina heliostoma
- Cabomina monicae
- Cabomina tsomoana
- Cactoblastis cactorum
- Caio championi
- Caio harrietae
- Caio richardsoni
- Caio romulus
- Caio undilinea
- Calamotis prophracta
- Calamotropha paludella
- Calasesia coccinea
- Calephelis acapulcoensis
- Calephelis argyrodines
- Calephelis arizonensis
- Calephelis aymaran
- Calephelis azteca
- Calephelis bajaensis
- Calephelis borealis
- Calephelis braziliensis
- Calephelis browni
- Calephelis burgeri
- Calephelis candiope
- Calephelis clenchi
- Calephelis costaricicola
- Calephelis dreisbachi
- Calephelis exiguus
- Calephelis freemani
- Calephelis fulmen
- Calephelis guatemala
- Calephelis huasteca
- Calephelis inca
- Calephelis iris
- Calephelis laverna
- Calephelis matheri
- Calephelis maya
- Calephelis mexicana
- Calephelis montezuma
- Calephelis muticum
- Calephelis nemesis
- Calephelis nilus
- Calephelis perditalis
- Calephelis rawsoni
- Calephelis sacapulas
- Calephelis schausi
- Calephelis sinaloensis
- Calephelis sixola
- Calephelis sodalis
- Calephelis stallingsi
- Calephelis tapuyo
- Calephelis tikal
- Calephelis velutina
- Calephelis virginiensis
- Calephelis wellingi
- Calephelis wrighti
- Calephelis yautepequensis
- Calephelis yucatana
- Calicosama lilina
- Calicosama robbinsi
- Caligo atreus
- Caligo memnon
- Caligo eurilochus
- Callambulyx amanda
- Callambulyx junonia
- Callambulyx kitchingi
- Callambulyx poecilus
- Callambulyx rubricosa
- Callambulyx schintlmeisteri
- Callambulyx tatarinovii
- Callicore lyca
- Callionima acuta
- Callionima calliomenae
- Callionima denticulata
- Callionima falcifera
- Callionima gracilis
- Callionima grisescens
- Callionima inuus
- Callionima nomius
- Callionima pan
- Callionima parce
- Callionima ramsdeni
- Callisphecia bicincta
- Callisphecia oberthueri
- Callistium cleadas
- Callistium maculosa
- Calliteara farenoides
- Callithia oberthueri
- Callithrinca angoonae
- Callithrinca evocatella
- Callithrinca niphopyrrha
- Callithrinca sphendonista
- Callodirphia arpi
- Callosamia angulifera
- Callosamia promethea
- Callosamia securifera
- Callosphingia circe
- Calociasma ictericum
- Calociasma laius
- Calociasma nycteus
- Calopieris eulimene
- Calosaturnia albofasciata
- Calosaturnia mendocino
- Calosaturnia walterorum
- Calospila antonii
- Calospila asteria
- Calospila byzeres
- Calospila candace
- Calospila cerealis
- Calospila cilissa
- Calospila cuprea
- Calospila emylius
- Calospila fannia
- Calospila gallardi
- Calospila gyges
- Calospila hemileuca
- Calospila idmon
- Calospila irene
- Calospila latona
- Calospila lucetia
- Calospila lucianus
- Calospila maeon
- Calospila maeonoides
- Calospila martialis
- Calospila napoensis
- Calospila overali
- Calospila parthaon
- Calospila pelarge
- Calospila pirene
- Calospila rhesa
- Calospila rhodope
- Calospila satyroides
- Calospila siaka
- Calospila simplaris
- Calospila thara
- Calospila urichi
- Calospila zeanger
- Calydna cabira
- Calydna caieta
- Calydna calamisa
- Calydna candace
- Calydna carneia
- Calydna catana
- Calydna cea
- Calydna charila
- Calydna fissilisima
- Calydna hiria
- Calydna jeannea
- Calydna lusca
- Calydna micra
- Calydna nicolayi
- Calydna pichita
- Calydna stolata
- Calydna sturnula
- Calydna thersander
- Calydna venusta
- Camaegeria auripicta
- Caminophantis mystolitha
- Campbellana attenuata
- Canarisch groot koolwitje
- Canarische atalanta
- Cantabrische erebia
- Caria castalia
- Caria chrysame
- Caria domitianus
- Caria ino
- Caria mantinea
- Caria marsyas
- Caria melino
- Caria plutargus
- Caria rhacotis
- Caria sponsa
- Caria stillaticia
- Caria tabrenthia
- Caria trochilus
- Cariomothis chia
- Cariomothis erotylus
- Cariomothis erythromelas
- Cariomothis poeciloptera
- Carmenta aerosa
- Carmenta albicalcarata
- Carmenta albociliata
- Carmenta alopecura
- Carmenta andrewsi
- Carmenta angarodes
- Carmenta anomaliformis
- Carmenta anthracipennis
- Carmenta apache
- Carmenta arizonae
- Carmenta armasata
- Carmenta asema
- Carmenta auritincta
- Carmenta aurora
- Carmenta autremonti
- Carmenta basalis
- Carmenta bassiformis
- Carmenta benoisti
- Carmenta bibio
- Carmenta blaciformis
- Carmenta buprestiformis
- Carmenta ceraca
- Carmenta chromolaenae
- Carmenta chrysomelaena
- Carmenta coccidivora
- Carmenta confusa
- Carmenta corni
- Carmenta crassicornis
- Carmenta cristallina
- Carmenta daturae
- Carmenta deceptura
- Carmenta deipyla
- Carmenta dimorpha
- Carmenta dinetiformis
- Carmenta engelhardti
- Carmenta erici
- Carmenta flaschkai
- Carmenta flavostrigata
- Carmenta foraseminis
- Carmenta fulvopyga
- Carmenta germaini
- Carmenta giliae
- Carmenta guatemalena
- Carmenta guayaba
- Carmenta guyanensis
- Carmenta haematica
- Carmenta heinrichi
- Carmenta hipsides
- Carmenta infuscata
- Carmenta ischniformis
- Carmenta ithacae
- Carmenta laeta
- Carmenta laticraspedontis
- Carmenta laurelae
- Carmenta leptosoma
- Carmenta lytaea
- Carmenta macropyga
- Carmenta maeonia
- Carmenta manilia
- Carmenta mariona
- Carmenta mimosa
- Carmenta mimuli
- Carmenta minima
- Carmenta munroei
- Carmenta mydaides
- Carmenta odda
- Carmenta ogalala
- Carmenta pallene
- Carmenta panisciformis
- Carmenta panurgiformis
- Carmenta phoradendri
- Carmenta phyllis
- Carmenta pittheis
- Carmenta plaumanni
- Carmenta plectisciformis
- Carmenta porizoniformis
- Carmenta producta
- Carmenta prosopis
- Carmenta pyralidiformis
- Carmenta pyrosoma
- Carmenta querci
- Carmenta rubricincta
- Carmenta ruficaudis
- Carmenta splendens
- Carmenta subaerea
- Carmenta suffusata
- Carmenta surinamensis
- Carmenta tecta
- Carmenta teleta
- Carmenta texana
- Carmenta theobromae
- Carmenta tildeni
- Carmenta tucumana
- Carmenta unicolor
- Carmenta verecunda
- Carmenta votaria
- Carmenta wagneri
- Carmenta welchelorum
- Carmenta wellerae
- Carmenta whitelyi
- Carmenta wielgusi
- Carmenta xanthomelanina
- Carmenta xanthoneura
- Carnegia mirabilis
- Carsia sororiata
- Cartea ucayala
- Cartea vitula
- Carthaea saturnioides
- Castiliaanse erebia
- Castnia estherae
- Castnia eudesmia
- Castnia fernandezi
- Castnia invaria
- Castnia juturna
- Castnia lecerfi
- Castniomera atymnius
- Castnius marcus
- Castnius pelasgus
- Catacantha ferruginea
- Catacantha latifasciata
- Catacantha obliqua
- Catacantha oculata
- Catacantha stramentalis
- Catasticta abiseo
- Catasticta affinis
- Catasticta albofasciata
- Catasticta amastris
- Catasticta anaitis
- Catasticta apaturina
- Catasticta arborardens
- Catasticta atahuallpa
- Catasticta aureomaculata
- Catasticta bithys
- Catasticta cerberus
- Catasticta chelidonis
- Catasticta chrysolopha
- Catasticta cinerea
- Catasticta colla
- Catasticta collina
- Catasticta cora
- Catasticta corcyra
- Catasticta ctemene
- Catasticta discalba
- Catasticta distincta
- Catasticta duida
- Catasticta eurigania
- Catasticta eximia
- Catasticta ferra
- Catasticta flisa
- Catasticta frontina
- Catasticta fulva
- Catasticta gelba
- Catasticta giga
- Catasticta grisea
- Catasticta hebra
- Catasticta hegemon
- Catasticta huancabambensis
- Catasticta huebneri
- Catasticta incerta
- Catasticta lanceolata
- Catasticta leucophaea
- Catasticta lisa
- Catasticta ludovici
- Catasticta lycurgus
- Catasticta manco
- Catasticta marcapita
- Catasticta modesta
- Catasticta nimbata
- Catasticta nimbice
- Catasticta notha
- Catasticta paucartambo
- Catasticta pharnakia
- Catasticta philais
- Catasticta philodora
- Catasticta philone
- Catasticta philoscia
- Catasticta philothea
- Catasticta pieris
- Catasticta pinava
- Catasticta pluvius
- Catasticta potameoides
- Catasticta poujadei
- Catasticta prioneris
- Catasticta radiata
- Catasticta reducta
- Catasticta revancha
- Catasticta rileya
- Catasticta rochereaui
- Catasticta rosea
- Catasticta scaeva
- Catasticta scurra
- Catasticta seitzi
- Catasticta sella
- Catasticta semiramis
- Catasticta similis
- Catasticta sinapina
- Catasticta sisamnus
- Catasticta smithia
- Catasticta striata
- Catasticta suadela
- Catasticta suasa
- Catasticta superba
- Catasticta susiana
- Catasticta tamina
- Catasticta tamsa
- Catasticta teutamis
- Catasticta teutila
- Catasticta theresa
- Catasticta thomasorum
- Catasticta toca
- Catasticta tomyris
- Catasticta tricolor
- Catasticta troezene
- Catasticta truncata
- Catasticta uricoecheae
- Catasticta vilcabamba
- Catasticta vulnerata
- Catasticta watkinsi
- Catharisa cerina
- Catocala fulminea
- Catocyclotis adelina
- Catocyclotis aemulius
- Catocyclotis elpinice
- Catopsilia florella
- Catopsilia gorgophone
- Catopsilia pomona
- Catopsilia pyranthe
- Catopsilia scylla
- Catopsilia thauruma
- Catoptria falsella
- Catoptria lythargyrella
- Catoptria margaritella
- Catoptria osthelderi
- Catoptria permutatellus
- Catoptria pinella
- Caudicornia aurantia
- Caudicornia flava
- Caudicornia flavicincta
- Caudicornia tonkinensis
- Caudicornia xanthopimpla
- Cautethia exuma
- Cautethia grotei
- Cautethia noctuiformis
- Cautethia simitia
- Cautethia spuria
- Cautethia yucatana
- Cechenena aegrota
- Cechenena helops
- Cechenena lineosa lineosa
- Cechenena lineosa
- Cechenena minor
- Cechenena mirabilis
- Cechenena pollux
- Cechenena scotti
- Cechenena subangustata
- Cechenena transpacifica
- Cedestis exiguata
- Cedestis farinatella
- Cedestis gysselinella
- Cedestis subfasciella
- Celastrina argiolus ladon
- Celypha striana
- Centroctena imitans
- Centroctena rutherfordi
- Cephalomelittia tabaniformis
- Cephonodes apus
- Cephonodes armatus
- Cephonodes banksi
- Cephonodes hylas virescens
- Cephonodes hylas
- Cephonodes janus
- Cephonodes kingii
- Cephonodes leucogaster
- Cephonodes lifuensis
- Cephonodes novebudensis
- Cephonodes picus
- Cephonodes rothschildi
- Cephonodes rufescens
- Cephonodes tamsi
- Cephonodes titan
- Cephonodes trochilus
- Cephonodes woodfordii
- Cephonodes xanthus
- Cepora abnormis
- Cepora asterope
- Cepora bathseba
- Cepora boisduvaliana
- Cepora celebensis
- Cepora eperia
- Cepora ethel
- Cepora eurygonia
- Cepora fora
- Cepora himiko
- Cepora iudith
- Cepora julia
- Cepora kotakii
- Cepora laeta
- Cepora lichenosa
- Cepora nadina
- Cepora nerissa
- Cepora pactolicus
- Cepora perimale
- Cepora temena
- Cepora timnatha
- Cepora wui
- Ceranchia apollina
- Ceratesa hemirhodia
- Ceratocorema antiphanopa
- Ceratocorema cymbalistis
- Ceratocorema hyalinum
- Ceratocorema mesatma
- Ceratocorema postcristatum
- Ceratocorema semihyalinum
- Ceratocorema yoshiyasui
- Ceratomia amyntor
- Ceratomia catalpae
- Ceratomia hageni
- Ceratomia hoffmanni
- Ceratomia sonorensis
- Ceratomia undulosa
- Cercophana frauenfeldi
- Cercophana venusta
- Cercyonis oetus
- Cercyonis pegala
- Ceretes marcelserres
- Ceretes thais
- Ceridia heuglini
- Ceridia mira
- Ceridia nigricans
- Ceritrypetes idiotropha
- Cerodirphia apunctata
- Cerodirphia araguensis
- Cerodirphia avenata
- Cerodirphia bahiana
- Cerodirphia barbuti
- Cerodirphia brunnea
- Cerodirphia candida
- Cerodirphia cutteri
- Cerodirphia flammans
- Cerodirphia flavoscripta
- Cerodirphia flavosignata
- Cerodirphia gualaceensis
- Cerodirphia harrisae
- Cerodirphia inopinata
- Cerodirphia lojensis
- Cerodirphia marahuaca
- Cerodirphia mielkei
- Cerodirphia mota
- Cerodirphia nadiana
- Cerodirphia ockendeni
- Cerodirphia opis
- Cerodirphia peigleri
- Cerodirphia porioni
- Cerodirphia radama
- Cerodirphia rosacordis
- Cerodirphia rubripes
- Cerodirphia sanctimartinensis
- Cerodirphia speciosa
- Cerodirphia vagans
- Cerodirphia wellingi
- Cerodirphia zikani
- Ceropoda tibialis
- Chadisra bipars
- Chaeopsestis ludovicae
- Chaerocina dohertyi
- Chaerocina ellisoni
- Chaerocina jordani
- Chalodeta chaonitis
- Chalodeta chelonis
- Chalodeta chitinosa
- Chalodeta chlosine
- Chalodeta lypera
- Chalodeta panurga
- Chalodeta pescada
- Chalodeta theodora
- Chamaelimnas briola
- Chamaelimnas cercides
- Chamaelimnas cydonia
- Chamaelimnas joviana
- Chamaelimnas splendens
- Chamaelimnas tircis
- Chamaesphecia (Chamaesphecia) adelpha
- Chamaesphecia (Chamaesphecia) amygdaloidis
- Chamaesphecia (Chamaesphecia) anthracias
- Chamaesphecia (Chamaesphecia) anthraciformis
- Chamaesphecia (Chamaesphecia) astatiformis
- Chamaesphecia (Chamaesphecia) bibioniformis
- Chamaesphecia (Chamaesphecia) cilicia
- Chamaesphecia (Chamaesphecia) crassicornis
- Chamaesphecia (Chamaesphecia) cyanopasta
- Chamaesphecia (Chamaesphecia) darvazica
- Chamaesphecia (Chamaesphecia) emba
- Chamaesphecia (Chamaesphecia) euceraeformis
- Chamaesphecia (Chamaesphecia) guriensis
- Chamaesphecia (Chamaesphecia) hungarica
- Chamaesphecia (Chamaesphecia) iranica
- Chamaesphecia (Chamaesphecia) kautti
- Chamaesphecia (Chamaesphecia) keili
- Chamaesphecia (Chamaesphecia) kistenjovi
- Chamaesphecia (Chamaesphecia) leucocnemis
- Chamaesphecia (Chamaesphecia) leucopsiformis
- Chamaesphecia (Chamaesphecia) mezentzevi
- Chamaesphecia (Chamaesphecia) murzini
- Chamaesphecia (Chamaesphecia) mutilata
- Chamaesphecia (Chamaesphecia) nigrifrons
- Chamaesphecia (Chamaesphecia) palustris
- Chamaesphecia (Chamaesphecia) schizoceriformis
- Chamaesphecia (Chamaesphecia) schroederi
- Chamaesphecia (Chamaesphecia) sogdianica
- Chamaesphecia (Chamaesphecia) taurica
- Chamaesphecia (Chamaesphecia) thomyris
- Chamaesphecia (Chamaesphecia) turbida
- Chamaesphecia (Chamaesphecia) uilica
- Chamaesphecia (Scopulosphecia) aerifrons
- Chamaesphecia (Scopulosphecia) albida
- Chamaesphecia (Scopulosphecia) albiventris
- Chamaesphecia (Scopulosphecia) alysoniformis
- Chamaesphecia (Scopulosphecia) anatolica
- Chamaesphecia (Scopulosphecia) annellata
- Chamaesphecia (Scopulosphecia) aurifera
- Chamaesphecia (Scopulosphecia) azonos
- Chamaesphecia (Scopulosphecia) barada
- Chamaesphecia (Scopulosphecia) blandita
- Chamaesphecia (Scopulosphecia) chalciformis
- Chamaesphecia (Scopulosphecia) christophi
- Chamaesphecia (Scopulosphecia) chrysoneura
- Chamaesphecia (Scopulosphecia) diabarensis
- Chamaesphecia (Scopulosphecia) doleriformis
- Chamaesphecia (Scopulosphecia) doryceraeformis
- Chamaesphecia (Scopulosphecia) dumonti
- Chamaesphecia (Scopulosphecia) elampiformis
- Chamaesphecia (Scopulosphecia) ferganae
- Chamaesphecia (Scopulosphecia) festai
- Chamaesphecia (Scopulosphecia) fredi
- Chamaesphecia (Scopulosphecia) gorbunovi
- Chamaesphecia (Scopulosphecia) guenter
- Chamaesphecia (Scopulosphecia) haberhaueri
- Chamaesphecia (Scopulosphecia) inexpectata
- Chamaesphecia (Scopulosphecia) infernalis
- Chamaesphecia (Scopulosphecia) jitkae
- Chamaesphecia (Scopulosphecia) leucoparea
- Chamaesphecia (Scopulosphecia) margiana
- Chamaesphecia (Scopulosphecia) masariformis
- Chamaesphecia (Scopulosphecia) maurusia
- Chamaesphecia (Scopulosphecia) minoica
- Chamaesphecia (Scopulosphecia) minor
- Chamaesphecia (Scopulosphecia) mirza
- Chamaesphecia (Scopulosphecia) morosa
- Chamaesphecia (Scopulosphecia) mudjahida
- Chamaesphecia (Scopulosphecia) mysiniformis
- Chamaesphecia (Scopulosphecia) obraztsovi
- Chamaesphecia (Scopulosphecia) ophimontana
- Chamaesphecia (Scopulosphecia) osmiaeformis
- Chamaesphecia (Scopulosphecia) oxybeliformis
- Chamaesphecia (Scopulosphecia) pechi
- Chamaesphecia (Scopulosphecia) proximata
- Chamaesphecia (Scopulosphecia) purpurea
- Chamaesphecia (Scopulosphecia) ramburi
- Chamaesphecia (Scopulosphecia) regula
- Chamaesphecia (Scopulosphecia) ruficoronata
- Chamaesphecia (Scopulosphecia) schmidtiiformis
- Chamaesphecia (Scopulosphecia) schwingenschussi
- Chamaesphecia (Scopulosphecia) sefid
- Chamaesphecia (Scopulosphecia) sertavulensis
- Chamaesphecia (Scopulosphecia) staudingeri
- Chamaesphecia (Scopulosphecia) tahira
- Chamaesphecia (Scopulosphecia) thracica
- Chamaesphecia (Scopulosphecia) weidenhofferi
- Chamaesphecia (Scopulosphecia) xantho
- Chamaesphecia (Scopulosphecia) xanthosticta
- Chamaesphecia (Scopulosphecia) xanthotrigona
- Chamaesphecia (Scopulosphecia) zarathustra
- Chamaesphecia (Scopulosphecia) zimmermannii
- Chamaesphecia andrianony
- Chamaesphecia atramentaria
- Chamaesphecia aurata
- Chamaesphecia borsanii
- Chamaesphecia breyeri
- Chamaesphecia clathrata
- Chamaesphecia lemur
- Chamaesphecia penthetria
- Chamaesphecia pluto
- Chamaesphecia seyrigi
- Chamaesphecia tritonias
- Chamanthedon albicincta
- Chamanthedon amorpha
- Chamanthedon aurantiibasis
- Chamanthedon aurigera
- Chamanthedon bicincta
- Chamanthedon brillians
- Chamanthedon chalypsa
- Chamanthedon chrysopasta
- Chamanthedon chrysostetha
- Chamanthedon elymais
- Chamanthedon flavipes
- Chamanthedon fulvipes
- Chamanthedon gaudens
- Chamanthedon hilariformis
- Chamanthedon hypochroma
- Chamanthedon leucocera
- Chamanthedon leucopleura
- Chamanthedon melanoptera
- Chamanthedon ochracea
- Chamanthedon quinquecincta
- Chamanthedon striata
- Chamanthedon suisharyonis
- Chamanthedon tapeina
- Chamanthedon tropica
- Chamanthedon xanthopasta
- Chamanthedon xanthopleura
- Charaxes brutus
- Charaxes eurialus
- Charicrita citrozona
- Charicrita othonina
- Charicrita sericoleuca
- Charis anius
- Charis cadytis
- Charonias eurytele
- Charonias theano
- Chelepteryx collesi
- Chenuala heliaspis
- Chimaerosphecia aegerides
- Chimaerosphecia colochelyna
- Chimaerosphecia sinensis
- Chimastrum argentea
- Chimastrum celina
- Chionaemopsis quadrifasciatus
- Chionogenes drosochlora
- Chionogenes isanema
- Chionogenes trimetra
- Chi-uil
- Chloroclanis virescens
- Chlosyne janais
- Chondrostega vandalicia
- Chorinea amazon
- Chorinea batesii
- Chorinea bogota
- Chorinea gratiosa
- Chorinea heliconides
- Chorinea licursis
- Chorinea octauius
- Chorinea sylphina
- Choristoneura hebenstreitella
- Choristoneura murinana
- Chrysiridia rhipheus
- Chrysodeixis argentifera
- Chrysoesthia drurella
- Chrysoteuchia culmella
- Cicia citrina
- Cicia crocata
- Cicia nettia
- Cicia norape
- Cicia pamala
- Cicia pelota
- Cigaritis cilissa
- Cinabra bracteata
- Cinabra hyperbius
- Cinabra kitalei
- Cinommata bistrigata
- Cipresmineermot
- Cipresspanner
- Cirina forda
- Cissuvora ampelopsis
- Cissuvora sinensis
- Citheronia andina
- Citheronia aroa
- Citheronia azteca
- Citheronia beledonon
- Citheronia bellavista
- Citheronia brissotii
- Citheronia equatorialis
- Citheronia guayaquila
- Citheronia hamifera
- Citheronia johnsoni
- Citheronia laocoon
- Citheronia lichyi
- Citheronia lobesis
- Citheronia maureillei
- Citheronia mexicana
- Citheronia phoronea
- Citheronia pseudomexicana
- Citheronia sepulcralis
- Citheronia splendens
- Citheronia vogleri
- Citheronia volcan
- Citheronioides collaris
- Citheronula armata
- Citioica anthonilis
- Citioica homoea
- Citrinarchis oxyphanta
- Citroenvlinder
- Cizara ardeniae
- Cizara sculpta
- Clanidopsis exusta
- Clanis bilineata
- Clanis deucalion
- Clanis euroa
- Clanis hyperion
- Clanis negritensis
- Clanis phalaris
- Clanis pratti
- Clanis schwartzi
- Clanis stenosema
- Clanis surigaoensis
- Clanis titan
- Clanis undulosa
- Clarina kotschyi
- Clarina syriaca
- Clavisphecia chrysoptera
- Clavisphecia pugnax
- Cleopatra
- Cnaemidophorus rhododactyla
- Cnephasia jactatana
- Cocytius antaeus
- Cocytius beelzebuth
- Cocytius duponchel
- Cocytius lucifer
- Cocytius mortuorum
- Cocytius vitrinus
- Coelonia brevis
- Coelonia fulvinotata
- Coelonia solani
- Coenocalpe lapidata
- Coenotes eremophilae
- Coequosa australasiae
- Coequosa triangularis
- Colaciticus banghaasi
- Colaciticus johnstoni
- Colias adelaidae
- Colias aegidii
- Colias aias
- Colias alexandra
- Colias alpherakii
- Colias alta
- Colias arida
- Colias behrii
- Colias berylla
- Colias canadensis
- Colias chlorocoma
- Colias christina
- Colias christophi
- Colias cocandica
- Colias dimera
- Colias diva
- Colias dubia
- Colias electo
- Colias eogene
- Colias erschoffii
- Colias eurytheme
- Colias euxanthe
- Colias felderi
- Colias fieldii
- Colias flaveola
- Colias gigantea
- Colias grumi
- Colias harfordii
- Colias heos
- Colias hyperborea
- Colias interior
- Colias lada
- Colias ladakensis
- Colias leechi
- Colias lesbia
- Colias marcopolo
- Colias marnoana
- Colias meadii
- Colias minisni
- Colias montium
- Colias nebulosa
- Colias nilagiriensis
- Colias nina
- Colias occidentalis
- Colias pelidne
- Colias philodice
- Colias poliographus
- Colias ponteni
- Colias regia
- Colias romanovi
- Colias sagartia
- Colias scudderii
- Colias shahfuladi
- Colias sieversi
- Colias sifanica
- Colias staudingeri
- Colias stoliczkana
- Colias tamerlana
- Colias thisoa
- Colias thrasibulus
- Colias tibetana
- Colias tyche
- Colias wanda
- Colias wiskotti
- Colobura annulata
- Colobura dirce
- Coloradia casanovai
- Coloradia doris
- Coloradia euphrosyne
- Coloradia hoffmanni
- Coloradia luski
- Coloradia pandora
- Coloradia prchali
- Coloradia smithi
- Coloradia vazquezae
- Coloradia velda
- Colostygia aptata
- Colostygia turbata
- Colotis agoye
- Colotis amata
- Colotis antevippe
- Colotis aurigineus
- Colotis aurora
- Colotis auxo
- Colotis celimene
- Colotis chrysonome
- Colotis daira
- Colotis danae
- Colotis dissociatus
- Colotis doubledayi
- Colotis eborea
- Colotis elgonensis
- Colotis ephyia
- Colotis eris
- Colotis erone
- Colotis etrida
- Colotis euippe
- Colotis eunoma
- Colotis evanthe
- Colotis evanthides
- Colotis evenina
- Colotis fallax
- Colotis fausta
- Colotis guenei
- Colotis halimede
- Colotis hetaera
- Colotis hildebrandtii
- Colotis ione
- Colotis lais
- Colotis liagore
- Colotis lucasi
- Colotis mananhari
- Colotis pallene
- Colotis phisadia
- Colotis pleione
- Colotis protomedia
- Colotis regina
- Colotis rogersi
- Colotis subfasciatus
- Colotis ungemachi
- Colotis venosa
- Colotis vesta
- Colotis vestalis
- Colotis zoe
- Comocritis albicapilla
- Comocritis circulata
- Comocritis constellata
- Comocritis cyanobactra
- Comocritis enneora
- Comocritis heliconia
- Comocritis nephelista
- Comocritis olympia
- Comocritis pieria
- Comocritis pindarica
- Comocritis praecolor
- Comocritis thespias
- Comocritis uranias
- Comphotis apachita
- Comphotis clarissa
- Comphotis debilis
- Comphotis eanes
- Comphotis ignicauda
- Comphotis irroratum
- Comphotis sophistes
- Compsulyx cochereaui
- Conchiophora spinosella
- Coniferenuil
- Conopsia bicolor
- Conopsia flavimacula
- Conopsia lambornella
- Conopsia phoenosoma
- Conopsia terminiflava
- Conopyga metallescens
- Copaxa andensis
- Copaxa apollinairei
- Copaxa bachuea
- Copaxa bella
- Copaxa canella
- Copaxa cineracea
- Copaxa copaxoides
- Copaxa curvilinea
- Copaxa cydippe
- Copaxa decrescens
- Copaxa denda
- Copaxa denhezi
- Copaxa escalantei
- Copaxa evelynae
- Copaxa expandens
- Copaxa flavina
- Copaxa flavobrunnea
- Copaxa herbuloti
- Copaxa ignescens
- Copaxa intermediata
- Copaxa joinvillea
- Copaxa koenigi
- Copaxa lavendera
- Copaxa litensis
- Copaxa lunula
- Copaxa mannana
- Copaxa mazaorum
- Copaxa medea
- Copaxa moinieri
- Copaxa muellerana
- Copaxa multifenestrata
- Copaxa orientalis
- Copaxa rufa
- Copaxa rufinans
- Copaxa sapatoza
- Copaxa satellita
- Copaxa semioculata
- Copaxa simson
- Copaxa sophronia
- Copaxa syntheratoides
- Copaxa troetschi
- Copaxa trottierorum
- Copaxa wolfei
- Copiopteryx derceto
- Copiopteryx jehovah
- Copiopteryx semiramis
- Copiopteryx sonthonnaxi
- Copiopteryx virgo
- Coptoproctis languida
- Corcyra cephalonica
- Corematosetia minuta
- Corematosetia naumanni
- Corrachia leucoplaga
- Corsicaans marmerwitje
- Corsicaanse heivlinder
- Corsicaanse koninginnenpage
- Corybantes dolopia
- Corybantes mathani
- Corybantes pylades
- Corybantes veraguana
- Coscinocera anteus
- Coscinocera omphale
- Coscinocera rothschildi
- Cottische zijde-erebia
- Crambus ericella
- Crambus lathoniellus
- Crambus pascuella
- Crambus perlella
- Crambus pratella
- Crambus silvella
- Craspedortha porphyria
- Crème stipspanner
- Cricula agria
- Cricula andamanica
- Cricula andrei
- Cricula australosinica
- Cricula bornea
- Cricula cameronensis
- Cricula ceylonica
- Cricula elaezia
- Cricula flavoglena
- Cricula hainanensis
- Cricula hayatiae
- Cricula jordani
- Cricula kransi
- Cricula luzonica
- Cricula mindanaensis
- Cricula palawanica
- Cricula quinquefenestrata
- Cricula sumatrensis
- Cricula trifenestrata
- Cricula vietnama
- Cricula zubsiana
- Crinipus leucozonipus
- Crinipus marisa
- Crinipus pictipes
- Crinipus vassei
- Crocidosema plebejana
- Crocozona coecias
- Crocozona croceifasciata
- Crocozona fasciata
- Crocozona pheretima
- Cryptaspasma perseana
- Cryptoblabes gnidiella
- C-smalsnuitje
- Cucullia convexipennis
- Cunizza hirlanda
- Cupha erymanthis
- Cyanophlebia mandarina
- Cyanosesia borneensis
- Cyanosesia cyanolampra
- Cyanosesia cyanosa
- Cyanosesia formosana
- Cyanosesia hypochalcia
- Cyanosesia javana
- Cyanosesia litseavora
- Cyanosesia meyi
- Cyanosesia ormosiae
- Cyanosesia pelocroca
- Cyanosesia philippina
- Cyanosesia tonkinensis
- Cyanosesia treadawayi
- Cyanosesia vietnamica
- Cyclirius webbianus
- Cycnia tenera
- Cydia fagiglandana
- Cydia splendana
- Cydia strobilella
- Cydia succedana
- Cyllopsis gemma
- Cymbalophora pudica
- Cymonympha xantholeuca
- Cymothoe sangaris
- Cynaeda dentalis
- Cypa bouyeri
- Cypa claggi
- Cypa decolor
- Cypa duponti
- Cypa enodis
- Cypa ferruginea
- Cypa kitchingi
- Cypa latericia
- Cypa terranea
- Cypa uniformis
- Cypoides chinensis
- Cyrenia martia
- Cyrestis camillus
- Cyrestis thyodamas

## D
Dachetola azora
- Dachetola caligata
- Dachetola pione
- Dachetola virido
- Dacunju jucunda
- Dagpauwoog
- Dahira rubiginosa
- Dambordje
- Danaus affinis
- Danaus cleophile
- Danaus eresimus
- Danaus erippus
- Danaus genutia
- Danaus gilippus
- Danaus ismare
- Danaus melanippus
- Danaus plexaure
- Daphnis dohertyi
- Daphnis hayesi
- Daphnis hypothous
- Daphnis layardii
- Daphnis minima
- Daphnis placida
- Daphnis protrudens
- Daphnis torenia
- Daphnis vriesi
- Daphnusa ailanti
- Daphnusa ocellaris
- Darapsa choerilus
- Darapsa myron
- Darapsa versicolor
- Dascia sagittifera
- Dasysphecia bombyliformis
- Dasysphecia bombylina
- Dasysphecia ursina
- Decachorda aspersa
- Decachorda aurivilii
- Decachorda bouvieri
- Decachorda congolana
- Decachorda fletcheri
- Decachorda fulvia
- Decachorda inspersa
- Decachorda mombasana
- Decachorda pomona
- Decachorda rosea
- Decachorda seydeli
- Decachorda talboti
- Degmaptera mirabilis
- Degmaptera olivacea
- Deidamia inscriptum
- Deilephila askoldensis
- Deilephila rivularis
- Delias acalis
- Delias africanus
- Delias aganippe
- Delias agoranis
- Delias agostina
- Delias akikoae
- Delias akrikensis
- Delias alberti
- Delias albertisi
- Delias alepa
- Delias angabungana
- Delias angiensis
- Delias antara
- Delias apatela
- Delias apoensis
- Delias approximata
- Delias arabuana
- Delias argentata
- Delias argenthona
- Delias aroae
- Delias aruna
- Delias aurantia
- Delias autumnalis
- Delias awongkor
- Delias bagoe
- Delias bakeri
- Delias balimensis
- Delias baracasa
- Delias battana
- Delias belisama
- Delias belladonna
- Delias benasu
- Delias berinda
- Delias biaka
- Delias binniensis
- Delias blanca
- Delias bobaga
- Delias bornemanni
- Delias bosnikiana
- Delias bothwelli
- Delias brandti
- Delias buruana
- Delias caliban
- Delias callima
- Delias callista
- Delias campbelli
- Delias candida
- Delias caroli
- Delias carstensziana
- Delias castaneus
- Delias catisa
- Delias catocausta
- Delias ceneus
- Delias chimbu
- Delias chrysomelaena
- Delias cinerascens
- Delias clathrata
- Delias crithoe
- Delias cumanau
- Delias cuningputi
- Delias cyclosticha
- Delias daniensis
- Delias denigrata
- Delias descombesi
- Delias destrigata
- Delias diaphana
- Delias dice
- Delias discus
- Delias dixeyi
- Delias dohertyi
- Delias dorimene
- Delias dortheysi
- Delias dorylaea
- Delias doylei
- Delias dumasi
- Delias durai
- Delias duris
- Delias echidna
- Delias edela
- Delias eichhorni
- Delias eileenae
- Delias ellipsis
- Delias elongatus
- Delias endela
- Delias ennia
- Delias enniana
- Delias eschatia
- Delias eucharis
- Delias eudiabolus
- Delias eumolpe
- Delias eximia
- Delias fascelis
- Delias fasciata
- Delias felis
- Delias fioretti
- Delias flavissima
- Delias flavistriga
- Delias fojaensis
- Delias frater
- Delias fruhstorferi
- Delias funerea
- Delias gabia
- Delias ganymedes
- Delias georgina
- Delias geraldina
- Delias germana
- Delias gilliardi
- Delias hagenensis
- Delias hallstromi
- Delias hapalina
- Delias harpalyce
- Delias heliophora
- Delias hemianops
- Delias hempeli
- Delias henningia
- Delias heroni
- Delias hidecoae
- Delias hiemalis
- Delias hikarui
- Delias hippodamia
- Delias hyparete
- Delias hyperapproximata
- Delias hypomelas
- Delias iltis
- Delias imitator
- Delias inexpectata
- Delias inopinata
- Delias isocharis
- Delias isse
- Delias itamputi
- Delias joiceyi
- Delias jordani
- Delias kazueae
- Delias kenricki
- Delias kikuoi
- Delias klossi
- Delias knowlei
- Delias konokono
- Delias kristianiae
- Delias kuehni
- Delias kummeri
- Delias ladas
- Delias laknekei
- Delias langda
- Delias lativitta
- Delias lecerfi
- Delias lemoulti
- Delias leucias
- Delias leucobalia
- Delias levicki
- Delias lewini
- Delias ligata
- Delias luctuosa
- Delias lytaea
- Delias madetes
- Delias magsadana
- Delias mandaya
- Delias manuselensis
- Delias marguerita
- Delias mariae
- Delias maudei
- Delias mavroneria
- Delias mayrhoferi
- Delias meeki
- Delias melusina
- Delias menooensis
- Delias mesoblema
- Delias messalina
- Delias microsticha
- Delias mira
- Delias mitisi
- Delias momea
- Delias muliensis
- Delias mullerensis
- Delias multicolor
- Delias mysis
- Delias nais
- Delias nakanokeikoae
- Delias narses
- Delias neeltje
- Delias niepelti
- Delias nieuwenhuisi
- Delias nigrina
- Delias nigropunctata
- Delias ninus
- Delias nuydaorum
- Delias nysa
- Delias oktanglap
- Delias ormoensis
- Delias ornytion
- Delias ottonia
- Delias paniaia
- Delias paoaiensis
- Delias pasithoe
- Delias patrua
- Delias periboea
- Delias pheres
- Delias phippsi
- Delias plateni
- Delias poecilea
- Delias pratti
- Delias prouti
- Delias pseodomarguerita
- Delias pulla
- Delias ribbei
- Delias rileyi
- Delias roepkei
- Delias rosamontana
- Delias rosenbergii
- Delias rothschildi
- Delias sacha
- Delias sagessa
- Delias salvini
- Delias sambawana
- Delias sanaca
- Delias sawyeri
- Delias schmassmanni
- Delias schoenbergi
- Delias schoenigi
- Delias schuppi
- Delias shirozui
- Delias shunichii
- Delias sigit
- Delias singhapura
- Delias sphenodiscus
- Delias stresemanni
- Delias subapicalis
- Delias subnubila
- Delias subviridis
- Delias surprisa
- Delias takashii
- Delias talboti
- Delias tessei
- Delias themis
- Delias thompsoni
- Delias timorensis
- Delias totila
- Delias toxopei
- Delias vidua
- Delias vietnamensis
- Delias virgo
- Delias walshae
- Delias wandammenensae
- Delias waterstradti
- Delias weiskei
- Delias wollastoni
- Delias woodi
- Delias yabensis
- Delias yagishitai
- Delias zebra
- Delias zebuda
- Dennenbandspanner
- Dennendwergspanner
- Dennenlotvlinder
- Dennenpijlstaart
- Dennenprocessierups
- Dennenspanner
- Dennenspinner
- Dennenuil
- Dercas gobrias
- Dercas lycorias
- Dercas nina
- Dercas verhuelli
- Desmopoda bombiformis
- Detritivora argyrea
- Detritivora ariquemes
- Detritivora barnesi
- Detritivora brasilia
- Detritivora breves
- Detritivora cacaulandia
- Detritivora callaghani
- Detritivora caryatis
- Detritivora cleonus
- Detritivora cuiaba
- Detritivora gallardi
- Detritivora gynaea
- Detritivora hermodora
- Detritivora humaita
- Detritivora ipiranga
- Detritivora iquitos
- Detritivora ma
- Detritivora major
- Detritivora manicore
- Detritivora manu
- Detritivora matic
- Detritivora maues
- Detritivora negro
- Detritivora nicolayi
- Detritivora palcazu
- Detritivora rocana
- Detritivora santarem
- Detritivora smalli
- Detritivora tapajos
- Detritivora tefe
- Detritivora zama
- Diaethria anna
- Dianesia carteri
- Diaphragmistis macroglena
- Diapyra igniflua
- Diasemia reticularis
- Dicallaneura albosignata
- Dicallaneura amabilis
- Dicallaneura angustifascia
- Dicallaneura cyanea
- Dicallaneura decorata
- Dicallaneura dilectissima
- Dicallaneura ekeikei
- Dicallaneura exiguus
- Dicallaneura fulvofasciata
- Dicallaneura hyacinthus
- Dicallaneura kirschi
- Dicallaneura leucomelas
- Dicallaneura longifascia
- Dicallaneura ostrina
- Dicallaneura pulchra
- Dicallaneura ribbei
- Dicallaneura semirufa
- Dicallaneura virgo
- Diceratucha xenopis
- Dichomeris marginella
- Dichrorampha acuminatana
- Dichrorampha petiverella
- Dichrorampha simpliciana
- Dienares
- Dihirpa lamasi
- Dihirpa litura
- Dikkopjes
- Dipchasphecia altaica
- Dipchasphecia consobrina
- Dipchasphecia intermedia
- Dipchasphecia iskander
- Dipchasphecia kashgarensis
- Dipchasphecia kopica
- Dipchasphecia krocha
- Dipchasphecia kurdaica
- Dipchasphecia lanipes
- Dipchasphecia ljusiae
- Dipchasphecia naumanni
- Dipchasphecia nigra
- Dipchasphecia pudorina
- Dipchasphecia rhodocnemis
- Dipchasphecia roseiventris
- Dipchasphecia sertavula
- Dipchasphecia turkmena
- Dirphia abhorca
- Dirphia acidalia
- Dirphia aculea
- Dirphia albescens
- Dirphia araucariae
- Dirphia avia
- Dirphia avrilae
- Dirphia barinasensis
- Dirphia baroma
- Dirphia brevifurca
- Dirphia cadioui
- Dirphia carimaguensis
- Dirphia centralis
- Dirphia centrifurca
- Dirphia crassifurca
- Dirphia curitiba
- Dirphia demarmelsi
- Dirphia dentimaculata
- Dirphia diasi
- Dirphia docquinae
- Dirphia dolosa
- Dirphia fernandezi
- Dirphia fornax
- Dirphia fraterna
- Dirphia horca
- Dirphia horcana
- Dirphia inexpectata
- Dirphia irradians
- Dirphia lemoulti
- Dirphia lichyi
- Dirphia ludmillae
- Dirphia mielkeorum
- Dirphia moderata
- Dirphia monticola
- Dirphia muscosa
- Dirphia napoensis
- Dirphia panamensis
- Dirphia proserpina
- Dirphia radiata
- Dirphia rubricauda
- Dirphia rufescens
- Dirphia sombrero
- Dirphia somniculosa
- Dirphia subhorca
- Dirphia tarquinia
- Dirphia thliptophana
- Dirphia ursina
- Dirphiella albofasciata
- Dirphiella niobe
- Dirphiella taylori
- Dirphiopsis ayuruoca
- Dirphiopsis cochabambensis
- Dirphiopsis curvilineata
- Dirphiopsis delta
- Dirphiopsis epiolina
- Dirphiopsis flora
- Dirphiopsis herbini
- Dirphiopsis janzeni
- Dirphiopsis multicolor
- Dirphiopsis oridocea
- Dirphiopsis picturata
- Dirphiopsis pulchricornis
- Dirphiopsis schreiteri
- Dirphiopsis trisignata
- Dirphiopsis undulinea
- Dirphiopsis unicolor
- Dirphiopsis wanderbilti
- Dirphiopsis wolfei
- Discolampa ethion
- Discophlebia blosyrodes
- Discophlebia catocalina
- Discophlebia celaena
- Discophlebia lipauges
- Discophlebia lucasii
- Dismorphia altis
- Dismorphia amphione
- Dismorphia arcadia
- Dismorphia astyocha
- Dismorphia boliviana
- Dismorphia crisia
- Dismorphia cubana
- Dismorphia doris
- Dismorphia eunoe
- Dismorphia hyposticta
- Dismorphia laja
- Dismorphia lelex
- Dismorphia lewyi
- Dismorphia lua
- Dismorphia lycosura
- Dismorphia lygdamis
- Dismorphia lysis
- Dismorphia medora
- Dismorphia medorilla
- Dismorphia melia
- Dismorphia mirandola
- Dismorphia niepelti
- Dismorphia pseudolewyi
- Dismorphia spio
- Dismorphia teresa
- Dismorphia thermesia
- Dismorphia thermesina
- Dismorphia theucharila
- Dismorphia zaela
- Dismorphia zathoe
- Distelbladroller
- Distelvlinder
- Divana diva
- Dixeia capricornus
- Dixeia cebron
- Dixeia charina
- Dixeia dixeyi
- Dixeia doxo
- Dixeia leucophanes
- Dixeia orbona
- Dixeia pigea
- Dixeia piscicollis
- Dixeia spilleri
- Dodona adonira
- Dodona binghami
- Dodona chrysapha
- Dodona deodata
- Dodona dipoea
- Dodona dracon
- Dodona durga
- Dodona egeon
- Dodona elvira
- Dodona eugenes
- Dodona fruhstorferi
- Dodona henrici
- Dodona hoenei
- Dodona kaolinkon
- Dodona katerina
- Dodona mizunumai
- Dodona moritai
- Dodona ouida
- Dodona speciosa
- Dodona windu
- Dolba hyloeus
- Dolbina elegans
- Dolbina exacta
- Dolbina grisea
- Dolbina inexacta
- Dolbina krikkeni
- Dolbina schnitzleri
- Dolbina tancrei
- Dolbogene hartwegii
- Dolbogene igualana
- Dolicharthria punctalis
- Donacaula forficella
- Donacaula mucronella
- Donker brandnetelkapje
- Donker halmuiltje
- Donker klaverblaadje
- Donker pimpernelblauwtje
- Donker visstaartje
- Donkerbruine snuituil
- Donkere erebia
- Donkere grasmineermot
- Donkere grasuil
- Donkere heivlinder
- Donkere iepenuil
- Donkere jota-uil
- Donkere korstmosuil
- Donkere marmeruil
- Donkere ogentroostspanner
- Donkere parelmoervlinder
- Donkere prachtstipspanner
- Donkere sparappelboorder
- Donkere wapendrager
- Donkere winteruil
- Donkergroene korstmosuil
- Doodshoofdvlinder
- Doornspinnertje
- Dotterbloemoermot
- Dovania neumanni
- Dovania poecila
- Draak
- Driehoekuil
- Drielijnuil
- Drietand
- Drievlekdwergspanner
- Drievlekspanner
- Dromedaris
- Dryadula phaetusa
- Dryocampa rubicunda
- Dubbelhoekbandspanner
- Dubbelpijl-uil
- Dubbelstipvoorjaarsuil
- Duboisvalia cononia
- Duboisvalia ecuadoria
- Duboisvalia simulans
- Duifmot
- Duinparelmoervlinder
- Duinsilenekokermot
- Duinworteluil
- Duizendbladdwergspanner
- Dunvlerkspanner
- Duponchelia fovealis
- Dwarsbanddwergspanner
- Dwarsstreephaakbladroller
- Dwergblauwtje
- Dwergdikkopje
- Dwerghuismoeder
- Dwerglangsprietmot
- Dwergstipspanner
- Dysdaemonia boreas
- Dysdaemonia brasiliensis
- Dysdaemonia concisa
- Dysdaemonia fosteri
- Dysmathia cindra
- Dysmathia costalis
- Dysmathia glaucina
- Dysmathia glaucoconia
- Dysmathia grosnyi
- Dysmathia juno
- Dysmathia portia
- Dysstroma infuscata
- Dysstroma latefasciata

## E
Eacles acuta
- Eacles adoxa
- Eacles barnesi
- Eacles bertrandi
- Eacles callopteris
- Eacles camposportoi
- Eacles canaima
- Eacles ducalis
- Eacles fairchildi
- Eacles guianensis
- Eacles imperialis
- Eacles lemairei
- Eacles manuelita
- Eacles masoni
- Eacles mayi
- Eacles ormondei
- Eacles penelope
- Echenais thelephus
- Echidgnathia khomasana
- Echidgnathia vitrifasciata
- Echt-walstrospanner
- Echydna chaseba
- Echydna punctata
- Ecpyrrhorrhoe rubiginalis
- Ectropis excursaria
- Eekhoorn
- Eenstipgrasuil
- Eenstreepgrasuil
- Egaal kijkgaatje
- Egale bosrankspanner
- Egale dwergspanner
- Egale stipspanner
- Egale stofuil
- Egale wortelmot
- Egeïsche heivlinder
- Egelskopboorder
- Egybolis vaillantina
- Eikenbladroller
- Eikendwergspanner
- Eikenoogspanner
- Eiken-orvlinder
- Eikenpage
- Eikenpijlstaart
- Eikenprocessierups
- Eikenpurpermot
- Eikenspitskopmot
- Eikentak
- Eikentandvlinder
- Eikenuiltje
- Eikenvoorjaarsuil
- Eikenweeskind
- Eikenwespvlinder
- Elachista gleichenella
- Elfenbankjesmot
- Elibia dolichus
- Elibia linigera
- Ellenbeckia monospila
- Elodina andropis
- Elodina angulipennis
- Elodina anticyra
- Elodina argypheus
- Elodina aruensis
- Elodina biaka
- Elodina claudia
- Elodina definita
- Elodina dispar
- Elodina egnatia
- Elodina hypatia
- Elodina invisibilis
- Elodina leefmansi
- Elodina padusa
- Elodina parthia
- Elodina perdita
- Elodina primularis
- Elodina pura
- Elodina queenslandica
- Elodina sada
- Elodina signata
- Elodina sota
- Elodina therasia
- Elodina tongura
- Elodina umbratica
- Elodina walkeri
- Elophos vittaria
- Elymnias hypermnestra
- Elzenspannertje
- Elzenuil
- Elzenwespvlinder
- Emesis adelpha
- Emesis aerigera
- Emesis angularis
- Emesis ares
- Emesis arnacis
- Emesis aurimna
- Emesis brimo
- Emesis castigata
- Emesis cereus
- Emesis condigna
- Emesis cypria
- Emesis diogenia
- Emesis elegia
- Emesis emesia
- Emesis eurydice
- Emesis fastidiosa
- Emesis fatimella
- Emesis glaucescens
- Emesis guttata
- Emesis heterochroa
- Emesis heteroclita
- Emesis lacrines
- Emesis liodes
- Emesis lucinda
- Emesis lupina
- Emesis mandana
- Emesis neemias
- Emesis ocypore
- Emesis orichalceus
- Emesis poeas
- Emesis russula
- Emesis satema
- Emesis saturata
- Emesis sinuatus
- Emesis spreta
- Emesis tegula
- Emesis temesa
- Emesis tenedia
- Emesis toltec
- Emesis vimena
- Emesis vulpina
- Emesis xanthosa
- Emesis zela
- Emmelina monodactyla
- Enantia albania
- Enantia aloikea
- Enantia citrinella
- Enantia clarissa
- Enantia jethys
- Enantia limnorina
- Enantia lina
- Enantia mazai
- Enantia melite
- Endothenia oblongana
- Endotricha flammealis
- Engelse beer
- Enpinanga assamensis
- Enpinanga borneensis
- Enpinanga vigens
- Entephria caesiata
- Entephria cyanata
- Entephria flavicinctata
- Entephria nobiliaria
- Entephria polata
- Entephria punctipes
- Entrichella constricta
- Entrichella erythranches
- Entrichella esakii
- Entrichella fusca
- Entrichella gorapani
- Entrichella hreblayi
- Entrichella issikii
- Entrichella leiaeformis
- Entrichella linozona
- Entrichella meilinensis
- Entrichella pogonias
- Entrichella simifusca
- Entrichella tricolor
- Entrichella trifasciata
- Entrichella yakushimaensis
- Entrichiria amphiphracta
- Enyo bathus
- Enyo boisduvali
- Enyo cavifer
- Enyo gorgon
- Enyo latipennis
- Enyo lugubris
- Enyo ocypete
- Enyo taedium
- Eochroa trimenii
- Eosia insignis
- Epactosaris longipalpella
- Epagoge grotiana
- Epargyreus clarus
- Ephestia elutella
- Epiblema scutulana
- Epichthonodes caustopola
- Epilecta linogrisea
- Epinomeuta acutipennella
- Epinomeuta inversella
- Epinomeuta minorella
- Epinomeuta truncatipennella
- Epinotia bilunana
- Epinotia immundana
- Epinotia ramella
- Epinotia solandriana
- Epinotia sordidana
- Epiphora aequatorialis
- Epiphora albida
- Epiphora antinorii
- Epiphora atbarina
- Epiphora bauhiniae
- Epiphora bedoci
- Epiphora berliozi
- Epiphora boolana
- Epiphora boursini
- Epiphora bouvieri
- Epiphora brunnea
- Epiphora cadioui
- Epiphora congolana
- Epiphora conjuncta
- Epiphora cordieri
- Epiphora cotei
- Epiphora damarensis
- Epiphora elianae
- Epiphora feae
- Epiphora fournierae
- Epiphora gabonensis
- Epiphora hassoni
- Epiphora imperator
- Epiphora intermedia
- Epiphora kipengerensis
- Epiphora lecerfi
- Epiphora liberiensis
- Epiphora lugardi
- Epiphora macedoi
- Epiphora macrops
- Epiphora magdalena
- Epiphora manowensis
- Epiphora marginimacula
- Epiphora mineti
- Epiphora miriakamba
- Epiphora modesta
- Epiphora murphyi
- Epiphora mythimnia
- Epiphora newporti
- Epiphora niepelti
- Epiphora nubilosa
- Epiphora oberprieleri
- Epiphora obscura
- Epiphora pelosoma
- Epiphora perspicua
- Epiphora ploetzi
- Epiphora pygmaea
- Epiphora rectifascia
- Epiphora rotunda
- Epiphora rufa
- Epiphora schultzei
- Epiphora styrax
- Epiphora testenoirei
- Epiphora testouti
- Epiphora torquata
- Epiphora vacuna
- Epiphora vacunoides
- Epiphora victoria
- Epiphora werneri
- Epiphora weymeri
- Epipsestis meilingchani
- Epirranthis diversata
- Epirrhoe hastulata
- Epirrhoe molluginata
- Epirrhoe pupillata
- Epirrhoe tartuensis
- Episannina albifrons
- Episannina chalybea
- Episannina flavicincta
- Episannina lodimana
- Episannina modesta
- Episannina perlucida
- Episannina zygaenura
- Eppedwergspanner
- Erebia callias
- Erebia epipsodea
- Erebia rondoui
- Erebus macrops
- Eremodrina gilva
- Erinnyis alope
- Erinnyis crameri
- Erinnyis domingonis
- Erinnyis ello
- Erinnyis guttalaris
- Erinnyis impunctata
- Erinnyis lassauxii
- Erinnyis obscura
- Erinnyis oenotrus
- Erinnyis pallida
- Erinnyis stheno
- Erinnyis yucatana
- Eriopyrrha colabristis
- Erismatica erythropis
- Eroessa chiliensis
- Eronia cleodora
- Eronia gaea
- Eronia leda
- Erwtenbladroller
- Erwtentopbladroller
- Erwtenuil
- Erythrocastnia syphax
- Erythromeris flexilineata
- Erythromeris obscurior
- Erythromeris saturniata
- Esdoornboogbladroller
- Esdoorndwergspanner
- Esdoorntandvlinder
- Esparcetteblauwtje
- Espenblad
- Esperiamot
- Essengouduil
- Essenpage
- Essenspanner
- Esthemopsis aeolia
- Esthemopsis alicia
- Esthemopsis clonia
- Esthemopsis colaxes
- Esthemopsis crystallina
- Esthemopsis jesse
- Esthemopsis macara
- Esthemopsis pherephatte
- Esthemopsis sericina
- Esthemopsis talamanca
- Ethmia chrysopyga
- Ethmia pusiella
- Etiella zinckenella
- Euarne obligatella
- Eubergia argyrea
- Eubergia caisa
- Eubergia radians
- Eubergioides bertha
- Eublemma anachoresis
- Eucalantica polita
- Eucalliathla candidella
- Eucapperia continentalis
- Eucatagma amyrisella
- Eucheira socialis
- Euchloe ausonides
- Euchloe bazae
- Euchloe creusa
- Euchloe daphalis
- Euchloe falloui
- Euchloe guaymasensis
- Euchloe hyantis
- Euchloe lessei
- Euchloe lotta
- Euchloe lucilla
- Euchloe naina
- Euchloe olympia
- Euchloe pulverata
- Euchloe tomyris
- Euchloe transcaspica
- Euchloe ziayani
- Euchloron megaera
- Euchromius ocellea
- Eucosma campoliliana
- Eudaemonia argiphontes
- Eudaemonia argus
- Eudaemonia troglophylla
- Eudia cephalariae
- Eudia pavoniella
- Eudia spini
- Eudonia delunella
- Eudonia lacustrata
- Eudonia mercurella
- Eudonia truncicolella
- Eudrymopa cyanoleuca
- Eudyaria venata
- Eudyaria zeta
- Euhagena emphytiformis
- Euhagena leucozona
- Euhagena nebraskae
- Euhagena palariformis
- Euhagena variegata
- Euhyponomeuta rufimitrellus
- Euhyponomeuta stannella
- Euhyponomeutoides albithoracellus
- Euhyponomeutoides lushanensis
- Euhyponomeutoides namikoae
- Euhyponomeutoides petrias
- Euhyponomeutoides rufella
- Euhyponomeutoides trachydelta
- Eulithis pyropata
- Eumorpha achemon
- Eumorpha adamsi
- Eumorpha analis
- Eumorpha anchemolus
- Eumorpha capronnieri
- Eumorpha cissi
- Eumorpha drucei
- Eumorpha elisa
- Eumorpha fasciatus
- Eumorpha intermedia
- Eumorpha labruscae
- Eumorpha megaeacus
- Eumorpha mirificatus
- Eumorpha neubergeri
- Eumorpha obliquus
- Eumorpha pandorus
- Eumorpha phorbas
- Eumorpha satellitia
- Eumorpha strenua
- Eumorpha translineatus
- Eumorpha triangulum
- Eumorpha typhon
- Eumorpha vitis
- Eunogyra curupira
- Eunogyra satyrus
- Eupackardia calleta
- Eupalamides boliviensis
- Eupalamides cyparissias
- Eupalamides geron
- Eupalamides guyanensis
- Eupalamides preissi
- Eupanacra angulata
- Eupanacra automedon
- Eupanacra busiris
- Eupanacra cadioui
- Eupanacra elegantulus
- Eupanacra greetae
- Eupanacra harmani
- Eupanacra hollowayi
- Eupanacra malayana
- Eupanacra metallica
- Eupanacra micholitzi
- Eupanacra mydon
- Eupanacra perfecta
- Eupanacra poulardi
- Eupanacra psaltria
- Eupanacra pulchella
- Eupanacra radians
- Eupanacra regularis
- Eupanacra sinuata
- Eupanacra splendens
- Eupanacra tiridates
- Eupanacra treadawayi
- Eupanacra variolosa
- Euphydryas phaeton
- Eupithecia actaeata
- Eupithecia cauchiata
- Eupithecia conterminata
- Eupithecia fennoscandica
- Eupithecia gelidata
- Eupithecia groenblomi
- Eupithecia immundata
- Eupithecia orphnata
- Eupithecia pernotata
- Eupithecia taiwana
- Euploea albicosta
- Euploea alcathoe
- Euploea algea
- Euploea asyllus
- Euploea batesii
- Euploea blossomae
- Euploea boisduvalii
- Euploea caespes
- Euploea camaralzeman
- Euploea climena
- Euploea configurata
- Euploea cordelia
- Euploea core
- Euploea crameri
- Euploea darchia
- Euploea dentiplaga
- Euploea doretta
- Euploea doubledayi
- Euploea eboraci
- Euploea eleusina
- Euploea eunice
- Euploea eupator
- Euploea euphon
- Euploea eurianassa
- Euploea eyndhovii
- Euploea gamelia
- Euploea hewitsonii
- Euploea klugii
- Euploea lacon
- Euploea latifasciata
- Euploea leucostictos
- Euploea lewinii
- Euploea magou
- Euploea martinii
- Euploea midamus
- Euploea mitra
- Euploea modesta
- Euploea morosa
- Euploea mulciber
- Euploea nechos
- Euploea netscheri
- Euploea phaenareta
- Euploea radamanthus
- Euploea redtenbacheri
- Euploea stephensii
- Euploea swainson
- Euploea sylvester
- Euploea tobleri
- Euploea treitschkei
- Euploea tripunctata
- Euploea tulliolus
- Euploea usipetes
- Euploea wallacei
- Euploea westwoodii
- Euproserpinus euterpe
- Euproserpinus phaeton
- Euproserpinus wiesti
- Eupsilia virescens
- Eupyrrhoglossum corvus
- Eupyrrhoglossum sagra
- Eupyrrhoglossum ventustum
- Eurema ada
- Eurema adamsi
- Eurema agave
- Eurema albula
- Eurema alitha
- Eurema amelia
- Eurema andersonii
- Eurema arbela
- Eurema beatrix
- Eurema blanda
- Eurema brigitta
- Eurema candida
- Eurema celebensis
- Eurema daira
- Eurema desjardinsii
- Eurema deva
- Eurema doris
- Eurema elathea
- Eurema fabiola
- Eurema floricola
- Eurema halmaherana
- Eurema hapale
- Eurema hecabe
- Eurema herla
- Eurema hiurai
- Eurema irena
- Eurema lacteola
- Eurema laeta
- Eurema lirina
- Eurema lombokiana
- Eurema lucina
- Eurema mandarinula
- Eurema mentawiensis
- Eurema mexicana
- Eurema nicevillei
- Eurema nigrocincta
- Eurema nilgiriensis
- Eurema novapallida
- Eurema ormistoni
- Eurema paulina
- Eurema phiale
- Eurema puella
- Eurema raymundoi
- Eurema reticulata
- Eurema salome
- Eurema sari
- Eurema sarilata
- Eurema senegalensis
- Eurema simulatrix
- Eurema smilax
- Eurema tilaha
- Eurema timorensis
- Eurema tominia
- Eurema tondana
- Eurema tupuntenem
- Eurema upembana
- Eurema xantochlora
- Eurrhypis pollinalis
- Eurybia albiseriata
- Eurybia caerulescens
- Eurybia carolina
- Eurybia cyclopia
- Eurybia dardus
- Eurybia donna
- Eurybia elvina
- Eurybia franciscana
- Eurybia halimede
- Eurybia jemima
- Eurybia juturna
- Eurybia latifasciata
- Eurybia lycisca
- Eurybia misellivestis
- Eurybia molochina
- Eurybia nicaeus
- Eurybia patrona
- Eurybia pergaea
- Eurybia rubeolata
- Eurybia silaceana
- Eurybia unxia
- Euryglottis albostigmata
- Euryglottis aper
- Euryglottis davidianus
- Euryglottis dognini
- Euryglottis guttiventris
- Euryglottis johannes
- Euryglottis oliver
- Euryphrissa cambyses
- Euryphrissa chea
- Euryphrissa cladiiformis
- Euryphrissa croesiformis
- Euryphrissa fasciculipes
- Euryphrissa homotropha
- Euryphrissa infera
- Euryphrissa plumipes
- Euryphrissa pomponia
- Euryphrissa remipes
- Euryphrissa senta
- Euryphrissa syngenica
- Eurypteryx alleni
- Eurypteryx bhaga
- Eurypteryx falcata
- Eurypteryx geoffreyi
- Eurypteryx molucca
- Eurypteryx obtruncata
- Eurypteryx shelfordi
- Euselasia albomaculiga
- Euselasia alcmena
- Euselasia amblypodia
- Euselasia amphidecta
- Euselasia andreae
- Euselasia angulata
- Euselasia anica
- Euselasia arbas
- Euselasia archelaus
- Euselasia argentea
- Euselasia artos
- Euselasia athena
- Euselasia attrita
- Euselasia aurantia
- Euselasia aurantiaca
- Euselasia authe
- Euselasia baucis
- Euselasia bettina
- Euselasia bilineata
- Euselasia brevicauda
- Euselasia cafusa
- Euselasia calligramma
- Euselasia candaria
- Euselasia cataleuca
- Euselasia catoleuce
- Euselasia charilis
- Euselasia chinguala
- Euselasia chrysippe
- Euselasia clesa
- Euselasia clithra
- Euselasia corduena
- Euselasia crinon
- Euselasia cucuta
- Euselasia cuprea
- Euselasia cyanira
- Euselasia cyanofusa
- Euselasia dolichos
- Euselasia dorina
- Euselasia eberti
- Euselasia effima
- Euselasia ella
- Euselasia erilis
- Euselasia erythraea
- Euselasia euboea
- Euselasia eubotes
- Euselasia eubule
- Euselasia eucerus
- Euselasia eucrates
- Euselasia eucritus
- Euselasia eugeon
- Euselasia euhemerus
- Euselasia eulione
- Euselasia eumedia
- Euselasia eumenes
- Euselasia eumithres
- Euselasia eunaeus
- Euselasia euodias
- Euselasia euoras
- Euselasia eupatra
- Euselasia euphaes
- Euselasia euploea
- Euselasia euriteus
- Euselasia euromus
- Euselasia eurymachus
- Euselasia euryone
- Euselasia eurypus
- Euselasia eusepus
- Euselasia eustola
- Euselasia eutaea
- Euselasia eutychus
- Euselasia extensa
- Euselasia fabia
- Euselasia fayneli
- Euselasia fervida
- Euselasia fournierae
- Euselasia gelanor
- Euselasia gelon
- Euselasia geon
- Euselasia gordios
- Euselasia gradata
- Euselasia gyda
- Euselasia hahneli
- Euselasia hieronymi
- Euselasia hygenius
- Euselasia hypophaea
- Euselasia ignitus
- Euselasia illarina
- Euselasia inconspicua
- Euselasia inini
- Euselasia issoria
- Euselasia janigena
- Euselasia jigginsi
- Euselasia julia
- Euselasia kartopus
- Euselasia labdacus
- Euselasia leucon
- Euselasia leucophryna
- Euselasia licinia
- Euselasia lisias
- Euselasia lycaeus
- Euselasia lysimachus
- Euselasia manoa
- Euselasia mapatayna
- Euselasia marica
- Euselasia matuta
- Euselasia mazaca
- Euselasia melaphaea
- Euselasia micaela
- Euselasia michaeli
- Euselasia midas
- Euselasia mirania
- Euselasia modesta
- Euselasia murina
- Euselasia mutator
- Euselasia mys
- Euselasia mystica
- Euselasia nauca
- Euselasia onorata
- Euselasia opalescens
- Euselasia opalina
- Euselasia opimia
- Euselasia orba
- Euselasia orfita
- Euselasia orion
- Euselasia palla
- Euselasia pance
- Euselasia parca
- Euselasia pellonia
- Euselasia pellos
- Euselasia pelor
- Euselasia perisama
- Euselasia phedica
- Euselasia phelina
- Euselasia pillaca
- Euselasia pontasis
- Euselasia portentosa
- Euselasia praecipua
- Euselasia praeclara
- Euselasia procula
- Euselasia pseudomys
- Euselasia pullata
- Euselasia pusilla
- Euselasia rasonea
- Euselasia rava
- Euselasia regipennis
- Euselasia rhodogyne
- Euselasia rhodon
- Euselasia rubrocilia
- Euselasia rufomarginata
- Euselasia saulina
- Euselasia scotinosa
- Euselasia seitzi
- Euselasia serapis
- Euselasia sergia
- Euselasia subargentea
- Euselasia tarinta
- Euselasia teleclus
- Euselasia thaumata
- Euselasia thucydides
- Euselasia thusnelda
- Euselasia toppini
- Euselasia uria
- Euselasia urites
- Euselasia utica
- Euselasia uzita
- Euselasia venezolana
- Euselasia violacea
- Euselasia violetta
- Euselasia zara
- Euselasia zena
- Eusphecia melanocephala
- Eusphecia pimplaeformis
- Eustroma reticulata
- Euthalia nais
- Euzophera pinguis
- Evenus coronata
- Everes comyntas
- Evergestis extimalis
- Evergestis forficalis
- Evergestis limbata
- Evergestis pallidata
- Exanthica atelacma
- Exanthica trigonella
- Exaulistis trichogramma
- Exelastis caroli
- Exoplisia azuleja
- Exoplisia cadmeis
- Exoplisia hypochalybe
- Exoplisia myrtis

## F
Falcatula cymatodes
- Falcatula falcata
- Falcatula penumbra
- Falcatula tamsi
- Felgeel beertje
- Feniseca tarquinius
- Feschaeria amycus
- Feschaeria meditrina
- Fijngestreepte haakbladroller
- Fijnspardwergspanner
- Florida-uil
- Forsterinaria anophthalma
- Forsterinaria antje
- Forsterinaria boliviana
- Forsterinaria coipa
- Forsterinaria difficilis
- Forsterinaria enjuerma
- Forsterinaria falcata
- Forsterinaria guaniloi
- Forsterinaria inornata
- Forsterinaria itatiaia
- Forsterinaria necys
- Forsterinaria neonympha
- Forsterinaria pallida
- Forsterinaria pichita
- Forsterinaria pilosa
- Forsterinaria proxima
- Forsterinaria pseudinornata
- Forsterinaria punctata
- Forsterinaria pyrczi
- Forsterinaria quantius
- Forsterinaria rotunda
- Forsterinaria rustica
- Forsterinaria stella
- Fraaie dennenbladroller
- Fraaie walstrospanner
- Fraaie wilgenuil
- Frambozenglasvlinder
- Frambozenpalpmot
- Frambozenscheutboorder
- Frans vachtblauwtje
- Freija's parelmoervlinder
- Friedlanderia cicatricella
- Frigga's parelmoervlinder
- Frostetola gramivora
- Fruitboomdwergspanner
- Fruitmot

## G
Gallendwergspanner
- Gamelia abas
- Gamelia abasia
- Gamelia abasiella
- Gamelia anableps
- Gamelia berliozi
- Gamelia catharina
- Gamelia cimarrones
- Gamelia dargei
- Gamelia denhezi
- Gamelia kiefferi
- Gamelia lichyi
- Gamelia longispina
- Gamelia musta
- Gamelia neidhoeferi
- Gamelia paraensis
- Gamelia pygmaea
- Gamelia pyrrhomelas
- Gamelia remissa
- Gamelia remissoides
- Gamelia rindgei
- Gamelia rubriluna
- Gamelia septentrionalis
- Gamelia vanschaycki
- Gamelia viettei
- Gamelioides deniseae
- Gamelioides elainae
- Gamelioides seitzi
- Gamma-uil
- Gandaca butyrosa
- Gandaca harina
- Ganyra howarthi
- Ganyra josephina
- Ganyra phaloe
- Ganzenvoetdwergspanner
- Gasterostena funebris
- Gasterostena ikedai
- Gasterostena rubricincta
- Gasterostena vietnamica
- Gazera heliconioides
- Gebandeerde langsprietmot
- Gebandeerde oermot
- Geblokte stipspanner
- Geblokte zomervlinder
- Geel kijkgaatje
- Geel marmerwitje
- Geel marmerwitje
- Geel oranjetipje
- Geel oranjetipje
- Geel spannertje
- Geelbandbergerebia
- Geelbandgrasmineermot
- Geelbandlangsprietmot
- Geelblad
- Geelbruine bandspanner
- Geelbruine herfstuil
- Geelbruine rietboorder
- Geelbruine tandvlinder
- Geelbruine vlekuil
- Geelbuikbladroller
- Geelkoppurpermot
- Geelpurperen spanner
- Geelschouderspanner
- Geelsprietdikkopje
- Geelvlekbergerebia
- Geelvleugeluil
- Geelwitte mospalpmot
- Gegolfde spanner
- Gehakkelde aurelia
- Gehakkelde bladroller
- Gehakkelde spanner
- Gehakkelde vos
- Gehlenia bruno
- Gehlenia falcata
- Gehlenia obliquifascia
- Gehlenia pinratanai
- Gehlenia taiwana
- Gehoekte boogbladroller
- Gehoekte schimmelspanner
- Gehoornde Hickoryduivel
- Geisha (vlinder)
- Geitoneura klugii
- Gekamde graanworteluil
- Gekraagde grasuil
- Gekraagde wespvlinder
- Gelderse oermot
- Gelduil
- Gele agaatspanner
- Gele bladroller
- Gele eenstaart
- Gele granietuil
- Gele kustspanner
- Gele lis-boorder
- Gele luzernevlinder
- Gele oogspanner
- Gele pelsmot
- Gele snuituil
- Gele tijger
- Gele uil
- Gelijnde bruinbandspanner
- Gelijnde grasuil
- Gelijnde silene-uil
- Gelijnde spitskopmot
- Gelobd halmuiltje
- Gemarmerde dwergspanner
- Gemarmerde oogspanner
- Gemarmerde wortelboorder
- Gemsmot
- Gentiaanblauwtje
- Geoogde bandspanner
- Geoogde langsprietmot
- Geoogde worteluil
- Geoogde w-uil
- Gepijlde micro-uil
- Gepluimde snuituil
- Gepluimde spanner
- Gerande spanner
- Geraniumblauwtje
- Gerimpelde spanner
- Geringde spikkelspanner
- Gespikkeld kroeskopje
- Gespikkelde korstmosspanner
- Gestippelde houtvlinder
- Gestippelde oogspanner
- Gestippelde rietboorder
- Gestreept marmerwitje
- Gestreepte bremspanner
- Gestreepte goudspanner
- Gestreepte heivlinder
- Gestreepte pedaalmot
- Gestreepte pijlstaart
- Gestreepte rietuil
- Gestreepte tandvlinder
- Getand blauwtje
- Getande spanner
- Getekende gamma-uil
- Getekende rozenspanner
- Geveerde spikkelspanner
- Geveerde witvleugeluil
- Gevlamde bladroller
- Gevlamde grasuil
- Gevlamde rietuil
- Gevlamde uil
- Gevlamde vlinder
- Gevlekte groenuil
- Gevlekte heispanner
- Gevlekte langsprietmot
- Gevlekte pijluil
- Gevlekte silene-uil
- Gevlekte spikkelspanner
- Gevlekte winteruil
- Gevlekte zomervlinder
- Gevorkte silene-uil
- Gewone agaatspanner
- Gewone bandspanner
- Gewone biesbladroller
- Gewone breedvleugeluil
- Gewone dauwerebia
- Gewone dwergspanner
- Gewone glanserebia
- Gewone gouduil
- Gewone grasuil
- Gewone heispanner
- Gewone kaartmot
- Gewone pelsmot
- Gewone silene-uil
- Gewone spikkelspanner
- Gewone stofuil
- Gewone velduil
- Gewone witvlekmot
- Gewone worteluil
- Gewone zakdrager
- Gewone zijde-erebia
- Geyeria decussata
- Geyeria hubneri
- Geyeria uruguayana
- Gezaagde zeggemineermot
- Giacomellia bilineata
- Giacomellia inversa
- Giganteopalpus mirabilis
- Gillmeria ochrodactyla
- Ginshachia bronacha
- Glacies coracina
- Glasvleugelpijlstaart
- Glennia pylotis
- Gletsjervlinder
- Glossosphecia contaminata
- Glossosphecia huoshanensis
- Glossosphecia melli
- Glossosphecia romanovi
- Glossosphecia sherpa
- Gnathothlibus brendelli
- Gnathothlibus dabrera
- Gnathothlibus erotus
- Gnathothlibus fijiensis
- Gnathothlibus heliodes
- Gnathothlibus meeki
- Gnathothlibus samoaensis
- Gnophos obfuscata
- Gonepteryx amintha
- Gonepteryx aspasia
- Gonepteryx burmensis
- Gonepteryx chitralensis
- Gonepteryx cleobule
- Gonepteryx maderensis
- Gonepteryx mahaguru
- Gonepteryx palmae
- Gonepteryx taiwana
- Gonimbrasia abayana
- Gonimbrasia alcestris
- Gonimbrasia annulata
- Gonimbrasia balachowskyi
- Gonimbrasia belina
- Gonimbrasia birbiri
- Gonimbrasia cocaulti
- Gonimbrasia congolensis
- Gonimbrasia conradsi
- Gonimbrasia deborah
- Gonimbrasia ellisoni
- Gonimbrasia fletcheri
- Gonimbrasia fucata
- Gonimbrasia godarti
- Gonimbrasia hecate
- Gonimbrasia huebneri
- Gonimbrasia miranda
- Gonimbrasia nictitans
- Gonimbrasia pales
- Gonimbrasia rectilineata
- Gonimbrasia ruandana
- Gonimbrasia said
- Gonimbrasia tyrrhea
- Gonimbrasia ufipana
- Gonimbrasia ukerewensis
- Gonimbrasia zambesina
- Goodia addita
- Goodia astrica
- Goodia boulardi
- Goodia canui
- Goodia dimonica
- Goodia falcata
- Goodia fulvescens
- Goodia hierax
- Goodia hollandi
- Goodia kuntzei
- Goodia lunata
- Goodia nodulifera
- Goodia nubilata
- Goodia obscuripennis
- Goodia oriens
- Goodia oxytela
- Goodia pareensis
- Goodia perfulvastra
- Goodia sentosa
- Goodia smithi
- Goodia sparsum
- Goodia stellata
- Goodia thia
- Goodia unguiculata
- Gouden langsprietmot
- Goudhaaruil
- Goudooghooibeestje
- Goudvenstertje
- Goudvleksteltmot
- Graanworteluil
- Graellsia isabellae
- Grammia quenseli
- Grammodes stolida
- Grammopelta lineata
- Granietuil
- Graphium sarpedon
- Grasbeertje
- Grasklokjesdwergspanner
- Graswortelvlinder
- Graszakdrager
- Grauw zandoogje
- Grauwe borstel
- Grauwe grasuil
- Grauwe meelmot
- Grauwe monnik
- Grauwe spaandermot
- Greta morgane
- Grieks esparcetteblauwtje
- Grieks icarusblauwtje
- Griekse luzernevlinder
- Grijs naaldkwastje
- Grijs weeskind
- Grijsbandspinner
- Grijsgevlekte grasmineermot
- Grijsgroene zomervlinder
- Grijsrupspurpermot
- Grijze dwergspanner
- Grijze grasmineermot
- Grijze grasuil
- Grijze heide-uil
- Grijze heispanner
- Grijze herfstuil
- Grijze stipspanner
- Grijze worteluil
- Grillotius bergeri
- Griseosphinx marchandi
- Griseosphinx preechari
- Groen marmerwitje
- Groen marmerwitje
- Groenbandspanner
- Groene bergspanner
- Groene blokspanner
- Groene dwergspanner
- Groene klaverpage
- Groene knopbladroller
- Groene korstmosuil
- Groene weide-uil
- Groenige orvlinder
- Groente-uil
- Groentje
- Groot avondrood
- Groot dikkopje
- Groot geaderd witje
- Groot-hoefbladboorder
- Groot koolwitje
- Groot spikkeldikkopje
- Groot tragantblauwtje
- Groot visstaartje
- Grootvlekstippelmot
- Grote appelbladroller
- Grote beer
- Grote berberisspanner
- Grote boomspanner
- Grote bosbesuil
- Grote boswachter
- Grote bruine grasuil
- Grote bruine spanner
- Grote dansvlieg
- Grote drietand
- Grote erebia
- Grote groenuil
- Grote ijsvogelvlinder
- Grote koperuil
- Grote meelmot
- Grote nachtpauwoog
- Grote parelmoervlinder
- Grote parelmot
- Grote piramidevlinder
- Grote saterzandoog
- Grote schaduwzandoog
- Grote spikkelspanner
- Grote vierbandspanner
- Grote voorjaarsspanner
- Grote vos
- Grote vuurvlinder (ondersoort)
- Grote vuurvlinder
- Grote wasmot
- Grote weerschijnvlinder
- Grote wintervlinder
- Grote worteluil
- Grote zwartwitmot
- Grypopalpia iridescens
- Grypopalpia uranopla
- Guldenroededwergspanner
- Gymnosophistis thyrsodoxa
- Gynanisa arba
- Gynanisa ata
- Gynanisa basquini
- Gynanisa campionea
- Gynanisa carcassoni
- Gynanisa commixta
- Gynanisa hecqui
- Gynanisa jama
- Gynanisa kenya
- Gynanisa maja
- Gynanisa meridiei
- Gynanisa minettii
- Gynanisa murphyi
- Gynanisa thiryi
- Gynanisa uganda
- Gynanisa westwoodi
- Gynanisa zimba
- Gynoeryx bilineatus
- Gynoeryx brevis
- Gynoeryx integer
- Gynoeryx meander
- Gynoeryx paulianii
- Gynoeryx teteforti

## H
Haakbandgrasmineermot
- Haarbos
- Hades hecamede
- Hades noctula
- Haemonides candida
- Haemonides cronida
- Haemonides cronis
- Hagedoornvlinder
- Hageheld
- Hallonympha eudocia
- Hallonympha paucipuncta
- Halvemaanvlinder
- Halysidota harrisii
- Halysidota interlineata
- Hamadryas guatemalena
- Hamadryas velutina
- Hamanumida daedalus
- Haploa clymene
- Harige winteruil
- Harveyope densemaculata
- Harveyope glauca
- Harveyope sejuncta
- Harveyope tinea
- Harveyope zerna
- Hayesiana farintaenia
- Hayesiana triopus
- Hazelaaruil
- Hazelaarvouwmot
- Hebomoia glaucippe
- Hebomoia leucippe
- Hecatesia fenestrata
- Hedya salicella
- Heggenbladroller
- Heideblauwtje
- Heidedaguil
- Heidedwergspanner
- Heide-oogspanner
- Heide-schaaruil
- Heidewitvlakvlinder
- Heidewortelboorder
- Heivlinder
- Heliactinidia caerulescens
- Heliconisa pagenstecheri
- Heliconius cydno
- Heliconius erato
- Heliconius hecale
- Heliconius melpomene
- Heliconius sara
- Helicopis cupido
- Helicopis endymiaena
- Helicopis gnidus
- Helicoverpa zea
- Hellinsia emmelinoida
- Helmgrasuil
- Helmkruidvlinder
- Hemaris affinis
- Hemaris aksana
- Hemaris beresowskii
- Hemaris croatica
- Hemaris dentata
- Hemaris diffinis
- Hemaris ducalis
- Hemaris gracilis
- Hemaris ottonis
- Hemaris radians
- Hemaris rubra
- Hemaris saundersii
- Hemaris senta
- Hemaris staudingeri
- Hemaris syra
- Hemaris thysbe
- Hemaris venata
- Hemelboomvlinder
- Hemelsleutelstippelmot
- Hemeroplanes diffusa
- Hemeroplanes longistriga
- Hemeroplanes ornatus
- Hemeroplanes triptolemus
- Hemileuca annulata
- Hemileuca artemis
- Hemileuca burnsi
- Hemileuca chinatiensis
- Hemileuca conwayae
- Hemileuca dyari
- Hemileuca eglanterina
- Hemileuca electra
- Hemileuca griffini
- Hemileuca grotei
- Hemileuca hera
- Hemileuca hualapai
- Hemileuca juno
- Hemileuca lares
- Hemileuca lex
- Hemileuca lucina
- Hemileuca magnifica
- Hemileuca maia
- Hemileuca mania
- Hemileuca marillia
- Hemileuca mexicana
- Hemileuca neumoegeni
- Hemileuca nevadensis
- Hemileuca numa
- Hemileuca nuttalli
- Hemileuca oliviae
- Hemileuca peigleri
- Hemileuca peninsularis
- Hemileuca rubridorsa
- Hemileuca slosseri
- Hemileuca sororia
- Hemileuca stonei
- Hemileuca tricolor
- Hengeldwergspanner
- Heniocha apollonia
- Heniocha digennaroi
- Heniocha distincta
- Heniocha dyops
- Heniocha hassoni
- Heniocha marnois
- Heniocha pudorosa
- Heniocha vingerhoedti
- Heniocha werneri
- Hennepnetelspanner
- Herculesje
- Herculesvlinder
- Heremiet
- Herfstbremspanner
- Herfsterebia
- Herfstpapegaaitje
- Herfst-rietboorder
- Herfstspanner
- Herfstspinner
- Hermathena candidata
- Hermathena eburna
- Hermathena oweni
- Hermelijnvlinder
- Hesperarcha pericentra
- Hesperocharis anguitia
- Hesperocharis costaricensis
- Hesperocharis crocea
- Hesperocharis emeris
- Hesperocharis erota
- Hesperocharis graphites
- Hesperocharis leucania
- Hesperocharis marchalii
- Hesperocharis nera
- Hesperocharis nereina
- Hesperocharis paranensis
- Heterosphecia bantanakai
- Heterosphecia hyaloptera
- Heterosphecia indica
- Heterosphecia melissoides
- Heterosphecia robinsoni
- Heterosphecia soljanikovi
- Heterosphecia tawonoides
- Heterothera serraria
- Hidripa albipellis
- Hidripa gschwandneri
- Hidripa paranensis
- Hidripa perdix
- Hidripa ruscheweyhi
- Hidripa taglia
- Hierodryas eriochiras
- Himantoides undata
- Hippotion aporodes
- Hippotion aurora
- Hippotion balsaminae
- Hippotion batschii
- Hippotion boerhaviae
- Hippotion brennus
- Hippotion brunnea
- Hippotion butleri
- Hippotion chauchowensis
- Hippotion chloris
- Hippotion commatum
- Hippotion dexippus
- Hippotion echeclus
- Hippotion eson
- Hippotion geryon
- Hippotion griveaudi
- Hippotion hateleyi
- Hippotion irregularis
- Hippotion isis
- Hippotion joiceyi
- Hippotion leucocephalus
- Hippotion moorei
- Hippotion osiris
- Hippotion paukstadti
- Hippotion pentagramma
- Hippotion psammochroma
- Hippotion rafflesii
- Hippotion rebeli
- Hippotion rosae
- Hippotion roseipennis
- Hippotion rosetta
- Hippotion saclavorum
- Hippotion scrofa
- Hippotion socotrensis
- Hippotion stigma
- Hippotion talboti
- Hippotion velox
- Hirpida choba
- Hirpida gaujoni
- Hirpida levis
- Hirpida nigrolinea
- Hispaniodirphia lemaireiana
- Hispaniodirphia plana
- Hista fabricii
- Hista hegemon
- Hoefijzermot
- Hoekbanddennenspanner
- Hoekstipvlinder
- Holocerina agomensis
- Holocerina angulata
- Holocerina digennariana
- Holocerina guineensis
- Holocerina intermedia
- Holocerina istsariensis
- Holocerina menieri
- Holocerina micropteryx
- Holocerina nilotica
- Holocerina occidentalis
- Holocerina orientalis
- Holocerina prosti
- Holocerina rhodesiensis
- Holocerina rougeoti
- Holocerina smilax
- Holocerina wensis
- Hommelnestmot
- Hommelvlinder
- Homoeopteryx divisa
- Homoeopteryx elegans
- Homoeopteryx major
- Homoeopteryx malecena
- Homoeopteryx syssauroides
- Homoeosoma nebulella
- Homoeosoma nimbella
- Homoeosoma sinuella
- Homogyna alluaudi
- Homogyna bartschi
- Homogyna endopyra
- Homogyna ignivittata
- Homogyna pygmaea
- Homogyna pythes
- Homogyna sanguicosta
- Homogyna sanguipennis
- Homogyna spadicicorpus
- Homogyna xanthophora
- Homona spargotis
- Hoogveenaarduil
- Hoogveenvlekuil
- Hooibeestje
- Hoornaarvlinder
- Hoornbloemdwergspanner
- Hoornzakdrager
- Hopdwergspanner
- Hopliocnema brachycera
- Hoplistopus butti
- Hoplistopus penricei
- Hopsnuituil
- Hopwortelboorder
- Houtkleurige vlinder
- Houtskoolmot
- Houtspaander
- Hovaesia donckieri
- Huismoeder
- Huisuil
- Hulstblad
- Hyalophora cecropia
- Hyalophora columbia
- Hyalophora euryalus
- Hyalophora kasloensis
- Hydriomena ruberata
- Hyena (vlinder)
- Hylaeora eucalypti
- Hylephila phyleus
- Hyles annei
- Hyles apocyni
- Hyles biguttata
- Hyles calida
- Hyles centralasiae
- Hyles chamyla
- Hyles chuvilini
- Hyles costata
- Hyles cretica
- Hyles dahlii
- Hyles euphorbiarum
- Hyles hippophaes
- Hyles lineata
- Hyles livornicoides
- Hyles nervosa
- Hyles nicaea
- Hyles perkinsi
- Hyles robertsi
- Hyles salangensis
- Hyles sammuti
- Hyles siehei
- Hyles stroehlei
- Hyles tithymali
- Hyles vespertilio
- Hyles wilsoni
- Hyles zygophylli
- Hylesia acuta
- Hylesia aeneides
- Hylesia alticola
- Hylesia anchises
- Hylesia andensis
- Hylesia andrei
- Hylesia angulex
- Hylesia annulata
- Hylesia ascodex
- Hylesia athlia
- Hylesia beneluzi
- Hylesia bertrandi
- Hylesia biolleya
- Hylesia bouvereti
- Hylesia canitia
- Hylesia cedomnibus
- Hylesia coex
- Hylesia coinopus
- Hylesia colimatifex
- Hylesia colombex
- Hylesia composita
- Hylesia continua
- Hylesia cottica
- Hylesia cressida
- Hylesia dalina
- Hylesia daryae
- Hylesia discifex
- Hylesia dyarex
- Hylesia ebalus
- Hylesia egrex
- Hylesia extremex
- Hylesia falcifera
- Hylesia fallaciosa
- Hylesia frederici
- Hylesia frigida
- Hylesia gamelioides
- Hylesia gigantex
- Hylesia gyrex
- Hylesia hamata
- Hylesia hawksi
- Hylesia haxairei
- Hylesia hubbelli
- Hylesia humilis
- Hylesia ileana
- Hylesia index
- Hylesia indurata
- Hylesia inficita
- Hylesia invidiosa
- Hylesia iola
- Hylesia leilex
- Hylesia lineata
- Hylesia maurex
- Hylesia medifex
- Hylesia melanops
- Hylesia melanostigma
- Hylesia metabus
- Hylesia metapyrrha
- Hylesia moronensis
- Hylesia mortifex
- Hylesia munonia
- Hylesia murex
- Hylesia mymex
- Hylesia nanus
- Hylesia natex
- Hylesia nigricans
- Hylesia nigridorsata
- Hylesia nigripes
- Hylesia oblonga
- Hylesia obtusa
- Hylesia olivenca
- Hylesia oratex
- Hylesia orbifex
- Hylesia oroyex
- Hylesia pallidex
- Hylesia paraguayensis
- Hylesia paulex
- Hylesia pauper
- Hylesia pearsoni
- Hylesia peigleri
- Hylesia penai
- Hylesia praeda
- Hylesia pseudomoronensis
- Hylesia remex
- Hylesia rex
- Hylesia rosacea
- Hylesia roseata
- Hylesia rubrifrons
- Hylesia rufex
- Hylesia rufipes
- Hylesia santaelenensis
- Hylesia schuessleri
- Hylesia scortina
- Hylesia subaurea
- Hylesia subcana
- Hylesia subcottica
- Hylesia subfasciata
- Hylesia tapabex
- Hylesia tapareba
- Hylesia teratex
- Hylesia terranea
- Hylesia terrosex
- Hylesia thaumex
- Hylesia tinturex
- Hylesia tiphys
- Hylesia travassosi
- Hylesia umbrata
- Hylesia umbratula
- Hylesia valvex
- Hylesia vassali
- Hylesia venezuelensis
- Hylesia vialactea
- Hylesia vindex
- Hylesia zonex
- Hylesiopsis festiva
- Hymenoclea palmii
- Hymenosphecia albomaculata
- Hypaedalea butleri
- Hypaedalea insignis
- Hypaedalea lobipennis
- Hypaedalea neglecta
- Hypena madefactalis
- Hyperchiria acuta
- Hyperchiria aniris
- Hyperchiria incisa
- Hyperchiria nausica
- Hyperchiria orodina
- Hyperchiria plicata
- Hyperchiria schmiti
- Hyperchirioides bulaea
- Hypercompe scribonia
- Hypermerina kasyi
- Hyphilaria anthias
- Hyphilaria nicia
- Hyphilaria parthenis
- Hyphilaria parthenis
- Hyphilaria thasus
- Hyphoraia aulica
- Hypolimnas bolina
- Hypophylla argenissa
- Hypophylla caldensis
- Hypophylla florus
- Hypophylla idae
- Hypophylla martia
- Hypophylla sudias
- Hypophylla zeurippa
- Hypoxystis pluviaria
- Hypsochila argyrodice
- Hypsochila galactodice
- Hypsochila huemul
- Hypsochila microdice
- Hypsochila penai
- Hypsochila wagenknechti
- Hypsopygia costalis
- Hypsopygia glaucinalis

## I
Icarusblauwtje
- Ichneumenoptera auripes
- Ichneumenoptera caudata
- Ichneumenoptera chrysophanes
- Ichneumenoptera commoni
- Ichneumenoptera daidai
- Ichneumenoptera duporti
- Ichneumenoptera punicea
- Ichneumenoptera vietnamica
- Ichneumenoptera xanthogyna
- Ichneumonella hyaloptera
- Ichneumonella viridiflava
- Idaea deversaria
- Idaea filicata
- Idaea mediaria
- Idaea pallidata
- Idaea serpentata
- Idea agamarschana
- Idea blanchardii
- Idea durvillei
- Idea electra
- Idea hypermnestra
- Idea iasonia
- Idea idea
- Idea leuconoe
- Idea lynceus
- Idea malabarica
- Idea stolli
- Idea tambusisiana
- Ideopsis gaura
- Ideopsis hewitsonii
- Ideopsis juventa
- Ideopsis klassika
- Ideopsis oberthurii
- Ideopsis similis
- Ideopsis vitrea
- Ideopsis vulgaris
- Iepengouduil
- Iepenpage
- Iepentakvlinder
- Iepenuil
- Ihlegramma ihlei
- Ilychytis anaemopa
- Imara pallasia
- Imara satrapes
- Imbrasia epimethea
- Imbrasia ertli
- Imbrasia longicaudata
- Imbrasia obscura
- Imbrasia truncata
- Imbrasia vesperina
- Imelda aenetus
- Imelda mycea
- Indische meelmot
- Infraphulia illimani
- Infraphulia ilyodes
- Infraphulia madeleinea
- Inktmot
- Ionotus alector
- Ircila hecate
- Iriania anisoptera
- Iriania auriflua
- Iriania lutescens
- Iriania minor
- Iriania mystica
- Iriania ochlodes
- Iriania tricosma
- Iridostoma catatella
- Iridostoma diana
- Iridostoma ichthyopa
- Isapis agyrtus
- Isocylindra melitosoma
- Isognathus allamandae
- Isognathus australis
- Isognathus caricae
- Isognathus excelsior
- Isognathus leachii
- Isognathus menechus
- Isognathus mossi
- Isognathus occidentalis
- Isognathus rimosa
- Isognathus scyron
- Isognathus swainsonii
- Isoparce cupressi
- Isothamnis prisciformis
- Isotornis nephelobathra
- Isturgia famula
- Itaballia demophile
- Itaballia marana
- Itaballia pandosia
- Italiaans dambordje
- Ithomeis aurantiaca
- Ithomeis eulema
- Ithomiola bajotanos
- Ithomiola buckleyi
- Ithomiola calculosa
- Ithomiola callixena
- Ithomiola cribralis
- Ithomiola floralis
- Ithomiola neildi
- Ithomiola nepos
- Ithomiola orpheus
- Ithomiola tanos
- Ithomiola theages
- Ithomisa catherina
- Ithomisa kinkelini
- Ithomisa lepta
- Ithomisa umbrata
- Ithutomus formosus
- Ixias balice
- Ixias clarki
- Ixias flavipennis
- Ixias kuehni
- Ixias ludekingii
- Ixias malumsinicum
- Ixias marianne
- Ixias piepersii
- Ixias pyrene
- Ixias reinwardtii
- Ixias undatus
- Ixias venilia
- Ixias vollenhovii
- Ixias weelei

## J
Jaiba kesselringi
- Jamides celeno
- Janiodes bethulia
- Janiodes dognini
- Janiodes ecuadorensis
- Janiodes laverna
- Janiodes manzanoi
- Janiodes praeclara
- Janiodes russea
- Janiodes virgata
- Jasiusvlinder
- Jeneverbesdwergspanner
- Jeneverbesspanner
- Joiceya praeclarus
- Jota-uil
- Juditha azan
- Juditha caucana
- Juditha dorilis
- Juditha inambari
- Juditha molpe
- Juditha naza
- Juditha odites
- Juditha pulcherrima
- Julische glanserebia
- Junonia atlites
- Junonia coenia
- Junonia lemonias
- Junonia oenone
- Junonia villida

## K
Kaasjeskruiddikkopje
- Kadeni-stofuil
- Kajatehoutspanner
- Kalkbandspanner
- Kalkgraslanddikkopje
- Kameeltje
- Kamillevlinder
- Kamperfoeliebloesemmot
- Kamperfoelie-uil
- Kanariepietje
- Kaneelsikkelmot
- Kantipuria lyu
- Kantstipspanner
- Kardinaalsmantel
- Kardinaalsmutsstippelmot
- Karinthische erebia
- Karmozijnrood weeskind
- Karpatenbergerebia
- Karpathosheivlinder
- Kastanjebruine uil
- Katjessmalvleugelmot
- Katoendaguil
- Katoenuil
- Katwilguiltje
- Keizersmantel
- Kemneriella malaiseorum
- Kentrochrysalis consimilis
- Kentrochrysalis sieversi
- Kentrochrysalis streckeri
- Kentroleuca albilinea
- Kentroleuca boliviensis
- Kentroleuca brunneategulata
- Kentroleuca dukinfieldi
- Kentroleuca griseoalbata
- Kentroleuca lineosa
- Kentroleuca novaholandensis
- Kentroleuca spitzi
- Kersebladroller
- Kersenpedaalmot
- Kersenspinner
- Kessleria albanica
- Kessleria albescens
- Kessleria albomaculata
- Kessleria alpicella
- Kessleria alternans
- Kessleria bakeri
- Kessleria brachypterella
- Kessleria brevicornuta
- Kessleria burmanni
- Kessleria caflischiella
- Kessleria copidota
- Kessleria corusca
- Kessleria diabolica
- Kessleria fasciapennella
- Kessleria hauderi
- Kessleria helvetica
- Kessleria inexpectata
- Kessleria insubrica
- Kessleria insulella
- Kessleria klimeschi
- Kessleria longipenella
- Kessleria macedonica
- Kessleria malgassaella
- Kessleria mixta
- Kessleria neuguineae
- Kessleria pseudosericella
- Kessleria pyrenaea
- Kessleria saxifragae
- Kessleria tatrica
- Kessleria wehrlii
- Kessleria zimmermannii
- Khorassania compositella
- Kijkgaatje
- Klaverbandspanner
- Klaverblaadje
- Klaverblauwtje
- Klaverspanner
- Klaverwespvlinder
- Klein avondrood
- Klein geaderd witje
- Klein geel weeskind
- Klein kokerbeertje
- Klein koolwitje
- Klein marmerwitje
- Klein purperuiltje
- Klein resedawitje
- Klein tijgerblauwtje
- Klein tijmblauwtje
- Klein visstaartje
- Kleine apollovlinder
- Kleine argusvlinder
- Kleine beer (vlinder)
- Kleine bergerebia
- Kleine blokspanner
- Kleine boogbladroller
- Kleine boswachter
- Kleine breedbandhuismoeder
- Kleine grasmineermot
- Kleine groenbandspanner
- Kleine heivlinder
- Kleine herculesspanner
- Kleine huismoeder
- Kleine ijsvogelvlinder
- Kleine monarchvlinder
- Kleine mosboorder
- Kleine parelmoervlinder
- Kleine parelmot
- Kleine reuzenzakdrager
- Kleine saterzandoog
- Kleine sint-jansvlinder
- Kleine slakrups
- Kleine sleedoornpage
- Kleine speerpuntspanner
- Kleine voorjaarsspanner
- Kleine vos
- Kleine vuurvlinder
- Kleine wapendrager
- Kleine wasmot
- Kleine weerschijnvlinder
- Kleine wilgenuil
- Kleine wintervlinder
- Kleine wortelhoutspanner
- Kleine zomervlinder
- Kleine zwartwitmot
- Klerenmot
- Klokjesdwergspanner
- Kloneus babayaga
- Knoopkruidparelmoervlinder
- Knopbiesparelmot
- Kobaltblauwtje
- Koekoeksbloemspanner
- Koevinkje
- Kolibrievlinder
- Komeetstaartvlinder
- Komma-uil
- Kommavlinder
- Kompassla-uil
- Koninginnenpage
- Koningspage
- Koolbandspanner
- Koolbladroller
- Koolmot
- Kooluil
- Koperkleurige langsprietmot
- Koperuil
- Kornoeljespanner
- Korstmosspanner
- Kortzuiger
- Kosmopoliet
- Krakeling
- Kretaheivlinder
- Kricogonia cabrerai
- Kricogonia lyside
- Kromzitter
- Kroonkruidblauwtje
- Kroonvogeltje
- Kroosvlindertje
- Kuifvlinder
- Kustzakdrager
- Kwartsblauwtje
- Kweekgrasuil

## L
Labdia caroli
- Lamellisphecia champaensis
- Lamellisphecia haematinea
- Lamellisphecia sumatrana
- Lamellisphecia wiangensis
- Lamellisphecia xerampelina
- Lamphiotes velazquezi
- Lampropteryx otregiata
- Landkaartje
- Langia tropicus
- Langia zenzeroides
- Laothoe amurensis
- Laothoe austanti
- Laothoe philerema
- Lapaeumides actor
- Lapaeumides ctesiphon
- Lapaeumides zerynthia
- Lapara bombycoides
- Lapara coniferarum
- Lapara halicarnie
- Lapara phaeobrachycerous
- Lariksdwergspanner
- Lariksspanner
- Lasaia aerugo
- Lasaia agesilas
- Lasaia arsis
- Lasaia cutisca
- Lasaia incoides
- Lasaia kennethi
- Lasaia maria
- Lasaia maritima
- Lasaia meris
- Lasaia moeros
- Lasaia oileus
- Lasaia pseudomeris
- Lasaia sessilis
- Lasaia sula
- Late bremspanner
- Late heide-uil
- Late meidoornspanner
- Late purpermot
- Lathyruszwever
- Laxita ischaris
- Laxita teneta
- Laxita thuisto
- Lemaireia chrysopeplus
- Lemaireia hainana
- Lemaireia inexpectata
- Lemaireia loepoides
- Lemaireia luteopeplus
- Lemaireia naessigi
- Lemaireia schintlmeisteri
- Lemonias albofasciata
- Lemonias caliginea
- Lemonias egaensis
- Lemonias ochracea
- Lemonias sontella
- Lemonias stalachtioides
- Lemonias theodora
- Lemonias zygia
- Lente-erebia
- Lente-orvlinder
- Lenyra ashtaroth
- Lenyrhova heckmanniae
- Leodonta dysoni
- Leodonta tagaste
- Leodonta tellane
- Leodonta zenobia
- Leodonta zenobina
- Lepchina tridens
- Lepidopoda andrepiclera
- Lepidopoda heterogyna
- Lepidopoda lutescens
- Lepidopoda sylphina
- Leptaegeria axiomnemoneuta
- Leptaegeria cillutincariensis
- Leptaegeria costalimai
- Leptaegeria flavocastanea
- Leptaegeria harti
- Leptaegeria schreiteri
- Leptidea amurensis
- Leptidea darvazensis
- Leptidea descimoni
- Leptidea gigantea
- Leptidea lactea
- Leptidea serrata
- Leptidea yunnanica
- Leptoclanis pulchra
- Leptophobia aripa
- Leptophobia caesia
- Leptophobia cinerea
- Leptophobia diaguita
- Leptophobia eleone
- Leptophobia eleusis
- Leptophobia erinna
- Leptophobia eucosma
- Leptophobia forsteri
- Leptophobia gonzaga
- Leptophobia helena
- Leptophobia micaia
- Leptophobia nephthis
- Leptophobia olympia
- Leptophobia penthica
- Leptophobia philoma
- Leptophobia pinara
- Leptophobia tovaria
- Leptosia alcesta
- Leptosia bastini
- Leptosia hybrida
- Leptosia lignea
- Leptosia marginea
- Leptosia nina
- Leptosia nupta
- Leptosia wigginsi
- Leptotes babaulti
- Leptotes cassius
- Leptotes marina
- Leptotes plinius
- Leucanella acutissima
- Leucanella anikae
- Leucanella apollinairei
- Leucanella aspera
- Leucanella atahualpa
- Leucanella bivius
- Leucanella contei
- Leucanella contempta
- Leucanella flammans
- Leucanella fusca
- Leucanella gibbosa
- Leucanella heisleri
- Leucanella hosmera
- Leucanella janeira
- Leucanella lama
- Leucanella leucane
- Leucanella lynx
- Leucanella maasseni
- Leucanella memusae
- Leucanella memusoides
- Leucanella muelleri
- Leucanella newmani
- Leucanella nyctimene
- Leucanella saturata
- Leucanella stuarti
- Leucanella viettei
- Leucanella viridescens
- Leucanella yungasensis
- Leuciacria acuta
- Leuciacria olivei
- Leucidia brephos
- Leucidia elvina
- Leucochimona aequatorialis
- Leucochimona anophthalma
- Leucochimona hyphea
- Leucochimona icare
- Leucochimona iphias
- Leucochimona lagora
- Leucochimona lepida
- Leucochimona matisca
- Leucochimona molina
- Leucochimona vestalis
- Leucomonia bethia
- Leucophlebia afra
- Leucophlebia emittens
- Leucophlebia lineata
- Leucophlebia neumanni
- Leucopteryx ansorgei
- Leucopteryx mollis
- Leucostrophus alterhirundo
- Leucostrophus commasiae
- Leuthneria ruficincta
- Levant bruin zandoogje
- Leverkleurige bladroller
- Leverkleurige spanner
- Levervlek
- Lexias pardalis
- Libythea collenettei
- Libythea geoffroy
- Libythea labdaca
- Libythea lepita
- Libythea myrrha
- Libythea narina
- Libytheana carinenta
- Libytheana fulvescens
- Libytheana motya
- Libytheana terena
- Licht visstaartje
- Lichte blokspanner
- Lichte daguil
- Lichte korstmosuil
- Lichtgrijze spanner
- Lichtgrijze uil
- Lieinix christa
- Lieinix cinerascens
- Lieinix lala
- Lieinix neblina
- Lieinix nemesis
- Lieinix viridifascia
- Liesgrasboorder
- Lieveling
- Ligusterblokspanner
- Ligusterpijlstaart
- Ligusterstipspanner
- Lijnsnuituil
- Likoma apicalis
- Likoma crenata
- Limburgse fluweelpalpmot
- Limenitis archippus
- Limenitis arthemis
- Lindedwergspanner
- Linde-eenstaart
- Lindegouduil
- Lindeherculesje
- Lindeknotsvlinder
- Lindepijlstaart
- Lisdoddeboorder
- Lissochroa argostola
- Litaneutis sacrifica
- Livendula amasis
- Livendula aminias
- Livendula aristus
- Livendula balista
- Livendula epixanthe
- Livendula huebneri
- Livendula jasonhalli
- Livendula leucocyana
- Livendula leucophaea
- Livendula pauxilla
- Livendula violacea
- Lobesia botrana
- Lobobunaea acetes
- Lobobunaea angasana
- Lobobunaea ansorgei
- Lobobunaea basquini
- Lobobunaea cadioui
- Lobobunaea dallastai
- Lobobunaea dargei
- Lobobunaea desfontainei
- Lobobunaea erythrotes
- Lobobunaea falcatissima
- Lobobunaea goodii
- Lobobunaea jeanneli
- Lobobunaea kuehnei
- Lobobunaea leopoldi
- Lobobunaea melanoneura
- Lobobunaea niepelti
- Lobobunaea phaeax
- Lobobunaea phaedusa
- Lobobunaea rosea
- Lobobunaea sangha
- Lobobunaea saturnus
- Lobobunaea tanganicae
- Lobobunaea turlini
- Lobobunaea vingerhoedti
- Loepa anthera
- Loepa cynopis
- Loepa damartis
- Loepa diffundata
- Loepa diversiocellata
- Loepa formosensis
- Loepa katinka
- Loepa kuangtungensis
- Loepa megacore
- Loepa meyi
- Loepa microocellata
- Loepa minahassae
- Loepa mindanaensis
- Loepa miranda
- Loepa mirandula
- Loepa nigropupillata
- Loepa oberthuri
- Loepa obscuromarginata
- Loepa palawana
- Loepa roseomarginata
- Loepa schintlmeisteri
- Loepa septentrionalis
- Loepa sikkima
- Loepa sinjaevi
- Loepa sumatrana
- Loepa taipeishanis
- Loepa tibeta
- Loepa visayana
- Loepa wlingana
- Loepa yunnana
- Loepantheraea rosieri
- Lomocyma oegrapha
- Lonomia achelous
- Lonomia beneluzi
- Lonomia camox
- Lonomia columbiana
- Lonomia descimoni
- Lonomia diabolus
- Lonomia electra
- Lonomia francescae
- Lonomia frankae
- Lonomia obliqua
- Lonomia pseudobliqua
- Lonomia rufescens
- Lonomia serranoi
- Lonomia venezuelensis
- Loofboomdwergspanner
- Lophoceps abdominalis
- Lophoceps alenicola
- Lophoceps cyaniris
- Lophoceps quinquepuncta
- Lophoceps tetrazona
- Lophocnema eusphyra
- Lophostethus dumolinii
- Lophostethus negus
- Loxolomia johnsoni
- Loxolomia serpentina
- Loxostege sticticalis
- Loxura atymnus
- Lozotaenia forsterana
- Lozotaeniodes formosana
- Lucillella asterra
- Lucillella camissa
- Lucillella pomposa
- Lucillella splendida
- Lucillella suberra
- Ludia arguta
- Ludia arida
- Ludia corticea
- Ludia delegorguei
- Ludia dentata
- Ludia goniata
- Ludia hansali
- Ludia jordani
- Ludia leonardo
- Ludia monroei
- Ludia obscura
- Ludia orinoptena
- Ludia pseudovetusta
- Ludia pupillata
- Ludia styx
- Ludia syngena
- Ludia tessmanni
- Luipaardlichtmot
- Lycaeides melissa
- Lycaena hermes
- Lycaena sichuanica
- Lycia lapponaria
- Lycia pomonaria
- Lycorea cleobaea
- Lycorea halia
- Lycorea ilione
- Lycorea pasinuntia
- Lygephila craccae
- Lygephila viciae
- Lymantria antennata
- Lymantria kebeae
- Lymantria lunata
- Lymantria nephrographa
- Lymantria ninayi
- Lypusa maurella
- Lyropteryx apollonia
- Lyropteryx diadocis
- Lyropteryx lyra
- Lyropteryx terpsichore
- Lyssa zampa

## M
Maansikkeluil
- Maansnuituil
- Maantandvlinder
- Maanuiltje
- Maanvlinder
- Maassenia distincta
- Maassenia heydeni
- Macaria carbonaria
- Macaria fusca
- Macaria loricaria
- Macedonisch bleek blauwtje
- Machaya obstinata
- Machaya watkinsi
- Macroglossum adustum
- Macroglossum aesalon
- Macroglossum affictitia
- Macroglossum albigutta
- Macroglossum albolineata
- Macroglossum alcedo
- Macroglossum alluaudi
- Macroglossum amoenum
- Macroglossum aquila
- Macroglossum arimasi
- Macroglossum assimilis
- Macroglossum augarra
- Macroglossum avicula
- Macroglossum belis
- Macroglossum bifasciata
- Macroglossum bombylans
- Macroglossum buini
- Macroglossum buruensis
- Macroglossum caldum
- Macroglossum calescens
- Macroglossum castaneum
- Macroglossum clemensi
- Macroglossum corythus
- Macroglossum dohertyi
- Macroglossum eichhorni
- Macroglossum faro
- Macroglossum fritzei
- Macroglossum fruhstorferi
- Macroglossum glaucoptera
- Macroglossum godeffroyi
- Macroglossum gyrans
- Macroglossum haslami
- Macroglossum heliophila
- Macroglossum hemichroma
- Macroglossum hirundo
- Macroglossum insipida
- Macroglossum jani
- Macroglossum joannisi
- Macroglossum kitchingi
- Macroglossum lepidum
- Macroglossum limata
- Macroglossum marquesanum
- Macroglossum mediovitta
- Macroglossum meeki
- Macroglossum melas
- Macroglossum micacea
- Macroglossum milvus
- Macroglossum mitchellii
- Macroglossum moecki
- Macroglossum multifascia
- Macroglossum nemesis
- Macroglossum neotroglodytus
- Macroglossum nigellum
- Macroglossum nubilum
- Macroglossum nycteris
- Macroglossum pachycerus
- Macroglossum particolor
- Macroglossum passalus
- Macroglossum phocinum
- Macroglossum poecilum
- Macroglossum prometheus
- Macroglossum pyrrhosticta
- Macroglossum rectans
- Macroglossum regulus
- Macroglossum reithi
- Macroglossum saga
- Macroglossum schnitzleri
- Macroglossum semifasciata
- Macroglossum sitiene
- Macroglossum soror
- Macroglossum spilonotum
- Macroglossum stevensi
- Macroglossum stigma
- Macroglossum sylvia
- Macroglossum tenebrosa
- Macroglossum tenimberi
- Macroglossum trochilus
- Macroglossum ungues
- Macroglossum vacillans
- Macroglossum vadenberghi
- Macroglossum variegatum
- Macroglossum vicinum
- Macroglossum vidua
- Macropoliana afarorum
- Macropoliana asirensis
- Macropoliana ferax
- Macropoliana natalensis
- Macropoliana oheffernani
- Macropoliana scheveni
- Macroscelesia aritai
- Macroscelesia diaphana
- Macroscelesia elaea
- Macroscelesia formosana
- Macroscelesia japona
- Macroscelesia longipes
- Macroscelesia owadai
- Macroscelesia sapaensis
- Macroscelesia vietnamica
- Macrotarsipus africanus
- Macrotarsipus albipunctus
- Macrotarsipus lioscelis
- Macrotarsipus microthyris
- Macrotarsipus similis
- Madasphecia griveaudi
- Madasphecia puera
- Madoryx bubastus
- Madoryx oiclus
- Madoryx plutonius
- Madoryx pseudothyreus
- Malachietvlinder
- Malacodea regelaria
- Malacosoma americanum
- Malacosoma californicum
- Malacosoma disstria
- Malgassesia ankaratralis
- Malgassesia biedermanni
- Malgassesia milloti
- Malgassesia pauliani
- Malgassesia rufescens
- Malgassesia rufithorax
- Malgassesia seyrigi
- Malgassoclanis delicatus
- Malgassoclanis suffuscus
- Maltagorea andriai
- Maltagorea ankaratra
- Maltagorea auricolor
- Maltagorea basquini
- Maltagorea cincta
- Maltagorea dentata
- Maltagorea dubiefi
- Maltagorea dura
- Maltagorea fusicolor
- Maltagorea griveaudi
- Maltagorea madagascariensis
- Maltagorea monsarrati
- Maltagorea ornata
- Maltagorea rostaingi
- Maltagorea rubriflava
- Maltagorea sogai
- Maltagorea vulpina
- Malvabandspanner
- Manduca afflicta
- Manduca albiplaga
- Manduca albolineata
- Manduca andicola
- Manduca armatipes
- Manduca aztecus
- Manduca barnesi
- Manduca bergarmatipes
- Manduca bergi
- Manduca blackburni
- Manduca boliviana
- Manduca brasilensis
- Manduca brontes
- Manduca brunalba
- Manduca camposi
- Manduca caribbeus
- Manduca chinchilla
- Manduca clarki
- Manduca contracta
- Manduca corallina
- Manduca corumbensis
- Manduca dalica
- Manduca diffissa
- Manduca dilucida
- Manduca empusa
- Manduca extrema
- Manduca feronia
- Manduca florestan
- Manduca fosteri
- Manduca franciscae
- Manduca gueneei
- Manduca hannibal
- Manduca huascara
- Manduca incisa
- Manduca janira
- Manduca jasminearum
- Manduca johanni
- Manduca jordani
- Manduca kuschei
- Manduca lanuginosa
- Manduca lefeburii
- Manduca leucospila
- Manduca lichenea
- Manduca lucetius
- Manduca manducoides
- Manduca morelia
- Manduca mossi
- Manduca muscosa
- Manduca occulta
- Manduca ochus
- Manduca opima
- Manduca pellenia
- Manduca prestoni
- Manduca quinquemaculata
- Manduca quinquemaculatus
- Manduca reducta
- Manduca rustica
- Manduca schausi
- Manduca scutata
- Manduca sesquiplex
- Manduca sexta
- Manduca stuarti
- Manduca trimacula
- Manduca tucumana
- Manduca undata
- Manduca vestalis
- Manduca violaalba
- Manduca wellingi
- Marmereikenspanner
- Marmererebia
- Marmerspanner
- Marmeruil
- Marpesia petreus
- Martania taeniata
- Marumba amboinicus
- Marumba cristata
- Marumba decoratus
- Marumba diehli
- Marumba dyras
- Marumba fenzelii
- Marumba gaschkewitschii
- Marumba indicus
- Marumba jankowskii
- Marumba juvencus
- Marumba maackii
- Marumba nympha
- Marumba poliotis
- Marumba saishiuana
- Marumba spectabilis
- Marumba sperchius
- Marumba tigrina
- Marumba timora
- Mathania agasicles
- Mathania aureomaculata
- Mathania carrizoi
- Mathania leucothea
- Matilella fusca
- Mechanitis polymnia
- Megaceresa pulchra
- Megacorma obliqua
- Megalosphecia callosoma
- Megalosphecia gigantipes
- Meganoton analis
- Meganoton hyloicoides
- Meganoton nyctiphanes
- Meganoton rubescens
- Meganoton yunnanfuana
- Meidoornspanner
- Meidoornstippelmot
- Meidoornuil
- Melanis aegates
- Melanis alena
- Melanis boyi
- Melanis cephise
- Melanis cercopes
- Melanis cinaron
- Melanis cratia
- Melanis electron
- Melanis herminae
- Melanis hillapana
- Melanis hodia
- Melanis leucophlegma
- Melanis lioba
- Melanis lycea
- Melanis marathon
- Melanis melandra
- Melanis melaniae
- Melanis opites
- Melanis passiena
- Melanis pixe
- Melanis seleukia
- Melanis smithiae
- Melanis unxia
- Melanis vidali
- Melanis volusia
- Melanis xenia
- Melanis yeda
- Melanocera dargei
- Melanocera menippe
- Melanocera nereis
- Melanocera parva
- Melanocera pinheyi
- Melanocera pujoli
- Melanocera sufferti
- Melanocera widenti
- Melanodes anthracitaria
- Melanosphecia atra
- Melanosphecia auricollis
- Melanosphecia dohertyi
- Melanosphecia funebris
- Meldedwergspanner
- Meldevlinder
- Melete calymnia
- Melete leucadia
- Melete leucanthe
- Melete lycimnia
- Melete polyhymnia
- Melete salacia
- Melisophista geraropa
- Melittia abyssiniensis
- Melittia acosmetes
- Melittia afonini
- Melittia amboinensis
- Melittia arcangelii
- Melittia astarte
- Melittia aureosquamata
- Melittia auriplumia
- Melittia aurociliata
- Melittia azrael
- Melittia bella
- Melittia bergii
- Melittia binghamii
- Melittia boulleti
- Melittia brabanti
- Melittia burmana
- Melittia butleri
- Melittia calabaza
- Melittia callosoma
- Melittia celebica
- Melittia chalciformis
- Melittia chalconota
- Melittia chalybescens
- Melittia chimana
- Melittia chrysobapta
- Melittia chrysogaster
- Melittia combusta
- Melittia congoana
- Melittia congruens
- Melittia cristata
- Melittia cucphuongae
- Melittia cucurbitae
- Melittia cyaneifera
- Melittia dichroipus
- Melittia distincta
- Melittia distinctoides
- Melittia doddi
- Melittia ectothyris
- Melittia eichlini
- Melittia endoxantha
- Melittia erythrina
- Melittia eurytion
- Melittia faulkneri
- Melittia ferroptera
- Melittia flaviventris
- Melittia formosana
- Melittia fulvipes
- Melittia funesta
- Melittia gephyra
- Melittia gigantea
- Melittia gilberti
- Melittia gloriosa
- Melittia gorochovi
- Melittia grandis
- Melittia haematopis
- Melittia hampsoni
- Melittia hervei
- Melittia houlberti
- Melittia hyaloxantha
- Melittia imperator
- Melittia indica
- Melittia inouei
- Melittia javana
- Melittia josepha
- Melittia khmer
- Melittia kulluana
- Melittia laboissierei
- Melittia lagopus
- Melittia laniremis
- Melittia latimargo
- Melittia lentistriata
- Melittia leucogaster
- Melittia louisa
- Melittia luzonica
- Melittia madureae
- Melittia magnifica
- Melittia meeki
- Melittia moluccaensis
- Melittia moni
- Melittia necopina
- Melittia nepalensis
- Melittia nepcha
- Melittia newara
- Melittia nigra
- Melittia nilgiriensis
- Melittia notabilis
- Melittia oberthueri
- Melittia oedipus
- Melittia pauper
- Melittia pellecta
- Melittia phorcus
- Melittia pijiae
- Melittia powelli
- Melittia propria
- Melittia proxima
- Melittia pulchripes
- Melittia pyropis
- Melittia romieuxi
- Melittia rufescens
- Melittia rufodorsa
- Melittia rugia
- Melittia rutilipes
- Melittia sangaica
- Melittia scoliiformis
- Melittia senohi
- Melittia siamica
- Melittia simonyi
- Melittia smithi
- Melittia snowii
- Melittia staudingeri
- Melittia strigipennis
- Melittia sukothai
- Melittia sulphureopyga
- Melittia sumatrana
- Melittia superba
- Melittia suzukii
- Melittia tabanus
- Melittia taiwanensis
- Melittia tayuyana
- Melittia tibialis
- Melittia tigripes
- Melittia uenoi
- Melittia umbrosa
- Melittia usambara
- Melittia volatilis
- Melittia xanthodes
- Melittia xanthogaster
- Melittia xanthopus
- Melittosesia flavitarsa
- Melkwitte zomervlinder
- Menander aldasi
- Menander apotheta
- Menander cicuta
- Menander clotho
- Menander coruscans
- Menander felsina
- Menander hebrus
- Menander laobotas
- Menander menander
- Menander pretus
- Menander thalassicus
- Mendicabeer
- Meriansborstel
- Meroleuca catamarcensis
- Meroleuca decaensi
- Meroleuca lituroides
- Meroleuca mossi
- Meroleuca nigra
- Meroleuca raineri
- Meroleuca venosa
- Meroleucoides albomaculata
- Meroleucoides amarillae
- Meroleucoides bipectinata
- Meroleucoides bipunctata
- Meroleucoides bravera
- Meroleucoides dargei
- Meroleucoides diazmaurini
- Meroleucoides erythropus
- Meroleucoides famula
- Meroleucoides fassli
- Meroleucoides flavodiscata
- Meroleucoides laverna
- Meroleucoides microstyx
- Meroleucoides modesta
- Meroleucoides nadiana
- Meroleucoides naias
- Meroleucoides nata
- Meroleucoides penai
- Meroleucoides ramicosa
- Meroleucoides rectilineata
- Meroleucoides riveti
- Meroleucoides verae
- Mesapia peloria
- Mesene babosa
- Mesene bigemmis
- Mesene bomilcar
- Mesene celetes
- Mesene citrinella
- Mesene croceella
- Mesene cyneas
- Mesene epaphus
- Mesene florus
- Mesene hyale
- Mesene ingrumaensis
- Mesene leucogyna
- Mesene leucophrys
- Mesene leucopus
- Mesene margaretta
- Mesene monostigma
- Mesene mygdon
- Mesene nepticula
- Mesene nola
- Mesene paraena
- Mesene patawa
- Mesene phareus
- Mesene philonis
- Mesene pyrippe
- Mesene sardonyx
- Mesene silaris
- Mesene simplex
- Mesene veleda
- Mesenopsis albivitta
- Mesenopsis briseis
- Mesenopsis bryaxis
- Mesenopsis melanochlora
- Mesenopsis pulchella
- Mesophthalma idotea
- Mesophthalma mirita
- Mesosemia ackeryi
- Mesosemia acuta
- Mesosemia adida
- Mesosemia ahava
- Mesosemia albipuncta
- Mesosemia amarantus
- Mesosemia anceps
- Mesosemia antaerice
- Mesosemia araeostyla
- Mesosemia asa
- Mesosemia bahia
- Mesosemia bella
- Mesosemia carderi
- Mesosemia carissima
- Mesosemia ceropia
- Mesosemia cippus
- Mesosemia coelestis
- Mesosemia cordillerensis
- Mesosemia cyanira
- Mesosemia cymotaxis
- Mesosemia decolorata
- Mesosemia dulcis
- Mesosemia ephyne
- Mesosemia epidius
- Mesosemia erinnya
- Mesosemia esmeralda
- Mesosemia esperanza
- Mesosemia eugenea
- Mesosemia eumene
- Mesosemia eurythmia
- Mesosemia evias
- Mesosemia friburgensis
- Mesosemia gaudiolum
- Mesosemia gemina
- Mesosemia gertraudis
- Mesosemia gneris
- Mesosemia grandis
- Mesosemia harveyi
- Mesosemia hedwigis
- Mesosemia hesperina
- Mesosemia hypermegala
- Mesosemia ibycus
- Mesosemia impedita
- Mesosemia inconspicua
- Mesosemia isshia
- Mesosemia jucunda
- Mesosemia judicialis
- Mesosemia kahuapayani
- Mesosemia kwokii
- Mesosemia lacernata
- Mesosemia lamachus
- Mesosemia lapillus
- Mesosemia latizonata
- Mesosemia loruhama
- Mesosemia luperca
- Mesosemia lycorias
- Mesosemia macella
- Mesosemia machaera
- Mesosemia macrina
- Mesosemia maeotis
- Mesosemia magete
- Mesosemia mamilia
- Mesosemia mancia
- Mesosemia mathania
- Mesosemia mayi
- Mesosemia meeda
- Mesosemia mehida
- Mesosemia melaene
- Mesosemia melese
- Mesosemia melpia
- Mesosemia menoetes
- Mesosemia mesoba
- Mesosemia messeis
- Mesosemia methion
- Mesosemia metope
- Mesosemia metuana
- Mesosemia metura
- Mesosemia mevania
- Mesosemia minos
- Mesosemia minutula
- Mesosemia misipsa
- Mesosemia modulata
- Mesosemia moesia
- Mesosemia mosera
- Mesosemia myonia
- Mesosemia myrmecias
- Mesosemia naiadella
- Mesosemia nerine
- Mesosemia nyctea
- Mesosemia nympharena
- Mesosemia odice
- Mesosemia olivencia
- Mesosemia orbona
- Mesosemia ozora
- Mesosemia pacifica
- Mesosemia pardalis
- Mesosemia phace
- Mesosemia philocles
- Mesosemia praeculta
- Mesosemia putli
- Mesosemia quadralineata
- Mesosemia reba
- Mesosemia rhodia
- Mesosemia scotina
- Mesosemia sibyllina
- Mesosemia sifia
- Mesosemia sirenia
- Mesosemia steli
- Mesosemia subtilis
- Mesosemia synnephis
- Mesosemia telegone
- Mesosemia tenebricosa
- Mesosemia teulem
- Mesosemia thera
- Mesosemia thetys
- Mesosemia thyas
- Mesosemia thymetus
- Mesosemia ulrica
- Mesosemia veneris
- Mesosemia walteri
- Mesosemia zanoa
- Mesosemia zikla
- Mesosemia zonalis
- Mesosemia zorea
- Mesotype parallelolineata
- Metaalvlinder
- Metacharis cuparina
- Metacharis fergusi
- Metacharis lucius
- Metacharis nigrella
- Metacharis ptolomaeus
- Metacharis regalis
- Metacharis smalli
- Metacharis syloes
- Metacharis umbrata
- Metacharis victrix
- Metacharis xanthocraspedum
- Metanomeuta fulvicrinis
- Metanomeuta zonoceros
- Metasphecia vuilleti
- Metharmostis asaphaula
- Methone cecilia
- Micracosmeryx chaochauensis
- Micragone agathylla
- Micragone allardi
- Micragone ansorgei
- Micragone bilineata
- Micragone camerunensis
- Micragone cana
- Micragone colettae
- Micragone ducorpsi
- Micragone elisabethae
- Micragone flammostriata
- Micragone gaetani
- Micragone herilla
- Micragone joiceyi
- Micragone leonardi
- Micragone lichenodes
- Micragone martinae
- Micragone mirei
- Micragone morettoi
- Micragone morini
- Micragone nenia
- Micragone nenioides
- Micragone neonubifera
- Micragone nubifera
- Micragone nyasae
- Micragone remota
- Micragone rougeriei
- Micragone trefurthi
- Micrecia methyalina
- Microclanis erlangeri
- Microdulia mirabilis
- Micropterix aglaella
- Micropterix allionella
- Micropterix amsella
- Micropterix aureoviridella
- Micropterix completella
- Micropterix corcyrella
- Micropterix croatica
- Micropterix cypriensis
- Micropterix emiliensis
- Micropterix erctella
- Micropterix facetella
- Micropterix fenestrellensis
- Micropterix garganoensis
- Micropterix granatensis
- Micropterix hartigi
- Micropterix herminiella
- Micropterix huemeri
- Micropterix ibericella
- Micropterix igaloensis
- Micropterix imperfectella
- Micropterix isobasella
- Micropterix italica
- Micropterix kardamylensis
- Micropterix klimeschi
- Micropterix lakoniensis
- Micropterix maschukella
- Micropterix minimella
- Micropterix myrtetella
- Micropterix paykullella
- Micropterix rablensis
- Micropterix renatae
- Micropterix rothenbachii
- Micropterix sicanella
- Micropterix trifasciella
- Micropterix trinacriella
- Micropterix tuscaniensis
- Micropterix uxoria
- Micropterix vulturensis
- Micropterix wockei
- Micropterix zangheriella
- Microsphecia brosiformis
- Microsphecia tineiformis
- Microsphinx pumilum
- Microsynanthedon ambrensis
- Microsynanthedon setodiformis
- Microsynanthedon tanala
- Mielkesia paranaensis
- Mijtermot
- Mimas christophi
- Mimene toxopei
- Mimocrypta hampsoni
- Minotauros charessa
- Minotauros lampros
- Minstrellus emphatica
- Minstrellus grandis
- Minstrellus leucotopus
- Minstrellus nivosa
- Mirocastnia canis
- Mirocastnia pyrrhopygoides
- Mirocastnia smalli
- Mi-vlinder
- Mnemoses farquharsoni
- Mocis frugalis
- Mocis proverai
- Moerasbos-uil
- Moerasbreedvleugeluil
- Moerasgrasuil
- Moerasmicro-uil
- Moerasparelmoervlinder
- Moerasplantenboorder
- Moerasspinner
- Moeraswalstrospanner
- Moeras-w-uil
- Moeraszeggeboorder
- Molippa azuelensis
- Molippa basina
- Molippa basinoides
- Molippa bertrandi
- Molippa bertrandoides
- Molippa binasa
- Molippa convergens
- Molippa coracoralinae
- Molippa cruenta
- Molippa eophila
- Molippa flavocrinata
- Molippa larensis
- Molippa latemedia
- Molippa luzalessarum
- Molippa nibasa
- Molippa ninfa
- Molippa pearsoni
- Molippa pilarae
- Molippa placida
- Molippa rosea
- Molippa sabina
- Molippa simillima
- Molippa strigosa
- Molippa superba
- Molippa tusina
- Molippa wittmeri
- Molmboorder
- Monarchvlinder
- Monarda oryx
- Monethe albertus
- Monethe alphonsus
- Monopetalotaxis candescens
- Monopetalotaxis chalciphora
- Monopetalotaxis doleriformis
- Monopetalotaxis luteopunctata
- Monopetalotaxis pyrocraspis
- Moors bruin blauwtje
- Moors dambordje
- Morgenrood (vlinder)
- Morotripta fatigata
- Morpheusstofuil
- Morpho aega
- Morpho cypris
- Morpho deidamia
- Morpho hecuba
- Morpho helena
- Morpho menelaus
- Morpho peleides
- Morpho polyphemus
- Morpho rhetenor
- Morpho zephyritis
- Moschoneura pinthous
- Muisbeertje
- Muntvlindertje
- Mycalesis anaxias
- Mycalesis mineus
- Mycalesis oculus
- Mycalesis patnia
- Mycalesis perseus
- Mycastor leucarpis
- Mycastor nealces
- Mycastor scurrilis
- Mychonoa mesozona
- Myelois circumvoluta
- Mylothris aburi
- Mylothris alberici
- Mylothris alcuana
- Mylothris arabicus
- Mylothris asphodelus
- Mylothris atewa
- Mylothris basalis
- Mylothris bernice
- Mylothris carcassoni
- Mylothris celisi
- Mylothris chloris
- Mylothris citrina
- Mylothris continua
- Mylothris crawshayi
- Mylothris croceus
- Mylothris ducarmei
- Mylothris elodina
- Mylothris erlangeri
- Mylothris ertli
- Mylothris eximia
- Mylothris flaviana
- Mylothris hilara
- Mylothris humbloti
- Mylothris jacksoni
- Mylothris jaopura
- Mylothris kahusiana
- Mylothris kiellandi
- Mylothris kilimensis
- Mylothris kiwuensis
- Mylothris knoopi
- Mylothris leonora
- Mylothris lucens
- Mylothris mafuga
- Mylothris mavunda
- Mylothris mortoni
- Mylothris ngaziya
- Mylothris nubila
- Mylothris ochracea
- Mylothris ochrea
- Mylothris phileris
- Mylothris pluviata
- Mylothris polychroma
- Mylothris poppea
- Mylothris rembina
- Mylothris rhodope
- Mylothris ruandana
- Mylothris rubricosta
- Mylothris rueppellii
- Mylothris sagala
- Mylothris schoutedeni
- Mylothris schumanni
- Mylothris similis
- Mylothris sjostedti
- Mylothris smithii
- Mylothris spica
- Mylothris splendens
- Mylothris subsolana
- Mylothris sulphurea
- Mylothris superbus
- Mylothris talboti
- Mylothris trimenia
- Mylothris xantholeuca
- Mylothris yulei
- Myscelia ethusa

## N
Naaldboombeertje
- Naaldboomspanner
- Naaldboslangsprietmot
- Naaldkunstwerkje
- Nachtpauwoog
- Nahida coenoides
- Najaarsbode
- Najaarsboomspanner
- Najaarsspanner
- Nannoparce balsa
- Nannoparce poeyi
- Napaea actoris
- Napaea beltiana
- Napaea calitra
- Napaea elisae
- Napaea eucharila
- Napaea fratelloi
- Napaea gynaecomorpha
- Napaea heteroea
- Napaea joinvilea
- Napaea melampia
- Napaea mellosa
- Napaea merula
- Napaea rufolimba
- Napaea sylva
- Napaea zikani
- Nathalis iole
- Nathalis plauta
- Nazomeruil
- Necyria bellona
- Necyria duellona
- Necyria ingaretha
- Necyria larunda
- Negotinthia hoplisiformis
- Negotinthia myrmosaeformis
- Nemapogon quercicolella
- Nematobola candescens
- Nematobola isorista
- Nematobola orthotricha
- Neocercophana philippii
- Neoclanis basalis
- Neococytius cluentius
- Neodiphthera albicera
- Neodiphthera aruensis
- Neodiphthera buruensis
- Neodiphthera ceramensis
- Neodiphthera decellei
- Neodiphthera elleri
- Neodiphthera excavus
- Neodiphthera foucheri
- Neodiphthera gazellae
- Neodiphthera goodgeri
- Neodiphthera habemana
- Neodiphthera intermedia
- Neodiphthera joiceyi
- Neodiphthera monacha
- Neodiphthera papuana
- Neodiphthera rhythmica
- Neodiphthera roicki
- Neodiphthera saccopoea
- Neodiphthera sahulensis
- Neodiphthera schaarschmidti
- Neodiphthera sciron
- Neodiphthera strandi
- Neodiphthera strigata
- Neodiphthera sulphurea
- Neodiphthera talboti
- Neodiphthera tennenti
- Neodiphthera venusta
- Neofaculta ericetella
- Neogene albescens
- Neogene carrerasi
- Neogene corumbensis
- Neogene curitiba
- Neogene dynaeus
- Neogene intermedia
- Neogene pictus
- Neogene reevei
- Neogene steinbachi
- Neogurelca himachala
- Neogurelca hyas
- Neogurelca masuriensis
- Neogurelca montana
- Neogurelca mulleri
- Neogurelca sonorensis
- Neophasia menapia
- Neophasia terlooii
- Neopolyptychus compar
- Neopolyptychus consimilis
- Neopolyptychus convexus
- Neopolyptychus prionites
- Neopolyptychus pygarga
- Neopolyptychus serrator
- Neorcarnegia basirei
- Neorcarnegia bispinosa
- Nephele accentifera
- Nephele aequivalens
- Nephele argentifera
- Nephele bipartita
- Nephele comma
- Nephele comoroana
- Nephele densoi
- Nephele discifera
- Nephele funebris
- Nephele hespera
- Nephele joiceyi
- Nephele lannini
- Nephele leighi
- Nephele maculosa
- Nephele monostigma
- Nephele oenopion
- Nephele peneus
- Nephele rectangulata
- Nephele rosae
- Nephele subvaria
- Nephele vau
- Nephele xylina
- Nepheronia argia
- Nepheronia avatar
- Nepheronia buquetii
- Nepheronia pharis
- Nepheronia thalassina
- Nephopterix angustella
- Neptis hylas
- Nesotropha pygmaeodes
- Netelmot
- Nevadaturkooisblauwtje
- Niphonympha albella
- Niphonympha argentea
- Niphonympha dealbatella
- Niphonympha vera
- Nirodia belphegor
- Ni-uil
- Noctua interposita
- Noctusphecia puchneri
- Nokona (Aritasesia) pernix
- Nokona (Aritasesia) rubra
- Nokona (Nokona) acaudata
- Nokona (Nokona) aurivena
- Nokona (Nokona) bicincta
- Nokona (Nokona) carulifera
- Nokona (Nokona) chinensis
- Nokona (Nokona) christineae
- Nokona (Nokona) chrysoidea
- Nokona (Nokona) coracodes
- Nokona (Nokona) coreana
- Nokona (Nokona) davidi
- Nokona (Nokona) feralis
- Nokona (Nokona) formosana
- Nokona (Nokona) heterodesma
- Nokona (Nokona) inexpectata
- Nokona (Nokona) iridina
- Nokona (Nokona) nigra
- Nokona (Nokona) palawana
- Nokona (Nokona) pilamicola
- Nokona (Nokona) pompilus
- Nokona (Nokona) powondrae
- Nokona (Nokona) purpurea
- Nokona (Nokona) regalis
- Nokona (Nokona) semidiaphana
- Nokona (Nokona) sikkima
- Nokona (Nokona) stroehlei
- Nola karelica
- Nola subchlamydula
- Nonvlinder
- Noords spikkeldikkopje
- Noordse erebia
- Noordse luzernevlinder
- Noordse toendravlinder
- Nosymna lapillata
- Nosymna macrorrhyncha
- Nosymna obnubila
- Nosymna ochrochorda
- Nosymna punctata
- Nosymna repletella
- Nosymna stipella
- Notheme erota
- Nothocasis sertata
- Notocelia rosaecolana
- Notocelia trimaculana
- Novemberspanner
- Nudaurelia aethiops
- Nudaurelia allardi
- Nudaurelia alopia
- Nudaurelia amathusia
- Nudaurelia anna
- Nudaurelia antelata
- Nudaurelia anthina
- Nudaurelia anthinoides
- Nudaurelia bamendana
- Nudaurelia belayneshae
- Nudaurelia benguelensis
- Nudaurelia bicolor
- Nudaurelia bouvieri
- Nudaurelia broschi
- Nudaurelia camerunensis
- Nudaurelia capdevillei
- Nudaurelia carnegiei
- Nudaurelia cleoris
- Nudaurelia cytherea
- Nudaurelia dargei
- Nudaurelia dione
- Nudaurelia dionysae
- Nudaurelia eblis
- Nudaurelia emini
- Nudaurelia fasciata
- Nudaurelia flammeola
- Nudaurelia germaini
- Nudaurelia gschwandneri
- Nudaurelia gueinzii
- Nudaurelia herbuloti
- Nudaurelia hurumai
- Nudaurelia jamesoni
- Nudaurelia kiliensis
- Nudaurelia kilumilorum
- Nudaurelia kohlli
- Nudaurelia krucki
- Nudaurelia latifasciata
- Nudaurelia lutea
- Nudaurelia macrops
- Nudaurelia macrothyris
- Nudaurelia mariae
- Nudaurelia melanops
- Nudaurelia michaelae
- Nudaurelia mitfordi
- Nudaurelia murphyi
- Nudaurelia myrtea
- Nudaurelia perscitus
- Nudaurelia reducta
- Nudaurelia renvazorum
- Nudaurelia rhodina
- Nudaurelia richelmanni
- Nudaurelia rubra
- Nudaurelia rubricostalis
- Nudaurelia staudingeri
- Nudaurelia ungemachti
- Nudaurelia wahlbergi
- Nudaurelia wahlbergina
- Nudaurelia xanthomma
- Nunvlinder
- Nyceryx alophus
- Nyceryx coffaeae
- Nyceryx continua
- Nyceryx draudti
- Nyceryx ericea
- Nyceryx eximia
- Nyceryx fernandezi
- Nyceryx furtadoi
- Nyceryx hyposticta
- Nyceryx lunaris
- Nyceryx magna
- Nyceryx maxwelli
- Nyceryx nephus
- Nyceryx nictitans
- Nyceryx riscus
- Nyceryx stuarti
- Nyceryx tacita
- Nyctaegeria nobilis
- Nyctegretis lineana
- Nycteropa subovalis
- Nymphalis californica
- Nymphidium acherois
- Nymphidium ariari
- Nymphidium ascolia
- Nymphidium aurum
- Nymphidium azanoides
- Nymphidium baeotia
- Nymphidium balbinus
- Nymphidium cachrus
- Nymphidium callaghani
- Nymphidium caricae
- Nymphidium carmentis
- Nymphidium chimborazium
- Nymphidium chione
- Nymphidium derufata
- Nymphidium fulminans
- Nymphidium guyanensis
- Nymphidium haematostictum
- Nymphidium hesperinum
- Nymphidium latibrunis
- Nymphidium lenocinium
- Nymphidium leucosia
- Nymphidium lisimon
- Nymphidium manicorensis
- Nymphidium mantus
- Nymphidium menalcus
- Nymphidium ninias
- Nymphidium nivea
- Nymphidium olinda
- Nymphidium omois
- Nymphidium onaeum
- Nymphidium plinthobaphis
- Nymphidium smalli
- Nymphidium strati
- Nymphidium trinidadi
- Nymphidium undimargo
- Nymphonia zaleuca
- Nymphula nitidulata

## O
Ochyrotica bjoernstadti
- Ocnerostoma argentella
- Ocnerostoma copiosella
- Ocnerostoma strobivorum
- Odice jucunda
- Odontosia sieversii
- Odontosida magnificum
- Odontosida pusillus
- Oenosandra boisduvalii
- Ogentroostdwergspanner
- Ogentroostspanner
- Oiticella brevis
- Oiticella convergens
- Oiticella luteciae
- Oiticicastnia erycina
- Okergele grasuil
- Okergele spanner
- Oleanderpijlstaart
- Oleanderpijlstaart
- Oligodonta florissantensis
- Oligographa juniperi
- Oligophlebia amalleuta
- Oligophlebia cristata
- Oligophlebia episcopopa
- Oligophlebia micra
- Oligophlebia nigralba
- Oligophlebia subapicalis
- Oligophlebia ulmi
- Oncocera semirubella
- Oorsilene-uil
- Oostelijk boswitje
- Oostelijk dambordje
- Oostelijk esparcetteblauwtje
- Oostelijk marmerwitje
- Oostelijk oranjetipje
- Oostelijk resedawitje
- Oostelijk tijmblauwtje
- Oostelijke glanserebia
- Oostelijke luzernevlinder
- Oostelijke monnik
- Oostelijke pijpbloemvlinder
- Oostelijke spanner
- Oostelijke vos
- Oostelijke vuurvlinder
- Oostelijke weerschijnvlinder
- Oostelijke zilverstreep
- Open-breedbandhuismoeder
- Ophiusa tirhaca
- Opistoclanis hawkeri
- Opodiphthera astrophela
- Opodiphthera carnea
- Opodiphthera engaea
- Opodiphthera eucalypti
- Opodiphthera fervida
- Opodiphthera helena
- Opodiphthera jurriaansei
- Opodiphthera loranthi
- Opodiphthera pristina
- Opodiphthera tenimberensis
- Opsiclines leucomorpha
- Oranje agaatspanner
- Oranje berkenspanner
- Oranje bremspanner
- Oranje bruinbandspanner
- Oranje dwergbladroller
- Oranje dwergspanner
- Oranje espenspanner
- Oranje iepentakvlinder
- Oranje kamperfoelievouwmot
- Oranje luzernevlinder
- Oranje o-vlinder
- Oranje passiebloemvlinder
- Oranje spitskopmot
- Oranje steppevlinder
- Oranje wortelboorder
- Oranje zandoogje
- Oranjegeel halmuiltje
- Oranjegele bladroller
- Oranjegele lijnbladroller
- Oranjerode oogspanner
- Oranjetipje
- Orecta acuminata
- Orecta fruhstorferi
- Orecta lycidas
- Orecta venedictoffae
- Orencostoma bicornigerum
- Oridryas angarensis
- Oridryas isalopex
- Oridryas mienshanensis
- Orinympha aetherias
- Ormiscodes amphinome
- Ormiscodes bruchi
- Ormiscodes cinnamomea
- Ormiscodes cognata
- Ormiscodes joiceyi
- Ormiscodes lauta
- Ormiscodes nigrolutea
- Ormiscodes nigrosignata
- Ormiscodes penai
- Ormiscodes rufosignata
- Ormiscodes schmidtnielseni
- Ormiscodes shapiroi
- Ormiscodes socialis
- Ornithoptera chimaera
- Orsocoma macrogona
- Orthogonioptilum adiegetum
- Orthogonioptilum adustum
- Orthogonioptilum andreasum
- Orthogonioptilum apium
- Orthogonioptilum arnoldi
- Orthogonioptilum bergeri
- Orthogonioptilum bernardii
- Orthogonioptilum bernaudi
- Orthogonioptilum bimaculatum
- Orthogonioptilum bouyeri
- Orthogonioptilum brunneum
- Orthogonioptilum caecum
- Orthogonioptilum chalix
- Orthogonioptilum chaminadei
- Orthogonioptilum conspectum
- Orthogonioptilum crystallinum
- Orthogonioptilum csomaense
- Orthogonioptilum dallastai
- Orthogonioptilum dargei
- Orthogonioptilum deletum
- Orthogonioptilum diabolicum
- Orthogonioptilum emmanuellae
- Orthogonioptilum falcatissimum
- Orthogonioptilum fang
- Orthogonioptilum filippii
- Orthogonioptilum fontainei
- Orthogonioptilum galleyi
- Orthogonioptilum garmsi
- Orthogonioptilum herbuloti
- Orthogonioptilum hodeberti
- Orthogonioptilum ianthinum
- Orthogonioptilum infernarum
- Orthogonioptilum infinitum
- Orthogonioptilum kahli
- Orthogonioptilum kasaiensis
- Orthogonioptilum kivuensis
- Orthogonioptilum klinzigi
- Orthogonioptilum lemairei
- Orthogonioptilum loloense
- Orthogonioptilum luminosum
- Orthogonioptilum modestum
- Orthogonioptilum monochromum
- Orthogonioptilum neglectum
- Orthogonioptilum neoprox
- Orthogonioptilum nigrescens
- Orthogonioptilum nimbaense
- Orthogonioptilum obamba
- Orthogonioptilum occidentalis
- Orthogonioptilum ochraceum
- Orthogonioptilum oremansi
- Orthogonioptilum paveci
- Orthogonioptilum perarcuatum
- Orthogonioptilum piersoni
- Orthogonioptilum prox
- Orthogonioptilum rougeoti
- Orthogonioptilum sejunctum
- Orthogonioptilum silvaticum
- Orthogonioptilum solium
- Orthogonioptilum subuelense
- Orthogonioptilum tristis
- Orthogonioptilum uelense
- Orthogonioptilum umbrulatum
- Orthogonioptilum vestigiatum
- Orthogonioptilum violascens
- Ortholepis betulae
- Orthosaris strictulata
- Orthotaenia undulana
- Orvlinder
- Oryba achemenides
- Oryba kadeni
- Osminia albipilosa
- Osminia bicornicolis
- Osminia colimaensis
- Osminia donahueorum
- Osminia exigua
- Osminia fenusaeformis
- Osminia ferruginea
- Osminia fisheri
- Osminia gorodinskii
- Osminia heitzmani
- Osminia namibiana
- Osminia phalarocera
- Osminia rubrialvus
- Osminia ruficornis
- Othorene cadmus
- Othorene hodeva
- Othorene purpurascens
- Othorene verana
- Ourocnemis archytas
- Ourocnemis boulleti
- Oxytenis albilunulata
- Oxytenis angulata
- Oxytenis aravaca
- Oxytenis beprea
- Oxytenis bicornis
- Oxytenis epiphaea
- Oxytenis erosa
- Oxytenis ferruginea
- Oxytenis gigantea
- Oxytenis leda
- Oxytenis mirabilis
- Oxytenis modestia
- Oxytenis naemia
- Oxytenis nubila
- Oxytenis peregrina
- Oxytenis plettina
- Oxytenis sobrina
- Oxytenis spadix
- Oxytenis zerbina
- Oxytripia orbiculosa

## P
Paardenbloembladroller
- Paardenbloemspanner
- Paardenkastanjemineermot
- Paarsbandspanner
- Paarse parelmoervlinder
- Pachliopta hector
- Pachygonidia caliginosa
- Pachygonidia drucei
- Pachygonidia hopfferi
- Pachygonidia martini
- Pachygonidia mielkei
- Pachygonidia ribbei
- Pachygonidia subhamata
- Pachylia darceta
- Pachylia ficus
- Pachylia syces
- Pachylioides resumens
- Pachysphinx modesta
- Pachysphinx occidentalis
- Pachythone analuciae
- Pachythone conspersa
- Pachythone distigma
- Pachythone erebia
- Pachythone gigas
- Pachythone lateritia
- Pachythone mimula
- Pachythone palades
- Pachythone pasicles
- Pachythone philonis
- Pachythone robusta
- Pachythone rubigo
- Pachythone sumare
- Pachythone thaumaria
- Pachythone xanthe
- Paddenstoeluil
- Palaetheta innocua
- Palaetheta ischnozona
- Palleura nitida
- Palmia praecedens
- Palmmot
- Palpita vitrealis
- Panara aureizona
- Panara jarbas
- Panara ovifera
- Panara phereclus
- Panara soana
- Panaropsis elegans
- Panaropsis inaria
- Panaropsis semiota
- Panaropsis thyatira
- Pandemos pasiphae
- Panogena jasmini
- Panogena lingens
- Panterspitskopmot
- Panteruiltje
- Pantophaea favillacea
- Pantophaea jordani
- Pantophaea oneili
- Paonias astylus
- Paonias excaecata
- Paonias myops
- Paonias wolfei
- Papegaaibladroller
- Papegaaitje
- Papilio aegeus
- Papilio agestor
- Papilio alcmenor
- Papilio antimachus
- Papilio appalachiensis
- Papilio ascalaphus
- Papilio blumei
- Papilio canadensis
- Papilio clytia
- Papilio demodocus
- Papilio demoleus
- Papilio elwesi
- Papilio fuscus
- Papilio glaucus
- Papilio helenus
- Papilio homerus
- Papilio lormieri
- Papilio maackii
- Papilio memnon
- Papilio multicaudata
- Papilio palinurus
- Papilio peranthus
- Papilio polyctor
- Papilio polyxenes
- Papilio rumanzovia
- Papilio rutulus
- Papilio thoas
- Papilio xuthus
- Papilio zelicaon
- Paraargyresthia japonica
- Paradaemonia balsasensis
- Paradaemonia berlai
- Paradaemonia castanea
- Paradaemonia gravis
- Paradaemonia mayi
- Paradaemonia nycteris
- Paradaemonia orsilochus
- Paradaemonia platydesmia
- Paradaemonia pluto
- Paradaemonia ruschii
- Paradaemonia samba
- Paradaemonia terrena
- Paradaemonia thelia
- Paradirphia andicola
- Paradirphia antonia
- Paradirphia boudinoti
- Paradirphia citrina
- Paradirphia coprea
- Paradirphia estivalisae
- Paradirphia fumosa
- Paradirphia geneforti
- Paradirphia hoegei
- Paradirphia ibarai
- Paradirphia lasiocampina
- Paradirphia manes
- Paradirphia oblita
- Paradirphia rectilineata
- Paradirphia semirosea
- Paradirphia torva
- Paradirphia valverdei
- Paradirphia winifredae
- Paradoxecia chura
- Paradoxecia dizona
- Paradoxecia fukiensis
- Paradoxecia gravis
- Paradoxecia karubei
- Paradoxecia luteocincta
- Paradoxecia myrmekomorpha
- Paradoxecia pieli
- Paradoxecia radiata
- Paradoxecia similis
- Paradoxecia taiwana
- Paradoxecia tristis
- Paradoxecia vietnamica
- Paradoxus caucasica
- Paradoxus osyridellus
- Paradrina rebeli
- Parahyponomeuta egregiella
- Paralaxita damajanti
- Paralaxita hewitsoni
- Paralaxita orphna
- Paralaxita telesia
- Paralipsa gularis
- Paranthrene actinidiae
- Paranthrene affinis
- Paranthrene anthrax
- Paranthrene asilipennis
- Paranthrene aureoviridis
- Paranthrene auricollum
- Paranthrene aurifera
- Paranthrene callipleura
- Paranthrene cambodialis
- Paranthrene chalcochlora
- Paranthrene chrysochloris
- Paranthrene cupreivitta
- Paranthrene cyanogama
- Paranthrene cyanopis
- Paranthrene diaphana
- Paranthrene dohertyi
- Paranthrene dolens
- Paranthrene dollii
- Paranthrene dominiki
- Paranthrene dukei
- Paranthrene fenestrata
- Paranthrene flammans
- Paranthrene gracilis
- Paranthrene henrici
- Paranthrene hyalochrysa
- Paranthrene insolita
- Paranthrene javana
- Paranthrene karli
- Paranthrene leucocera
- Paranthrene meeki
- Paranthrene mesothyris
- Paranthrene metallica
- Paranthrene metaxantha
- Paranthrene microthyris
- Paranthrene minuta
- Paranthrene noblei
- Paranthrene oberthueri
- Paranthrene panorpaeformis
- Paranthrene pellucida
- Paranthrene poecilocephala
- Paranthrene porphyractis
- Paranthrene propyria
- Paranthrene pulchripennis
- Paranthrene robiniae
- Paranthrene rufifinis
- Paranthrene rufocorpus
- Paranthrene sesiiformis
- Paranthrene simulans
- Paranthrene thalassina
- Paranthrene tristis
- Paranthrene xanthosoma
- Paranthrene zoneiventris
- Paranthrene zygophora
- Paranthrenella albipuncta
- Paranthrenella formosicola
- Paranthrenella koshiensis
- Paranthrenella similis
- Paranthrenopsis editha
- Paranthrenopsis flavitaenia
- Paranthrenopsis flaviventris
- Paranthrenopsis polishana
- Paranthrenopsis siniaevi
- Paranthrenopsis taiwanella
- Parantica aglea
- Parantica agleoides
- Parantica albata
- Parantica aspasia
- Parantica cleona
- Parantica clinias
- Parantica crowleyi
- Parantica dabrerai
- Parantica dannatti
- Parantica davidi
- Parantica fuscela
- Parantica garamantis
- Parantica hypowattan
- Parantica kirbyi
- Parantica kuekenthali
- Parantica luzonensis
- Parantica marcia
- Parantica melaneus
- Parantica melusine
- Parantica menadensis
- Parantica milagros
- Parantica nilgiriensis
- Parantica pedonga
- Parantica philo
- Parantica phyle
- Parantica pseudomelaneus
- Parantica pumila
- Parantica rotundata
- Parantica schenkii
- Parantica schoenigi
- Parantica sita
- Parantica sulewattan
- Parantica taprobana
- Parantica timorica
- Parantica tityoides
- Parantica toxopei
- Parantica vitrina
- Parantica wegneri
- Parantica weiskei
- Paraphthonia ctetatus
- Paraphthonia molione
- Parapoynx stratiotata
- Pararctia lapponica
- Pararhodia daviesorum
- Pararhodia gyra
- Pararhodia meeki
- Pararhodia rotalis
- Pararhodia setekwa
- Paraswammerdamia iranella
- Paraswammerdamia lapponica
- Paraswammerdamia ornichella
- Paratalanta hyalinalis
- Paratalanta pandalis
- Paratrea plebeja
- Parazelota dryotoma
- Parcella amarynthina
- Parelmoerblauwtje
- Parelsnoerbergerebia
- Pareronia anais
- Pareronia argolis
- Pareronia boebera
- Pareronia ceylanica
- Pareronia gulussa
- Pareronia iobaea
- Pareronia kyokoae
- Pareronia nishiyamai
- Pareronia phocaea
- Pareronia tritaea
- Pareronia valeria
- Parexaula isomima
- Parides alopius
- Parnara guttata
- Parnassius behrii
- Parnassius clodius
- Parnassius eversmanni
- Parnassius smintheus
- Parthenos sylvia
- Parum colligata
- Parusta thelxinoe
- Parusta xanthops
- Patia cordillera
- Patia orise
- Patia rhetes
- Pauridioneura acrospila
- Pauwoogpijlstaart
- Pedalonina semimarginata
- Pediasia aridella
- Pediasia fascelinella
- Pelagodes maipoensis
- Pelopidas mathias
- Pempelia palumbella
- Pempeliella ornatella
- Pennisetia bohemica
- Pennisetia contracta
- Pennisetia eucheripennis
- Pennisetia fixseni
- Pennisetia fujianensis
- Pennisetia insulicola
- Pennisetia kumaoides
- Pennisetia marginata
- Pennisetia pectinata
- Pennisetia unicingulata
- Penstemonia clarkei
- Penstemonia dammersi
- Penstemonia edwardsii
- Penstemonia hennei
- Penstemonia pappi
- Pentateucha curiosa
- Pentateucha inouei
- Pentateucha stueningi
- Peper-en-zoutvlinder
- Peppel-orvlinder
- Perentak
- Pereute antodyca
- Pereute callinice
- Pereute callinira
- Pereute charops
- Pereute cheops
- Pereute leucodrosime
- Pereute lindemannae
- Pereute swainsoni
- Pereute telthusa
- Pergesa acteus
- Peribatodes ilicaria
- Periga angulosa
- Periga anitae
- Periga armata
- Periga aurantiaca
- Periga bispinosa
- Periga boettgerorum
- Periga brechlini
- Periga circumstans
- Periga cluacina
- Periga cynira
- Periga elsa
- Periga extensiva
- Periga falcata
- Periga galbimaculata
- Periga gueneei
- Periga herbini
- Periga inexpectata
- Periga insidiosa
- Periga intensiva
- Periga kindli
- Periga kishidai
- Periga lichyi
- Periga lobulata
- Periga occidentalis
- Periga parvibulbacea
- Periga prattorum
- Periga rasplusi
- Periga sanguinea
- Periga spatulata
- Periga squamosa
- Perigonia caryae
- Perigonia divisa
- Perigonia glaucescens
- Perigonia grisea
- Perigonia ilus
- Perigonia jamaicensis
- Perigonia lefebvraei
- Perigonia leucopus
- Perigonia lusca
- Perigonia manni
- Perigonia pallida
- Perigonia passerina
- Perigonia pittieri
- Perigonia stulta
- Perigonia thayeri
- Perigrapha i-cinctum
- Periphoba albata
- Periphoba arcaei
- Periphoba attali
- Periphoba augur
- Periphoba aurata
- Periphoba courtini
- Periphoba galmeidai
- Periphoba hircia
- Periphoba moseri
- Periphoba nigra
- Periphoba ockendeni
- Periphoba parallela
- Periphoba pessoai
- Periphoba porioni
- Periphoba tangerini
- Periphoba tarapoto
- Periphoba unicolor
- Periplacis glaucoma
- Perisomena alatauica
- Perisomena caecigena
- Perisomena codyi
- Perisomena haraldi
- Perisomena huttoni
- Perisomena stoliczkana
- Perisomena svenihedini
- Perizoma hydrata
- Perizoma minorata
- Perizoma obsoletata
- Perophthalma lasciva
- Perophthalma lasus
- Perophthalma tullius
- Perrhybris lorena
- Perrhybris lypera
- Perrhybris pamela
- Perzikkruiduil
- Petrocerus catiena
- Pexicopia malvella
- Phaenochitonia cingulus
- Phaenochitonia fuliginea
- Phaenochitonia gallardi
- Phaenochitonia ignipicta
- Phaenochitonia pseudodebilis
- Phaenochitonia pyrsodes
- Phalera sundana
- Phanoxyla hystrix
- Phasmatographa neurotypa
- Phegeavlinder
- Pheles atricolor
- Pheles bicolor
- Pheles eulesca
- Pheles heliconides
- Pheles incerta
- Pheles melanchroia
- Pheles ochracea
- Pheles strigosus
- Phiaris micana
- Philodila astyanor
- Phlogothauma scintillans
- Phoebis agarithe
- Phoebis argante
- Phoebis avellaneda
- Phoebis bourkei
- Phoebis editha
- Phoebis neocypris
- Phoebis philea
- Phoebis sennae
- Phrissura cynis
- Phryxus caicus
- Phulia garleppi
- Phulia nannophyes
- Phulia nymphula
- Phulia paranympha
- Phyciodes cocyta
- Phycita roborella
- Phyllosphingia dissimilis
- Phylloxiphia bicolor
- Phylloxiphia formosa
- Phylloxiphia goodii
- Phylloxiphia illustris
- Phylloxiphia karschi
- Phylloxiphia metria
- Phylloxiphia oberthueri
- Phylloxiphia oweni
- Phylloxiphia punctum
- Phylloxiphia vicina
- Piercolias coropunae
- Piercolias forsteri
- Piercolias huanaco
- Pieriballia viardi
- Pieris bowdeni
- Pieris brassicoides
- Pieris canidia
- Pieris deota
- Pieris eitschbergeri
- Pieris lama
- Pieris marginalis
- Pieris melete
- Pieris ochsenheimeri
- Pieris oleracea
- Pieris steinigeri
- Pieris tadjika
- Pieris virginiensis
- Pierphulia isabela
- Pierphulia nysias
- Pierphulia rosea
- Piestoceros conjunctella
- Pijlkruidspanner
- Pijpbloemapollo
- Pijpenstrootjesmineermot
- Pimpernelblauwtje
- Pinacopteryx eriphia
- Piniphila bifasciana
- Pinksterbloemlangsprietmot
- Piramidevlinder
- Pirascca apolecta
- Pirascca arbuscula
- Pirascca crocostigma
- Pirascca iasis
- Pirascca interrupta
- Pirascca patriciae
- Pirascca phoenicura
- Pirascca pluto
- Pirascca polemistes
- Pirascca pujarnii
- Pirascca sagaris
- Pirascca sticheli
- Pirascca suapure
- Pirascca tyriotes
- Pixus corculum
- Plat beertje
- Plataanvouwmot
- Platyptilia aarviki
- Platyptilia carduidactyla
- Platyptilia eberti
- Platyptilia gonodactyla
- Platyptilia nussi
- Platysphinx constrigilis
- Platysphinx dorsti
- Platysphinx phyllis
- Platysphinx piabilis
- Platysphinx stigmatica
- Platysphinx vicaria
- Platytes alpinella
- Plexippica verberata
- Pluimdikkopje
- Pluimspinner
- Pluimzakdrager
- Podiasa chiococcella
- Podosesia aureocincta
- Podosesia surodes
- Podosesia syringae
- Poelruitspanner
- Poliana albescens
- Poliana buchholzi
- Poliana leucomelas
- Poliana micra
- Poliana wintgensi
- Poliodes roseicornis
- Polycaena carmelita
- Polycaena chauchowensis
- Polycaena lama
- Polycaena lua
- Polycaena matuta
- Polycaena princeps
- Polycaena tamerlana
- Polycaena timur
- Polycaena yunnana
- Polygonia c-aureum
- Polygonia comma
- Polygonia faunus
- Polygonia gracilis
- Polygonia interrogationis
- Polygonia oreas
- Polygonia progne
- Polymixis polymita
- Polypogon tentacularia
- Polyptychoides assimilis
- Polyptychoides digitatus
- Polyptychoides erosus
- Polyptychoides grayii
- Polyptychoides niloticus
- Polyptychoides vuattouxi
- Polyptychopsis marshalli
- Polyptychus affinis
- Polyptychus andosa
- Polyptychus anochus
- Polyptychus aurora
- Polyptychus baltus
- Polyptychus barnsi
- Polyptychus baxteri
- Polyptychus bernardii
- Polyptychus carteri
- Polyptychus chinensis
- Polyptychus coryndoni
- Polyptychus dentatus
- Polyptychus distensus
- Polyptychus enodia
- Polyptychus girardi
- Polyptychus herbuloti
- Polyptychus hollandi
- Polyptychus lapidatus
- Polyptychus murinus
- Polyptychus nigriplaga
- Polyptychus orthographus
- Polyptychus paupercula
- Polyptychus pierrei
- Polyptychus potiendus
- Polyptychus rougeoti
- Polyptychus sinus
- Polyptychus thihongae
- Polyptychus trilineatus
- Polyptychus trisecta
- Polythysana apollina
- Polythysana cinerascens
- Polythysana rubrescens
- Polyura athamas
- Pontia beckerii
- Pontia davidis
- Pontia distorta
- Pontia dubernardi
- Pontia extensa
- Pontia glauconome
- Pontia helice
- Pontia kozlovi
- Pontia occidentalis
- Pontia protodice
- Pontia sherpae
- Pontia sisymbrii
- Pontia stoetzneri
- Pontia venata
- Poolerebia
- Poolparelmoervlinder
- Pootmot
- Populierenblad
- Populierengouduil
- Populierengroenuil
- Populierenpijlstaart
- Populierenscheutboorder
- Populierentandvlinder
- Populierenuil
- Populierenvoorjaarsuil
- Populierenweeskind
- Populierenwespvlinder
- Porphyrocrates aurostricta
- Porseleinvlinder
- Potloodmot
- Prachtbeer
- Prachtgrasmineermot
- Prachtstipspanner
- Praedora leucophaea
- Praedora marshalli
- Praedora plagiata
- Praetaxila albiplaga
- Praetaxila eromena
- Praetaxila heterisa
- Praetaxila huntei
- Praetaxila satraps
- Praetaxila segecia
- Praetaxila statira
- Praetaxila tyrannus
- Praetaxila wallacei
- Praetaxila weiskei
- Pramila atkinsoni
- Prays acmonias
- Prays adspersella
- Prays amblystola
- Prays autocasis
- Prays caenobitella
- Prays calycias
- Prays chrysophyllae
- Prays citri
- Prays curalis
- Prays curtisella
- Prays curulis
- Prays ducalis
- Prays endocarpa
- Prays endolemma
- Prays erebitis
- Prays fraxinella
- Prays friesei
- Prays fulvocanella
- Prays inscripta
- Prays liophaea
- Prays moschettinella
- Prays nephelomima
- Prays oleae
- Prays oleella
- Prays oliviella
- Prays parilis
- Prays peperitis
- Prays ruficeps
- Prays rustica
- Prays simplicella
- Prays sparsipunctella
- Prays stratella
- Prays sublevatella
- Prays temulenta
- Prays tyrastis
- Prays xeroloxa
- Preimot
- Prestonia clarki
- Pringleophaga marioni
- Prioneris autothisbe
- Prioneris cornelia
- Prioneris hypsipyle
- Prioneris philonome
- Prioneris sita
- Prioneris thestylis
- Prioneris vollenhovii
- Proaegeria vouauxi
- Procitheronia fenestrata
- Procitheronia principalis
- Procitheronia purpurea
- Prohylesia friburgensis
- Prohylesia peruviana
- Prohylesia rosalinda
- Prohylesia zikani
- Prometheus cochrus
- Pronomeuta lemniscata
- Pronomeuta sarcopis
- Proserpinus clarkiae
- Proserpinus flavofasciata
- Proserpinus gaurae
- Proserpinus juanita
- Proserpinus terlooii
- Proserpinus vega
- Protaleuron rhodogaster
- Protambulyx astygonus
- Protambulyx carteri
- Protambulyx euryalus
- Protambulyx eurycles
- Protambulyx goeldii
- Protambulyx ockendeni
- Protambulyx strigilis
- Protambulyx sulphurea
- Proteuxoa sanguinipuncta
- Protogynanisa athletoides
- Protogynanisa probsti
- Protonoma glomeratrix
- Protonymphidia senta
- Protoploea apatela
- Provençaalse erebia
- Pruimenmot
- Pruimenpage
- Prunusspanner
- Psammotis pulveralis
- Pselaphelia antelata
- Pselaphelia arenivaga
- Pselaphelia aurata
- Pselaphelia dentifera
- Pselaphelia flavivitta
- Pselaphelia gemmifera
- Pselaphelia hurumai
- Pselaphelia laclosi
- Pselaphelia mariaetheresae
- Pselaphelia neglecta
- Pselaphelia noellae
- Pselaphelia oremansi
- Pselaphelia vandenberghei
- Pselaphelia vingerhoedti
- Pselnophorus meruensis
- Pseudalcathoe aspetura
- Pseudalcathoe chatanayi
- Pseudandriasa mutata
- Pseudantheraea discrepans
- Pseudantheraea imperator
- Pseudaphelia ansorgei
- Pseudaphelia apollinaris
- Pseudaphelia dialitha
- Pseudaphelia flava
- Pseudaphelia flavomarginata
- Pseudaphelia karemii
- Pseudaphelia luteola
- Pseudaphelia roseibrunnea
- Pseudaphelia simplex
- Pseudargyrotoza conwagana
- Pseudautomeris antioquia
- Pseudautomeris boettgeri
- Pseudautomeris brasiliensis
- Pseudautomeris chinchipensis
- Pseudautomeris coronis
- Pseudautomeris erubescens
- Pseudautomeris fimbridentata
- Pseudautomeris grammivora
- Pseudautomeris hubneri
- Pseudautomeris irene
- Pseudautomeris lata
- Pseudautomeris luteata
- Pseudautomeris ophthalmica
- Pseudautomeris pohli
- Pseudautomeris porifera
- Pseudautomeris salmonea
- Pseudautomeris stawiarskii
- Pseudautomeris subcoronis
- Pseudautomeris toulgoeti
- Pseudautomeris yourii
- Pseudenyo benitensis
- Pseudimbrasia deyrollei
- Pseudobunaea alinda
- Pseudobunaea barnsi
- Pseudobunaea bjornstadi
- Pseudobunaea callista
- Pseudobunaea cleopatra
- Pseudobunaea cyrene
- Pseudobunaea dayensis
- Pseudobunaea deaconi
- Pseudobunaea epithyrena
- Pseudobunaea heyeri
- Pseudobunaea illustris
- Pseudobunaea immaculata
- Pseudobunaea inornata
- Pseudobunaea irius
- Pseudobunaea melinde
- Pseudobunaea meloui
- Pseudobunaea morlandi
- Pseudobunaea natalensis
- Pseudobunaea orientalis
- Pseudobunaea pallens
- Pseudobunaea parathyrrhena
- Pseudobunaea redlichi
- Pseudobunaea tyrrhena
- Pseudobunaea vingerhoedti
- Pseudoclanis abyssinicus
- Pseudoclanis admatha
- Pseudoclanis axis
- Pseudoclanis bianchii
- Pseudoclanis biokoensis
- Pseudoclanis boisduvali
- Pseudoclanis canui
- Pseudoclanis diana
- Pseudoclanis evestigata
- Pseudoclanis grandidieri
- Pseudoclanis kenyae
- Pseudoclanis molitor
- Pseudoclanis occidentalis
- Pseudoclanis postica
- Pseudoclanis rhadamistus
- Pseudoclanis tomensis
- Pseudocoremia suavis
- Pseudodirphia agis
- Pseudodirphia alba
- Pseudodirphia albosignata
- Pseudodirphia alticola
- Pseudodirphia andicola
- Pseudodirphia biremis
- Pseudodirphia boliviana
- Pseudodirphia catarinensis
- Pseudodirphia choroniensis
- Pseudodirphia conjuncta
- Pseudodirphia cupripuncta
- Pseudodirphia ducalis
- Pseudodirphia eumedide
- Pseudodirphia eumedidoides
- Pseudodirphia guyanensis
- Pseudodirphia herbuloti
- Pseudodirphia imperialis
- Pseudodirphia infuscata
- Pseudodirphia lacsa
- Pseudodirphia lesieuri
- Pseudodirphia medinensis
- Pseudodirphia menander
- Pseudodirphia mexicana
- Pseudodirphia niceros
- Pseudodirphia obliqua
- Pseudodirphia pallida
- Pseudodirphia peruviana
- Pseudodirphia regia
- Pseudodirphia sanctimartinensis
- Pseudodirphia sinuosa
- Pseudodirphia theodorici
- Pseudodirphia thiaucourti
- Pseudodirphia undulata
- Pseudodirphia uniformis
- Pseudodirphia varia
- Pseudodolbina aequalis
- Pseudodolbina fo
- Pseudoludia nyungwe
- Pseudoludia suavis
- Pseudomelittia andraenipennis
- Pseudomelittia berlandi
- Pseudomelittia cingulata
- Pseudonymphidia agave
- Pseudonymphidia clearista
- Pseudophilotes panoptes
- Pseudopieris nehemia
- Pseudopieris viridula
- Pseudopolyptychus foliaceus
- Pseudopontia paradoxa
- Pseudorinympha laeta
- Pseudosesia albifrons
- Pseudosesia caeruleimicans
- Pseudosesia canarensis
- Pseudosesia charlesi
- Pseudosesia croconeura
- Pseudosesia flavifrons
- Pseudosesia grotei
- Pseudosesia insularis
- Pseudosesia isozona
- Pseudosesia limpida
- Pseudosesia oberthueri
- Pseudosesia opalescens
- Pseudosesia pentazonata
- Pseudosesia productalis
- Pseudosesia rangoonensis
- Pseudosesia zoniota
- Pseudosphinx tetrio
- Pseudoswammerdamia apicella
- Pseudoswammerdamia aurofinitella
- Pseudoswammerdamia comptella
- Pseudotalara chrysippa
- Pseudotelphusa scalella
- Pseudotinea caprina
- Pseudotinea eiselei
- Pseudotinea gagarini
- Pseudotinea hemis
- Pseudotinea volcanicus
- Psigida basalis
- Psigida walkeri
- Psilogramma increta
- Psilogramma jordana
- Psilogramma menephron
- Psilogramma papuensis
- Psilogramma wannanensis
- Psilopygida crispula
- Psilopygoides oda
- Psi-uil
- Psodos quadrifaria
- Psychophora sabini
- Pterographium sicora
- Ptiloscola bipunctata
- Ptiloscola burmeisteri
- Ptiloscola cinerea
- Ptiloscola dargei
- Ptiloscola descimoni
- Ptiloscola lilacina
- Ptiloscola paraguayensis
- Ptiloscola photophila
- Ptiloscola rorerae
- Ptiloscola surrotunda
- Ptiloscola wellingi
- Ptiloscola wolfei
- Puntige zoomspanner
- Purperbeer
- Purperen stipspanner
- Purpermotje
- Purperstreepparelmoervlinder
- Purperuiltje
- Puta-uil
- Pygaera timon
- Pyranthrene flammans
- Pyrausta cingulata
- Pyreneeëndauwerebia
- Pyreneeënzijde-erebia
- Pyrgus communis
- Pyrisitia chamberlaini
- Pyrisitia dina
- Pyrisitia euterpiformis
- Pyrisitia leuce
- Pyrisitia lisa
- Pyrisitia messalina
- Pyrisitia nise
- Pyrisitia portoricensis
- Pyrisitia proterpia
- Pyrisitia pyro
- Pyrisitia venusta
- Pyrophleps cruentata
- Pyrophleps cucphuonganae
- Pyrophleps haematochrodes
- Pyrophleps nigripennis
- Pyrophleps ruficrista
- Pyrophleps vitripennis
- Pyropteron (Pyropteron) biedermanni
- Pyropteron (Pyropteron) ceriaeforme
- Pyropteron (Pyropteron) chrysidiforme
- Pyropteron (Pyropteron) minianiforme
- Pyropteron (Synansphecia) affine
- Pyropteron (Synansphecia) aistleitneri
- Pyropteron (Synansphecia) atlantis
- Pyropteron (Synansphecia) atypicum
- Pyropteron (Synansphecia) borreyi
- Pyropteron (Synansphecia) cirgisum
- Pyropteron (Synansphecia) hera
- Pyropteron (Synansphecia) hispanicum
- Pyropteron (Synansphecia) kautzi
- Pyropteron (Synansphecia) koschwitzi
- Pyropteron (Synansphecia) koshantschikovi
- Pyropteron (Synansphecia) leucomelaena
- Pyropteron (Synansphecia) mannii
- Pyropteron (Synansphecia) maroccanum
- Pyropteron (Synansphecia) meriaeforme
- Pyropteron (Synansphecia) triannuliforme
- Pyropteron (Synansphecia) umbriferum
- Pyropteron doryliformis
- Pyropteron muscaeformis

## R
Rachesa adusta
- Rachesa breteuili
- Rachesa nisa
- Rachesa reventador
- Randstipspanner
- Ratelaarspanner
- Rathinda amor
- Ravitria aurifasciata
- Ravitria confusa
- Ravitria pyrosema
- Ravitria sotchivkoi
- Ravitria yunnanensis
- Rectala asyliformis
- Rectala magnifica
- Recurvaria leucatella
- Reliquia santamarta
- Resedawitje
- Rethera afghanistana
- Rethera amseli
- Rethera brandti
- Rethera komarovi
- Rhabdodryas trite
- Rhadinopasa hornimani
- Rhagastis acuta
- Rhagastis albomarginatus
- Rhagastis binoculata
- Rhagastis castor
- Rhagastis confusa
- Rhagastis gloriosa
- Rhagastis hayesi
- Rhagastis lambertoni
- Rhagastis lunata
- Rhagastis mongoliana
- Rhagastis olivacea
- Rhagastis rubetra
- Rhagastis trilineata
- Rhagastis velata
- Rhescyntis descimoni
- Rhescyntis gigantea
- Rhescyntis hermes
- Rhescyntis hippodamia
- Rhescyntis pseudomartii
- Rhescyntis reducta
- Rhetus arcius
- Rhetus dysonii
- Rhetus periander
- Rhodafra marshalli
- Rhodafra opheltes
- Rhodambulyx davidi
- Rhodambulyx schnitzleri
- Rhodinia broschi
- Rhodinia davidi
- Rhodinia fugax
- Rhodinia grigauti
- Rhodinia jankowskii
- Rhodinia newara
- Rhodinia rudloffi
- Rhodinia szechuanensis
- Rhodinia tenzingyatsoi
- Rhodinia verecunda
- Rhodirphia carminata
- Rhodophaea formosa
- Rhodoprasina callantha
- Rhodoprasina corolla
- Rhodoprasina corrigenda
- Rhodoprasina floralis
- Rhodoprasina nenulfascia
- Rhodoprasina winbrechlini
- Ridderspooruil
- Riechia acraeoides
- Rietgrasuil
- Rietluipaard
- Rietmot
- Rietpalpmot
- Rietvink (vlinder)
- Rinaca anna
- Rinaca bieti
- Rinaca boisduvalii
- Rinaca bonita
- Rinaca cachara
- Rinaca chinensis
- Rinaca chinghaina
- Rinaca fukudai
- Rinaca grotei
- Rinaca heinrichi
- Rinaca japonica
- Rinaca jonasi
- Rinaca kansuensis
- Rinaca kitchingi
- Rinaca lindia
- Rinaca microcaligula
- Rinaca naumanni
- Rinaca simla
- Rinaca thibeta
- Rinaca tsinlingshanis
- Rinaca winbrechlini
- Rinaca witti
- Rinaca yunnana
- Rinaca zuleika
- Ringelrups
- Ringoogparelmoervlinder
- Ringspikkelspanner
- Riodina lycisca
- Riodina lysippoides
- Riodina lysippus
- Rode dennenspanner
- Rode driehoekbladroller
- Rode duifmot
- Rode vlekkenuil
- Rode vuurvlinder
- Rodinia calphurnia
- Rodolphia hombergi
- Roeberella calvus
- Roeberella flocculus
- Roeberella gerres
- Roeberella heberti
- Roeberella lencates
- Roeberella marajoara
- Roesje
- Roestbruine wapendrager
- Roestige stipspanner
- Roestuil
- Roeterebia
- Roetvlek
- Rohaniella guineensis
- Rohaniella pygmaea
- Rondvleugelbeertje
- Rood spikkeldikkopje
- Rood weeskind
- Roodachtige herfstuil
- Roodbont heide-uiltje
- Roodbonte parelmoervlinder
- Roodbruine herfstuil
- Roodbruine vlekuil
- Roodbruine walstrospanner
- Roodkopwinteruil
- Roodstreephooibeestje
- Roodstreepspanner
- Rookkleurige worteluil
- Roomkleurige stipspanner
- Roomtipje
- Roomvlek
- Rossige grasmineermot
- Rothschildia amoena
- Rothschildia arethusa
- Rothschildia aricia
- Rothschildia aurota
- Rothschildia belus
- Rothschildia chiris
- Rothschildia cincta
- Rothschildia condor
- Rothschildia erycina
- Rothschildia forbesi
- Rothschildia hesperus
- Rothschildia hopfferi
- Rothschildia jacobaeae
- Rothschildia jorulla
- Rothschildia jorulloides
- Rothschildia lebeau
- Rothschildia maurus
- Rothschildia orizaba
- Rothschildia paucidentata
- Rothschildia prionia
- Rothschildia renatae
- Rothschildia roxana
- Rothschildia schreiteriana
- Rothschildia triloba
- Rothschildia tucumani
- Rothschildia zacateca
- Rotsvlinder
- Rouwmantel
- Rouwrandspanner
- Rouwspanner
- Roze lijnbladroller
- Roze purpermot
- Rozenblaadje
- Rozenspanner
- Rubukona cuprescens
- Rubukona svetlanae
- Rufoclanis erlangeri
- Rufoclanis fulgurans
- Rufoclanis jansei
- Rufoclanis maccleeryi
- Rufoclanis numosae
- Rufoclanis rosea
- Ruituil

## S
Sabera metallica
- Saffierblauwtje
- Saffraangouduil
- Sagenosoma elsa
- Salassa belinda
- Salassa bhutanensis
- Salassa excellens
- Salassa fansipana
- Salassa iris
- Salassa lemaii
- Salassa lola
- Salassa megastica
- Salassa mesosa
- Salassa olivacea
- Salassa royi
- Salassa thespis
- Salassa tibaliva
- Salassa tonkiniana
- Saletara cycinna
- Saletara liberia
- Saletara panda
- Samia abrerai
- Samia canningi
- Samia ceramensis
- Samia fulva
- Samia insularis
- Samia kohlli
- Samia luzonica
- Samia naessigi
- Samia naumanni
- Samia peigleri
- Samia pryeri
- Samia ricini
- Samia tetrica
- Samia treadawayi
- Samia vandenberghi
- Samia wangi
- Samia watsoni
- Samia yayukae
- Sannina uroceriformis
- Saribia decaryi
- Saribia ochracea
- Saribia perroti
- Saribia tepahi
- Saridoscelis issikii
- Saridoscelis kodamai
- Saridoscelis nudata
- Saridoscelis sphenias
- Saridoscelis synodias
- Sarota acanthoides
- Sarota acantus
- Sarota chloropunctata
- Sarota chocoensis
- Sarota chrysus
- Sarota completa
- Sarota craspediodonta
- Sarota estrada
- Sarota gamelia
- Sarota gyas
- Sarota harveyi
- Sarota lasciva
- Sarota miranda
- Sarota myrtea
- Sarota neglecta
- Sarota psaros
- Sarota spicata
- Sarota subtessellata
- Sarota turrialbensis
- Sarota willmotti
- Sataspes cerberus
- Sataspes infernalis
- Sataspes ribbei
- Sataspes scotti
- Sataspes tagalica
- Satijnen spikkelspanner
- Satijnstipspanner
- Satijnvlinder
- Saturnia atlantica
- Saturnia cameronensis
- Saturnia centralis
- Saturnia cidosa
- Saturnia cognata
- Saturnia luctifera
- Saturnia pinratanai
- Saturnia pyretorum
- Satyrium myrtale
- Schaapje
- Schaaruil
- Schaduwsnuituil
- Schaduwstipspanner
- Schapengrasuil
- Schausiella arpi
- Schausiella carabaya
- Schausiella denhezorum
- Schausiella janeira
- Schausiella longispina
- Schausiella moinieri
- Schausiella polybia
- Schausiella santarosensis
- Schausiella spitzi
- Schausiella subochreata
- Schausiella toulgoeti
- Schedeldrager
- Scheefbloemwitje
- Schermbloemdwergspanner
- Scherphoekbandspanner
- Schijn-gamma-uil
- Schijn-nonvlinder
- Schijn-piramidevlinder
- Schijn-sparspanner
- Schijn-wolfsmelkwespvlinder
- Schilddrager
- Schildstipspanner
- Schildzaadwitje
- Schimia flava
- Schimia flavipennis
- Schimia tanakai
- Schimmelbladroller
- Schimmelspanner
- Schistocyttara nebulosa
- Schistostege decussata
- Schoenobius gigantella
- Schorsboorder
- Schorsvaandeldrager
- Sciota adelphella
- Sciota rhenella
- Scolesa hypoxantha
- Scolesa leucantha
- Scolesa nebulosa
- Scolesa totoma
- Scolesa viettei
- Scolesa vinacea
- Scoliokona heptapora
- Scoliokona hyalina
- Scoliokona kalliesi
- Scoliokona tetrapora
- Scoparia ambigualis
- Scoparia basistrigalis
- Scoparia pyralella
- Scoparia subfusca
- Scopula frigidaria
- Scopula incanata
- Scopula virgulata
- Scrobipalpa acuminatella
- Scythropia obscura
- Scythropia petrobiella
- Scythropites balticella
- Seco aphanis
- Seco calagutis
- Seco ocellata
- Semomesia alyattes
- Semomesia capanea
- Semomesia croesus
- Semomesia geminus
- Semomesia macaris
- Semomesia marisa
- Semomesia nesti
- Semomesia tenella
- Seringensteltmot
- Seringenvlinder
- Sesia flavicollis
- Sesia gloriosa
- Sesia himachalensis
- Sesia huaxica
- Sesia ignicollis
- Sesia ladakhensis
- Sesia nirdhoji
- Sesia oberthueri
- Sesia ommatiaeformis
- Sesia przewalskii
- Sesia ruficollis
- Sesia siningensis
- Sesia solitera
- Sesia spartani
- Sesia tibetensis
- Sesia tibialis
- Sesia timur
- Sesia yezoensis
- Setabis alcmaeon
- Setabis buckleyi
- Setabis cleomedes
- Setabis cruentata
- Setabis disparilis
- Setabis epitus
- Setabis extensa
- Setabis fassli
- Setabis flammula
- Setabis heliodora
- Setabis hippocrate
- Setabis lagus
- Setabis luceres
- Setabis megalia
- Setabis myrtis
- Setabis phaedon
- Setabis plagiaria
- Setabis preciosa
- Setabis pythia
- Setabis pythioides
- Setabis rhodinosa
- Setabis serica
- Setabis staudingeri
- Setabis tapaja
- Setabis velutina
- Setema cereola
- Setina aurita
- Siberische erebia
- Siciliaans dambordje
- Sierlijke pedaalmot
- Sierlijke voorjaarsuil
- Sigaarzakdrager
- Sigma-uil
- Silenedwergspanner
- Silenespanner
- Similipepsis aurea
- Similipepsis bicingulata
- Similipepsis ekisi
- Similipepsis eumenidiformis
- Similipepsis helicella
- Similipepsis lasiocera
- Similipepsis maromizaensis
- Similipepsis osuni
- Similipepsis taiwanensis
- Similipepsis takizawai
- Similipepsis typica
- Similipepsis violacea
- Similipepsis yunnanensis
- Simplonbergerebia
- Sincara eumeniformis
- Sinobirma malaisei
- Sint-jacobsvlinder
- Sint-janskruidblokspanner
- Sint-janskruiduil
- Sint-jansvlinder
- Siseme alectryo
- Siseme aristoteles
- Siseme atrytone
- Siseme militaris
- Siseme neurodes
- Siseme pallas
- Siseme peculiaris
- Siseme pedias
- Siseme pseudopallas
- Sitochroa palealis
- Sitochroa verticalis
- Slakrups
- Slanke groenuil
- Slawortelboorder
- Sleedoorndwergspanner
- Sleedoornpedaalmot
- Sleutelbloemvlinder
- Smalvleugeldwergspanner
- Smalvleugelrietboorder
- Smalvleugelspitskopmot
- Smaragdgroene zomervlinder
- Smaragdlangsprietmot
- Smerinthulus diehli
- Smerinthulus dohrni
- Smerinthulus perversa
- Smerinthulus quadripunctatus
- Smerinthus caecus
- Smerinthus cerisyi
- Smerinthus jamaicensis
- Smerinthus kindermannii
- Smerinthus minor
- Smerinthus planus
- Smerinthus saliceti
- Smerinthus szechuanus
- Smerinthus tokyonis
- Sneeuwbeer
- Snuitvlinder (dagvlinder)
- Snuitvlinder (nachtvlinder)
- Solus drepanoides
- Solus parvifenestratus
- Sophona albibasilaris
- Sophona canzona
- Sophona ceropaliformis
- Sophona cyanomyia
- Sophona ezodda
- Sophona flavizonata
- Sophona fusca
- Sophona galba
- Sophona gilvifasciata
- Sophona greenfieldi
- Sophona halictipennis
- Sophona hoffmanni
- Sophona hondurasensis
- Sophona lemoulti
- Sophona leucoteles
- Sophona ludtkei
- Sophona manoba
- Sophona panzona
- Sophona pedipennula
- Sophona piperi
- Sophona snellingi
- Sophona tabogana
- Sophona xanthocera
- Sophona xanthotarsis
- Sophona yucatanensis
- Sophona zukowskyi
- Spaans bleek blauwtje
- Spaans bloemenblauwtje
- Spaans dambordje
- Spaans oranje zandoogje
- Spaanse eikenpage
- Spaanse glanserebia
- Spaanse parelmoervlinder
- Spaanse pijpbloemvlinder
- Spaanse vlag
- Spaansgroene zomervlinder
- Spaniophylla epiclithra
- Sparappelboorder
- Spardwergspanner
- Sparrebladroller
- Sparspanner
- Speerpuntspanner
- Sphecodina abbottii
- Sphecodina caudata
- Sphecodoptera difficilis
- Sphecodoptera okinawana
- Sphecodoptera repanda
- Sphecodoptera rhynchioides
- Sphecodoptera scribai
- Sphecodoptera sheni
- Sphecodoptera taikanensis
- Sphecodoptera tenuimarginata
- Sphecosesia ashinaga
- Sphecosesia aterea
- Sphecosesia bruneiensis
- Sphecosesia pedunculata
- Sphecosesia rhodites
- Sphecosesia vespiformis
- Sphingidites weidneri
- Sphingonaepiopsis ansorgei
- Sphingonaepiopsis gorgoniades
- Sphingonaepiopsis kuldjaensis
- Sphingonaepiopsis malgassica
- Sphingonaepiopsis nana
- Sphingonaepiopsis obscurus
- Sphingonaepiopsis pumilio
- Sphingulus mus
- Sphinx adumbrata
- Sphinx arthuri
- Sphinx asellus
- Sphinx aurigutta
- Sphinx balsae
- Sphinx biolleyi
- Sphinx caligineus
- Sphinx canadensis
- Sphinx centrosinaria
- Sphinx chersis
- Sphinx chisoya
- Sphinx constricta
- Sphinx crassistriga
- Sphinx dollii
- Sphinx drupiferarum
- Sphinx eremitoides
- Sphinx eremitus
- Sphinx formosana
- Sphinx franckii
- Sphinx geminus
- Sphinx gordius
- Sphinx istar
- Sphinx justiciae
- Sphinx kalmiae
- Sphinx leucophaeata
- Sphinx libocedrus
- Sphinx lugens
- Sphinx luscitiosa
- Sphinx maura
- Sphinx maurorum
- Sphinx merops
- Sphinx morio
- Sphinx oberthueri
- Sphinx perelegans
- Sphinx phalerata
- Sphinx pitzahuac
- Sphinx poecila
- Sphinx porioni
- Sphinx praelongus
- Sphinx pseudostigmatica
- Sphinx separatus
- Sphinx sequoiae
- Sphinx smithi
- Sphinx tricolor
- Sphinx vashti
- Sphinx xantus
- Spiegeldikkopje
- Spilonota ocellana
- Spilopastes galinthias
- Spilosoma mastrigti
- Spilosoma vulgaris
- Spindasis syama
- Spindasis vulcanus
- Spireazwever
- Spitsvleugelgrasuil
- Splinterstreep
- Spoladea recurvalis
- Sporadarchis galactombra
- Sporkehoutspanner
- Springzaadbandspanner
- Springzaadspanner
- Spurrie-uil
- Staartblauwtje
- Stalachtis calliope
- Stalachtis euterpe
- Stalachtis halloweeni
- Stalachtis lineata
- Stalachtis magdalena
- Stalachtis phaedusa
- Stalachtis phlegia
- Stalkruidspanner
- Stasiphron cryptomorpha
- Steenrode grasuil
- Steganosticha remigera
- Stengelboorder
- Stenoptilia bipunctidactyla
- Stenoptilia kiitulo
- Stenoptilia pterodactyla
- Stenosphecia columbica
- Steppeluzernevlinder
- Steppeparelmoervlinder
- Sterrenhemelmot
- Stiboges lushanica
- Stiboges nymphidia
- Stichelia bocchoris
- Stichelia cuneifascia
- Stichelia dukinfieldia
- Stichelia pelotensis
- Stichophthalma godfreyi
- Stippelrietboorder
- Stippelsnuituil
- Stiptijmmot
- Stolidoptera cadioui
- Stolidoptera tachasara
- Stompvleugelgrasuil
- Streepblokspanner
- Streepjesdwergspanner
- Streepkokerbeertje
- Streepstipspanner
- Streepzaadvedermot
- Strogele spanner
- Strooiselstipspanner
- Stro-uiltje
- Strymon melinus
- Stryphnaula capnanthes
- Styx infernalis
- Sura chalybea
- Sura cyanea
- Sura ellenbergeri
- Sura ignicauda
- Sura lampadura
- Sura melanochalcia
- Sura phoenicia
- Sura pryeri
- Sura pyrocera
- Sura ruficauda
- Sura rufitibia
- Sura uncariae
- Sura xanthopyga
- Sura xylocopiformis
- Swammerdamia albicapitella
- Swammerdamia aulosema
- Swammerdamia beirnei
- Swammerdamia caesiella
- Swammerdamia castaneae
- Swammerdamia cerasiella
- Swammerdamia compunctella
- Swammerdamia conspersella
- Swammerdamia cuprescens
- Swammerdamia griseocapitella
- Swammerdamia heroldella
- Swammerdamia lutarea
- Swammerdamia maculatella
- Swammerdamia moensis
- Swammerdamia nanivora
- Swammerdamia nubeculella
- Swammerdamia oxycanthella
- Swammerdamia passerella
- Swammerdamia spiniella
- Swammerdamia variegata
- Symmachia accusatrix
- Symmachia aconia
- Symmachia almeidai
- Symmachia arcuata
- Symmachia arion
- Symmachia aurigera
- Symmachia basilissa
- Symmachia batesi
- Symmachia busbyi
- Symmachia calderoni
- Symmachia calligrapha
- Symmachia calliste
- Symmachia elinas
- Symmachia emeralda
- Symmachia eraste
- Symmachia exigua
- Symmachia falcistriga
- Symmachia fassli
- Symmachia fulvicauda
- Symmachia hazelana
- Symmachia hetaerina
- Symmachia hippea
- Symmachia hippodice
- Symmachia hypochloris
- Symmachia jugurtha
- Symmachia juratrix
- Symmachia leena
- Symmachia leopardinum
- Symmachia maeonius
- Symmachia menetas
- Symmachia mielkei
- Symmachia miron
- Symmachia multesima
- Symmachia nemesis
- Symmachia norina
- Symmachia pardalia
- Symmachia pardalis
- Symmachia pena
- Symmachia phaedra
- Symmachia praxila
- Symmachia probetor
- Symmachia rita
- Symmachia rubina
- Symmachia rubrica
- Symmachia satana
- Symmachia sepyra
- Symmachia splendida
- Symmachia stigmosissima
- Symmachia suevia
- Symmachia technema
- Symmachia threissa
- Symmachia tigrina
- Symmachia titiana
- Symmachia triangularis
- Symmachia tricolor
- Symmachia virgatula
- Symmachia virgaurea
- Symmachia xypete
- Sympetalistis petrograpta
- Sympistis lapponica
- Synanthedon acerni
- Synanthedon acerrubri
- Synanthedon aequalis
- Synanthedon aericincta
- Synanthedon africana
- Synanthedon albicornis
- Synanthedon alenica
- Synanthedon alleri
- Synanthedon andrenaeformis
- Synanthedon anisozona
- Synanthedon apicalis
- Synanthedon arctica
- Synanthedon arizonensis
- Synanthedon arkansasensis
- Synanthedon astyarcha
- Synanthedon aulograpta
- Synanthedon aurania
- Synanthedon auripes
- Synanthedon auriplena
- Synanthedon auritincta
- Synanthedon bellatula
- Synanthedon beutenmuelleri
- Synanthedon bibionipennis
- Synanthedon bicingulata
- Synanthedon bifenestrata
- Synanthedon bolteri
- Synanthedon bosqi
- Synanthedon caeruleifascia
- Synanthedon calamis
- Synanthedon canadensis
- Synanthedon cardinalis
- Synanthedon castaneae
- Synanthedon castanevora
- Synanthedon caternaulti
- Synanthedon caucasica
- Synanthedon cephiformis
- Synanthedon cerceriformis
- Synanthedon ceres
- Synanthedon cerskisi
- Synanthedon cerulipes
- Synanthedon chalybea
- Synanthedon chlorothyris
- Synanthedon chrysidipennis
- Synanthedon chrysonympha
- Synanthedon cinnamomumvora
- Synanthedon cirrhozona
- Synanthedon citrura
- Synanthedon clavicornis
- Synanthedon codeti
- Synanthedon colchidensis
- Synanthedon concavifascia
- Synanthedon conopiformis
- Synanthedon cruciati
- Synanthedon cubana
- Synanthedon cupreifascia
- Synanthedon cyanescens
- Synanthedon cyanospira
- Synanthedon dasyproctos
- Synanthedon dasysceles
- Synanthedon decipiens
- Synanthedon dominicki
- Synanthedon drucei
- Synanthedon dybowskii
- Synanthedon erythrogama
- Synanthedon erythromma
- Synanthedon esperi
- Synanthedon ethiopica
- Synanthedon exitiosa
- Synanthedon exochiformis
- Synanthedon fatifera
- Synanthedon ferox
- Synanthedon flavicaudata
- Synanthedon flavicincta
- Synanthedon flavipalpis
- Synanthedon flavipalpus
- Synanthedon flavipectus
- Synanthedon flaviventris
- Synanthedon flavostigma
- Synanthedon fukuzumii
- Synanthedon fulvipes
- Synanthedon gabuna
- Synanthedon geliformis
- Synanthedon geranii
- Synanthedon glyptaeformis
- Synanthedon gracilis
- Synanthedon guineabia
- Synanthedon hadassa
- Synanthedon haemorrhoidalis
- Synanthedon haitangvora
- Synanthedon halmyris
- Synanthedon hector
- Synanthedon heilongjiangana
- Synanthedon hela
- Synanthedon helenis
- Synanthedon hemigymna
- Synanthedon hermione
- Synanthedon hippolyte
- Synanthedon hippophae
- Synanthedon hongye
- Synanthedon howqua
- Synanthedon hunanensis
- Synanthedon ignifera
- Synanthedon iris
- Synanthedon javana
- Synanthedon kathyae
- Synanthedon kunmingensis
- Synanthedon laticincta
- Synanthedon laticivora
- Synanthedon lecerfi
- Synanthedon lemoulti
- Synanthedon leptomorpha
- Synanthedon leptosceles
- Synanthedon leucogaster
- Synanthedon loranthi
- Synanthedon maculiventris
- Synanthedon mardia
- Synanthedon martenii
- Synanthedon martjanovi
- Synanthedon melliniformis
- Synanthedon mellinipennis
- Synanthedon menglaensis
- Synanthedon mercatrix
- Synanthedon mesiaeformis
- Synanthedon mesochoriformis
- Synanthedon minplebia
- Synanthedon modesta
- Synanthedon moganensis
- Synanthedon monogama
- Synanthedon monozona
- Synanthedon moupinicola
- Synanthedon multitarsus
- Synanthedon mushana
- Synanthedon myrmosaepennis
- Synanthedon nannion
- Synanthedon nautica
- Synanthedon neotropica
- Synanthedon novaroensis
- Synanthedon nuba
- Synanthedon nyanga
- Synanthedon olenda
- Synanthedon opiiformis
- Synanthedon orientalis
- Synanthedon pamphyla
- Synanthedon pauper
- Synanthedon peltastiformis
- Synanthedon peltata
- Synanthedon pensilis
- Synanthedon peruviana
- Synanthedon phaedrostoma
- Synanthedon phasiaeformis
- Synanthedon pictipes
- Synanthedon pini
- Synanthedon pipiziformis
- Synanthedon plagiophleps
- Synanthedon platyuriformis
- Synanthedon polaris
- Synanthedon polygoni
- Synanthedon producta
- Synanthedon proserpina
- Synanthedon proxima
- Synanthedon pseudoscoliaeformis
- Synanthedon pulchripennis
- Synanthedon pyrethra
- Synanthedon pyri
- Synanthedon pyrodisca
- Synanthedon quercus
- Synanthedon refulgens
- Synanthedon resplendens
- Synanthedon rhodia
- Synanthedon rhododendri
- Synanthedon rhodothictis
- Synanthedon rhyssaeformis
- Synanthedon richardsi
- Synanthedon rileyana
- Synanthedon romani
- Synanthedon rubiana
- Synanthedon rubripalpis
- Synanthedon rubripicta
- Synanthedon rubrofascia
- Synanthedon santanna
- Synanthedon sapygaeformis
- Synanthedon sassafras
- Synanthedon saxifragae
- Synanthedon scarabitis
- Synanthedon sciophilaeformis
- Synanthedon scitula
- Synanthedon scoliaeformis
- Synanthedon scythropa
- Synanthedon sellustiformis
- Synanthedon sequoiae
- Synanthedon serica
- Synanthedon sigmoidea
- Synanthedon simois
- Synanthedon sodalis
- Synanthedon soffneri
- Synanthedon spatenkai
- Synanthedon sphenodes
- Synanthedon spuleri
- Synanthedon squamata
- Synanthedon stenothyris
- Synanthedon stomoxiformis
- Synanthedon subaurata
- Synanthedon syriaca
- Synanthedon talischensis
- Synanthedon tenuis
- Synanthedon tenuiventris
- Synanthedon tetranoma
- Synanthedon theryi
- Synanthedon tosevskii
- Synanthedon trithyris
- Synanthedon tryphoniformis
- Synanthedon ulmicola
- Synanthedon unocingulata
- Synanthedon uralensis
- Synanthedon uranauges
- Synanthedon velox
- Synanthedon ventralis
- Synanthedon versicolor
- Synanthedon viburni
- Synanthedon xanthonympha
- Synanthedon xanthopyga
- Synanthedon xanthosoma
- Synanthedon xanthozonata
- Synanthedon yanoi
- Synaphe punctalis
- Synargis abaris
- Synargis agle
- Synargis axenus
- Synargis bifasciata
- Synargis calyce
- Synargis chaonia
- Synargis dirca
- Synargis ethelinda
- Synargis fenestrella
- Synargis galena
- Synargis gela
- Synargis mycone
- Synargis nymphidioides
- Synargis ochra
- Synargis odites
- Synargis orestessa
- Synargis palaeste
- Synargis paulistina
- Synargis phliasus
- Synargis pittheus
- Synargis regulus
- Synargis soranus
- Synargis sylvarum
- Synargis tytia
- Synargis victrix
- Syncallia carteri
- Syncallia stellata
- Syncathartis argestis
- Syncerastis ptisanopa
- Synchlora xysteraria
- Syncrotaulella strepsicentra
- Syndemis musculana
- Synemon austera
- Synemon brontias
- Synemon catocaloides
- Synemon collecta
- Synemon directa
- Synemon discalis
- Synemon gratiosa
- Synemon heliopis
- Synemon jcaria
- Synemon laeta
- Synemon leucospila
- Synemon magnifica
- Synemon maja
- Synemon nais
- Synemon notha
- Synemon nupta
- Synemon obscurella
- Synemon parthenoides
- Synemon phaeoptila
- Synemon plana
- Synemon selene
- Synemon sophia
- Synemon theresa
- Synemon wulwulam
- Synoecha marmorata
- Synpalamides chelone
- Synpalamides escalantei
- Synpalamides orestes
- Synpalamides phalaris
- Synpalamides rubrophalaris
- Syntherata apicalis
- Syntherata brunnea
- Syntherata doboensis
- Syntherata godeffroyi
- Syntherata innescens
- Syntherata janetta
- Syntherata leonae
- Syntherata malukuensis
- Syntherata naessigi
- Syntherata pristina
- Syntherata sinjaevi
- Syrmatia aethiops
- Syrmatia astraea
- Syrmatia lamia
- Syrmatia nyx
- Syssphinx albolineata
- Syssphinx amena
- Syssphinx bicolor
- Syssphinx bidens
- Syssphinx bisecta
- Syssphinx blanchardi
- Syssphinx chocoensis
- Syssphinx colla
- Syssphinx colloida
- Syssphinx digueti
- Syssphinx erubescens
- Syssphinx gadouae
- Syssphinx gomezi
- Syssphinx heiligbrodti
- Syssphinx hubbardi
- Syssphinx jasonoides
- Syssphinx malinalcoensis
- Syssphinx mexicana
- Syssphinx modena
- Syssphinx molina
- Syssphinx montana
- Syssphinx ocellata
- Syssphinx pescadori
- Syssphinx quadrilineata
- Syssphinx raspa
- Syssphinx smithi
- Syssphinx thiaucourti
- Syssphinx xanthina
- Syssphinx yucatana

## T
Taenaris catops
- Tagiades litigiosa
- Tagoropsis expansa
- Tagoropsis flavinata
- Tagoropsis genoviefae
- Tagoropsis hanningtoni
- Tagoropsis hecqui
- Tagoropsis ikondae
- Tagoropsis kaguruensis
- Tagoropsis lupina
- Tagoropsis mbiziensis
- Tagoropsis mulanjensis
- Tagoropsis rougeoti
- Tagoropsis rungwensis
- Tagoropsis sabulosa
- Tagoropsis songeana
- Taikona matsumurai
- Takashia nana
- Talbotia naganum
- Talicada nyseus
- Tanaoctena collina
- Tanaoctena ooptila
- Tanaoctena dubia
- Tanaoctena indubitata
- Tandbandspanner
- Tarphyscelis cirrhozona
- Tarphyscelis palaeota
- Tarsolepis sommeri
- Tarsotinthia albogastra
- Tascina dalattensis
- Tascina metallica
- Tascina nicevillei
- Tascina orientalis
- Tatochila autodice
- Tatochila blanchardii
- Tatochila distincta
- Tatochila homoeodice
- Tatochila inversa
- Tatochila mariae
- Tatochila mercedis
- Tatochila orthodice
- Tatochila sagittata
- Tatochila stigmadice
- Tatochila theodice
- Tatochila xanthodice
- Tauvlinder
- Taxila dora
- Taxila haquinus
- Taxusspikkelspanner
- Taygetosblauwtje
- Teinotarsina flavicincta
- Teinotarsina litchivora
- Teinotarsina longipes
- Teinotarsina longitarsa
- Teinotarsina lushanensis
- Teinotarsina luteopoda
- Teinotarsina melanostoma
- Teinotarsina micans
- Teinotarsina nonggangensis
- Teinotarsina rubripes
- Telchin licus
- Teleogramma thiospila
- Teleogramma triexoda
- Teleogramma vulnerosa
- Telicota ancilla
- Tellervo assarica
- Tellervo hiero
- Tellervo jurriaansei
- Tellervo nedusia
- Tellervo parvipuncta
- Tellervo zoilus
- Temnora albilinea
- Temnora angulosa
- Temnora argyropeza
- Temnora atrofasciata
- Temnora avinoffi
- Temnora burdoni
- Temnora camerounensis
- Temnora crenulata
- Temnora curtula
- Temnora dierli
- Temnora elegans
- Temnora elisabethae
- Temnora engis
- Temnora eranga
- Temnora fumosa
- Temnora funebris
- Temnora grandidieri
- Temnora griseata
- Temnora hollandi
- Temnora iapygoides
- Temnora inornatum
- Temnora leighi
- Temnora livida
- Temnora marginata
- Temnora mirabilis
- Temnora murina
- Temnora namaqua
- Temnora natalis
- Temnora nephele
- Temnora nitida
- Temnora ntombi
- Temnora palpalis
- Temnora peckoveri
- Temnora plagiata
- Temnora pseudopylas
- Temnora pylades
- Temnora pylas
- Temnora radiata
- Temnora rattrayi
- Temnora reutlingeri
- Temnora robertsoni
- Temnora sardanus
- Temnora scheveni
- Temnora scitula
- Temnora spiritus
- Temnora stevensi
- Temnora subapicalis
- Temnora swynnertoni
- Temnora trapezoidea
- Temnora turlini
- Temnora wollastoni
- Temnora zantus
- Temnoripais lasti
- Taractrocera ceramas
- Teratophthalma axilla
- Teratophthalma bacche
- Teratophthalma maenades
- Teratophthalma monochroma
- Teratophthalma phelina
- Tere zomervlinder
- Teriocolias zelia
- Terthroptera eremosesia
- Tetrachroa edwardsi
- Teunisbloempijlstaart
- Thalaina clara
- Thalaina selenaea
- Thamnoecha uniformis
- Thauria aliris
- Thecobathra acropercna
- Thecobathra anas
- Thecobathra argophanes
- Thecobathra casta
- Thecobathra delias
- Thecobathra dilechria
- Thecobathra eta
- Thecobathra kappa
- Thecobathra kurokoi
- Thecobathra lambda
- Thecobathra nakaoi
- Thecobathra nivalis
- Thecobathra sororiata
- Thecobathra yasudai
- Themone pais
- Themone poecila
- Themone pulcherrima
- Theochila maenacte
- Theope acosma
- Theope amicitiae
- Theope antanitis
- Theope apheles
- Theope archimedes
- Theope atima
- Theope aureonitens
- Theope azurea
- Theope bacenis
- Theope barea
- Theope basilea
- Theope batesi
- Theope brevignoni
- Theope busbyi
- Theope christiani
- Theope comosa
- Theope cratylus
- Theope dabrerae
- Theope decorata
- Theope devriesi
- Theope discus
- Theope eudocia
- Theope eupolis
- Theope eurygonina
- Theope excelsa
- Theope fayneli
- Theope foliorum
- Theope galionicus
- Theope guillaumei
- Theope hypoleuca
- Theope iani
- Theope janus
- Theope kingi
- Theope lampropteryx
- Theope leucanthe
- Theope lycaenina
- Theope matuta
- Theope methemona
- Theope minialba
- Theope mundula
- Theope nobilis
- Theope nodosus
- Theope nycteis
- Theope orphana
- Theope pakitza
- Theope pedias
- Theope pepo
- Theope phaeo
- Theope philotes
- Theope pieridoides
- Theope pseudopedias
- Theope publius
- Theope sanjuani
- Theope sericea
- Theope simplicia
- Theope sisemina
- Theope sobrina
- Theope speciosa
- Theope sticheli
- Theope syngenes
- Theope terambus
- Theope tetrastigma
- Theope theritas
- Theope thestias
- Theope thootes
- Theope turneri
- Theope villai
- Theope virgilius
- Theope wallacei
- Theope zostera
- Thera cognata
- Theretra alecto
- Theretra boisduvalii
- Theretra cajus
- Theretra capensis
- Theretra castanea
- Theretra clotho
- Theretra gnoma
- Theretra griseomarginata
- Theretra incarnata
- Theretra indistincta
- Theretra inornata
- Theretra insignis
- Theretra insularis
- Theretra japonica
- Theretra jugurtha
- Theretra latreillii
- Theretra lycetus
- Theretra manilae
- Theretra mansoni
- Theretra margarita
- Theretra molops
- Theretra monteironis
- Theretra muricolor
- Theretra natashae
- Theretra nessus
- Theretra oldenlandiae
- Theretra orpheus
- Theretra pallicosta
- Theretra perkeo
- Theretra polistratus
- Theretra queenslandi
- Theretra radiosa
- Theretra rhesus
- Theretra silhetensis
- Theretra suffusa
- Theretra sugii
- Theretra tabubilensis
- Theretra tessmanni
- Theretra tryoni
- Theretra turneri
- Theretra viridis
- Therinia amphira
- Therinia buckleyi
- Therinia celata
- Therinia diffissa
- Therinia geometraria
- Therinia lactucina
- Therinia paulina
- Therinia podaliriaria
- Therinia spinicauda
- Therinia stricturaria
- Therinia terminalis
- Therinia transversaria
- Thetidia smaragdaria
- Thibetia niphaphylla
- Thisanotia chrysonuchella
- Thisbe hyalina
- Thisbe incubus
- Thisbe irenea
- Thisbe lycorias
- Thisbe molela
- Thisbe rupestre
- Thisbe ucubis
- Thors parelmoervlinder
- Thyranthrene adumbrata
- Thyranthrene albicincta
- Thyranthrene capensis
- Thyranthrene metazonata
- Thyranthrene obliquizona
- Thyranthrene pyrophora
- Thyranthrene xhosarum
- Thyridectis psephonoma
- Thyrsotarsa platybyrsa
- Thysania agrippina
- Tienvlekzwartwitmot
- Tijgerbeertje
- Tijgerblauwtje
- Tijmblauwtje
- Tijmstipspanner
- Tinostoma smaragditis
- Tinthia beijingana
- Tinthia cuprealis
- Tinthia mianjangalica
- Tinthia ruficollaris
- Tinthia varipes
- Tinthia xanthospila
- Tipulamima aristura
- Tipulamima auronitens
- Tipulamima festiva
- Tipulamima flammipes
- Tipulamima flavifrons
- Tipulamima grandidieri
- Tipulamima haugi
- Tipulamima hypocalla
- Tipulamima ivondro
- Tipulamima malimba
- Tipulamima nigriceps
- Tipulamima opalimargo
- Tipulamima pedunculata
- Tipulamima pyrosoma
- Tipulamima sexualis
- Tipulamima seyrigi
- Tipulamima sophax
- Tipulamima sylvestralis
- Tipulamima tricincta
- Tipulamima xanthopimplaeformis
- Tiradelphe schneideri
- Tirista argentifrons
- Tirista praxila
- Tirumala choaspes
- Tirumala euploeomorpha
- Tirumala formosa
- Tirumala gautama
- Tirumala hamata
- Tirumala ishmoides
- Tirumala limniace
- Tirumala petiverana
- Tirumala septentrionis
- Tisiphone abeona
- Titaea lemoulti
- Titaea orsinome
- Titaea raveni
- Titaea tamerlan
- Titaea timur
- Titania's parelmoervlinder
- Toecorhychia cinerea
- Toiana venosella
- Toleria abiaeformis
- Toleria ilana
- Toortsparelmoervlinder
- Tosxampila annae
- Tosxampila mimica
- Trabala ganesha
- Trabala viridana
- Trabala vishnou
- Tradescanticola yildizae
- Trapeziumuil
- Travassosula mulierata
- Travassosula subfumata
- Trichocerota alectra
- Trichocerota antigama
- Trichocerota brachythyra
- Trichocerota cupreipennis
- Trichocerota diplotima
- Trichocerota formosana
- Trichocerota fulvistriga
- Trichocerota intervenata
- Trichocerota melli
- Trichocerota proxima
- Trichocerota radians
- Trichocerota rubripectus
- Trichocerota ruficincta
- Trichocerota spilogastra
- Trichocerota tianpingensis
- Trichocerota univitta
- Trigonophora flammea
- Trilochana caseariae
- Trilochana chalciptera
- Trilochana illustris
- Trilochana insignis
- Trilochana nagaii
- Trilochana oberthueri
- Trilochana scolioides
- Trilochana smaragdina
- Trilochana triscoliopsis
- Trisophista doctissima
- Trisophista pauli
- Trochastica albifrenis
- Trogolegnum pseudambulyx
- Troides brookiana
- Troides euphorion
- Troides helena
- Troides magellanus
- Troides trojana
- Trychnomera anthemis
- Tsarenmantel
- Tuinbladroller
- Turkooisblauwtje
- Turkse uil
- Tweekleurig hooibeestje
- Tweekleurig knoopvlekje
- Tweekleurige grasuil
- Tweekleurige heremietuil
- Tweekleurige parelmoervlinder
- Tweekleurige tandvlinder
- Tweekleurige uil
- Tweestip-orvlinder
- Tweestreepgrasuil
- Tweestreepvoorjaarsuil
- Tweevlekspanner
- Typhogenes psapharota
- Tyrictaca apicalis

## U
- Ubaena dolabella
- Ubaena fuelleborniana
- Ubaena lequeuxi
- Ubaena periculosa
- Ubaena sabunii
Udara blackburnii
- Udaspes folus
- Udea ferrugalis
- Udea fulvalis
- Udea lutealis
- Udea olivalis
- Udea prunalis
- Uncothedon aurifera
- Uncothedon nepalensis
- Uncothedon pentazona
- Unzela japix
- Unzela pronoe
- Urania sloanus
- Uranothyris pterotarsa
- Urbanus proteus
- Urota sinope
- Usta alba
- Usta angulata
- Usta biplaga
- Usta grantae
- Usta subangulata
- Usta terpsichore
- Usta wallengrenii
- Utetheisa bella
- Utetheisa pulchelloides

## V
Vale luzernevlinder
- Vale pedaalmot
- Valeriaandwergspanner
- Vals bruin blauwtje
- Vals heideblauwtje
- Vals oranjetipje
- Vals witje
- Vanessa annabella
- Vanessa gonerilla
- Vanessa indica
- Vanessa itea
- Vanessa kershawi
- Vanessa tameamea
- Vanessa virginiensis
- Varenspanner
- Varenuil
- Variabele breedvleugeluil
- Variabele eikenuil
- Variabele grasuil
- Variabele heidebladroller
- Variabele herfstuil
- Variabele pedaalmot
- Variabele purpermot
- Variabele silene-uil
- Variabele spanner
- Variabele spikkelspanner
- Variabele spitskopmot
- Variabele voorjaarsuil
- Variabele worteluil
- Variabele w-uil
- V-dwergspanner
- Veelhoekaarduil
- Veeloog
- Veelvraat (vlinder)
- Veenbesblauwtje
- Veenbesparelmoervlinder
- Veenheide-uil
- Veenhooibeestje
- Veenluzernevlinder
- Vegetia dewitzi
- Vegetia ducalis
- Vegetia grimmia
- Vegetia legraini
- Veldgrasuil
- Veldparelmoervlinder
- Venusia blomeri
- Venusia cambrica
- Verborgen boswitje
- Vespanthedon cerceris
- Vetkruidblauwtje
- Vierbandspanner
- Vierkantspikkelspanner
- Vierkantvlekuil
- Vierpuntzwartwitmot
- Vierstipbeertje
- Viervlakvlinder
- Vijfvingerige vedermot
- Vijfvlek-sint-jansvlinder
- Vindula arsinoe
- Vingerhoedskruiddwergspanner
- Violette vuurvlinder
- Viriclanis kingstoni
- Vitacea admiranda
- Vitacea cupressi
- Vitacea polistiformis
- Vitacea scepsiformis
- Vlaggewikkeblauwtje
- Vlasbekdwergspanner
- Vlasbekuiltje
- Vlekdaguil
- Vlekstipspanner
- Vliervlinder
- Vogelkersstippelmot
- Vogelwiekje
- Volgeling
- Voltinia agroeca
- Voltinia cebrenia
- Voltinia danforthi
- Voltinia dramba
- Voltinia phryxe
- Voltinia radiata
- Voltinia sanarita
- Voltinia theata
- Voltinia tumbesia
- Voltinia umbra
- Voorjaarsboomspanner
- Voorjaarsdwergspanner
- Voorjaarserebia
- Voorjaarskortvleugelmot
- Voorjaarsspanner
- Voorjaarsspikkeldikkopje
- Voorjaarszakdrager
- Vroeg visstaartje
- Vroege blokspanner
- Vroege bremspanner
- Vroege dwergbladroller
- Vroege dwergspanner
- Vroege oermot
- Vroege spanner
- Vroege walstrospanner
- Vruchtbladroller
- Vulcaniella kabulensis
- Vuurmot
- Vuursteenvlinder

## W
Wachtervlinder
- Walstrobandspanner
- Walstropijlstaart
- Walstrospanner
- Wapendrager
- Waterbiesmineermot
- Watererebia
- Waterlelievlinder
- Watervlinder
- Wederikdwergspanner
- Wedewitje
- Weegbreebeer
- Wegedoornpage
- Wegedoornspanner
- Weismanniola agdistiformis
- Westelijk dambordje
- Westelijk marmerwitje
- Wikkeblauwtje
- Wikke-uil
- Wilgendwergspanner
- Wilgengouduil
- Wilgenhermelijnvlinder
- Wilgenhoutvlinder
- Wilgenlangsprietmot
- Wilgenschorsvlinder
- Wilgenspanner
- Wilgensteltmot
- Wilgenstippelmot
- Wilgentandvlinder
- Wilgenweeskind
- Wilgenwespvlinder
- Wimpelpedaalmot
- Windepijlstaart
- Wingerdpijlstaart
- Wit naaldkwastje
- Wit spannertje
- Wit weeskind
- Witband-silene-uil
- Witbandspanner
- Witbandzandoog
- Witgezoomd spikkeldikkopje
- Witkopmot
- Witlijntandvlinder
- Witpuntbladsnijdermot
- Witringuil
- Witroze stipspanner
- Witschouderbladroller
- Witstipgrasuil
- Witte dominomot
- Witte grasmineermot
- Witte grijsbandspanner
- Witte hermelijnvlinder
- Witte schaduwspanner
- Witte tijger
- Witte zeggemineermot
- Witte-l-uil
- Witvlakdwergspanner
- Witvlakvlinder
- Witvlekbosrankspanner
- Witvlekkijkgaatje
- Witvlekoogbladroller
- Witvlek-silene-uil
- Witvlekspikkelspanner
- Witvlekworteluil
- Wolfsmelkpijlstaart
- Wolfsmelkuil
- Wolfsmelkwespvlinder
- Wollegrasuil
- Wollige kortvleugelmot
- Wolspinner
- Wortelhoutspanner
- W-uil

## X
Xanthocastnia evalthe
- Xanthodirphia abbreviata
- Xanthodirphia amarilla
- Xanthopan morgani
- Xanthorhoe abrasaria
- Xanthorhoe annotinata
- Xanthorhoe friedrichi
- Xanthorhoe skoui
- Xenandra agria
- Xenandra ahrenholzi
- Xenandra caeruleata
- Xenandra desora
- Xenandra helius
- Xenandra nigrivenata
- Xenandra pelopia
- Xenandra poliotactis
- Xenandra vulcanalis
- Xenoses macropus
- Xenosphingia jansei
- Xylophanes acrus
- Xylophanes adalia
- Xylophanes aglaor
- Xylophanes amadis
- Xylophanes anubus
- Xylophanes aristor
- Xylophanes belti
- Xylophanes ceratomioides
- Xylophanes chiron
- Xylophanes clarki
- Xylophanes colinae
- Xylophanes columbiana
- Xylophanes cosmius
- Xylophanes crotonis
- Xylophanes cyrene
- Xylophanes damocrita
- Xylophanes depuiseti
- Xylophanes docilis
- Xylophanes dolius
- Xylophanes elara
- Xylophanes epaphus
- Xylophanes eumedon
- Xylophanes falco
- Xylophanes fernandezi
- Xylophanes ferotinus
- Xylophanes fosteri
- Xylophanes fusimacula
- Xylophanes germen
- Xylophanes godmani
- Xylophanes guianensis
- Xylophanes gundlachii
- Xylophanes hannemanni
- Xylophanes haxairei
- Xylophanes hydrata
- Xylophanes indistincta
- Xylophanes irrorata
- Xylophanes isaon
- Xylophanes jamaicensis
- Xylophanes jordani
- Xylophanes josephinae
- Xylophanes juanita
- Xylophanes kaempferi
- Xylophanes katharinae
- Xylophanes kiefferi
- Xylophanes libya
- Xylophanes lichyi
- Xylophanes loelia
- Xylophanes macasensis
- Xylophanes maculator
- Xylophanes marginalis
- Xylophanes media
- Xylophanes meridanus
- Xylophanes mirabilis
- Xylophanes mossi
- Xylophanes mulleri
- Xylophanes nabuchodonosor
- Xylophanes neoptolemus
- Xylophanes norfolki
- Xylophanes obscurus
- Xylophanes ockendeni
- Xylophanes pistacina
- Xylophanes ploetzi
- Xylophanes pluto
- Xylophanes porcus
- Xylophanes pyrrhus
- Xylophanes resta
- Xylophanes rhodina
- Xylophanes rhodocera
- Xylophanes rhodochlora
- Xylophanes rhodotus
- Xylophanes robinsonii
- Xylophanes rothschildi
- Xylophanes rufescens
- Xylophanes sarae
- Xylophanes schausi
- Xylophanes schreiteri
- Xylophanes schwartzi
- Xylophanes staudingeri
- Xylophanes suana
- Xylophanes tersa
- Xylophanes thyelia
- Xylophanes titana
- Xylophanes turbata
- Xylophanes tyndarus
- Xylophanes undata
- Xylophanes xylobotes
- Xylophanes zurcheri
- Xynias lilacina
- Xynias lithosina
- Xyrosaris acroxutha
- Xyrosaris campsiptila
- Xyrosaris celastrella
- Xyrosaris dryopa
- Xyrosaris lichneuta
- Xyrosaris lirinopa
- Xyrosaris maligna
- Xyrosaris melanopsamma
- Xyrosaris mnesicentra
- Xyrosaris obtorta
- Xyrosaris ochroplagiata
- Xyrosaris secreta

## Y
Yagra dalmannii
- Yagra fonscolombe
- Yoma sabina
- Yponomeuta africana
- Yponomeuta alba
- Yponomeuta albonigratus
- Yponomeuta alienella
- Yponomeuta anatolica
- Yponomeuta anomalella
- Yponomeuta antistatica
- Yponomeuta athyris
- Yponomeuta atomosella
- Yponomeuta bolidias
- Yponomeuta brunnescens
- Yponomeuta calcarata
- Yponomeuta calculosa
- Yponomeuta catharotis
- Yponomeuta chalcocoma
- Yponomeuta cinefacta
- Yponomeuta cognatella
- Yponomeuta conisca
- Yponomeuta corpuscularis
- Yponomeuta cuprea
- Yponomeuta delicata
- Yponomeuta diaphorus
- Yponomeuta diffluellus
- Yponomeuta disemanta
- Yponomeuta effeta
- Yponomeuta elementaris
- Yponomeuta enneacentra
- Yponomeuta euonymella
- Yponomeuta eurinellus
- Yponomeuta eusoma
- Yponomeuta evonymi
- Yponomeuta favillacea
- Yponomeuta fumigata
- Yponomeuta funesta
- Yponomeuta gigas
- Yponomeuta glaphyropis
- Yponomeuta grisea
- Yponomeuta griseomaculatus
- Yponomeuta grossipunctella
- Yponomeuta helicella
- Yponomeuta hemileuca
- Yponomeuta hexabola
- Yponomeuta horologa
- Yponomeuta hypsicrates
- Yponomeuta innotata
- Yponomeuta internella
- Yponomeuta interruptella
- Yponomeuta irrorella
- Yponomeuta kanaiella
- Yponomeuta leucothorax
- Yponomeuta leucotoma
- Yponomeuta liberalis
- Yponomeuta mahalebella
- Yponomeuta malivorella
- Yponomeuta martinella
- Yponomeuta mayumivorella
- Yponomeuta meguronis
- Yponomeuta melanaster
- Yponomeuta meracula
- Yponomeuta meridionalis
- Yponomeuta millepunctatella
- Yponomeuta minuella
- Yponomeuta mochlocrossa
- Yponomeuta morbillosa
- Yponomeuta multipunctella
- Yponomeuta munda
- Yponomeuta myriosema
- Yponomeuta nigricola
- Yponomeuta nigrifimbrata
- Yponomeuta numerosa
- Yponomeuta octocentra
- Yponomeuta ocypora
- Yponomeuta orbimaculella
- Yponomeuta orientalis
- Yponomeuta padella
- Yponomeuta padi
- Yponomeuta paradoxus
- Yponomeuta paurodes
- Yponomeuta perficitellus
- Yponomeuta polysticta
- Yponomeuta polystigmellus
- Yponomeuta praetincta
- Yponomeuta puncticornis
- Yponomeuta pustulella
- Yponomeuta refrigerata
- Yponomeuta rhamnellus
- Yponomeuta roscidella
- Yponomeuta semialba
- Yponomeuta shansiella
- Yponomeuta sistrophora
- Yponomeuta sociatus
- Yponomeuta spodocrossa
- Yponomeuta stenodoxa
- Yponomeuta strigillata
- Yponomeuta subplumbella
- Yponomeuta tokyonella
- Yponomeuta triangularis
- Yponomeuta tyrodes
- Yponomeuta variabilis
- Yponomeuta vigintipunctata
- Yponomeuta yanagawana
- Yponomeuta zagulajevi
- Ypsolopha asperella
- Ypthima baldus

## Z
Zabuella tenellus
- Zale lunata
- Zanclognatha zelleralis
- Zandhalmuiltje
- Zebravlinder
- Zeeuwse grasworteluil
- Zegara personata
- Zegara zagraea
- Zeggenboorder
- Zeggenoermot
- Zegris fausti
- Zegris pyrothoe
- Zeiraphera isertana
- Zelleria abisella
- Zelleria afflictella
- Zelleria alterella
- Zelleria aphrospora
- Zelleria araecodes
- Zelleria arizonica
- Zelleria bradleyi
- Zelleria callidoxa
- Zelleria chalcoleuca
- Zelleria cirrhoscia
- Zelleria citrina
- Zelleria coniostrepta
- Zelleria cremnospila
- Zelleria cryptica
- Zelleria cynetica
- Zelleria deformis
- Zelleria elongata
- Zelleria euthysema
- Zelleria fusca
- Zelleria gracilariella
- Zelleria haimbachi
- Zelleria hemixipha
- Zelleria hepariella
- Zelleria impura
- Zelleria insignipennella
- Zelleria isopyrrha
- Zelleria joannisella
- Zelleria leucoschista
- Zelleria leucostrota
- Zelleria loranthivora
- Zelleria maculata
- Zelleria malacodes
- Zelleria memorella
- Zelleria metriopa
- Zelleria mystarcha
- Zelleria nivosa
- Zelleria notoleuca
- Zelleria oleastrella
- Zelleria orthopleura
- Zelleria panceuthes
- Zelleria parnassiae
- Zelleria perimeces
- Zelleria phillyrella
- Zelleria pistopis
- Zelleria plumbeella
- Zelleria porphyraula
- Zelleria proterospila
- Zelleria pyri
- Zelleria pyroleuca
- Zelleria restrictellus
- Zelleria ribesella
- Zelleria rorida
- Zelleria scambota
- Zelleria semitincta
- Zelleria sigillata
- Zelleria sphenota
- Zelleria strophaea
- Zelleria stylograpta
- Zelleria taxella
- Zelotaea alba
- Zelotaea lya
- Zelotaea phasma
- Zelotaea suffusca
- Zemeros emesoides
- Zemeros flegyas
- Zemeros lushanensis
- Zenodoxus canescens
- Zenodoxus heucherae
- Zenodoxus maculipes
- Zenodoxus mexicanus
- Zenodoxus palmii
- Zenodoxus rubens
- Zenodoxus sidalceae
- Zerene cesonia
- Zerene eurydice
- Zesstreepuil
- Zhuosesia zhuoxiana
- Zijdevlinder
- Zilverbruin blauwtje
- Zilveren grasmineermot
- Zilveren groenuil
- Zilveren maan
- Zilverhaak
- Zilveroogje
- Zilverpuntgrasmineermot
- Zilverstreep
- Zilverstreephooibeestje
- Zilvervenster
- Zilvervlek
- Zilvervlekpurpermot
- Zizula hylax
- Zomerbladroller
- Zomererebia
- Zomerspikkelbladroller
- Zomervlinder
- Zomerzaksikkelmot
- Zonnesproetbladroller
- Zoomspanner
- Zophodia grossulariella
- Zuidelijk dambordje
- Zuidelijk oranje zandoogje
- Zuidelijk oranjetipje
- Zuidelijke aurelia
- Zuidelijke bandspanner
- Zuidelijke erebia
- Zuidelijke grasuil
- Zuidelijke heivlinder
- Zuidelijke koninginnenpage
- Zuidelijke koperuil
- Zuidelijke luzernevlinder
- Zuidelijke pijpbloemvlinder
- Zuidelijke spikkelspanner
- Zuidelijke stipspanner
- Zuidelijke stofuil
- Zuidelijke tandvlinder
- Zuidelijke worteluil
- Zuringspanner
- Zuringuil
- Zustermot
- Zwamboorder
- Zwammenmot
- Zwart beertje
- Zwart blauwtje
- Zwart weeskind
- Zwartbandspanner
- Zwartbruin dikkopje
- Zwartbruine vlakjesmot
- Zwarte apollovlinder
- Zwarte-c-uil
- Zwarte erebia
- Zwarte herfstspinner
- Zwarte witvleugeluil
- Zwarte-w-vlinder
- Zwartgevlekte herfstuil
- Zwartkamdwergspanner
- Zwartpuntvolgeling
- Zwartsprietboswitje
- Zwartsprietdikkopje
- Zwartstipspanner
- Zwartstipvlinder
- Zwartstreepgrasmot
- Zwartvlakworteluil
- Zwartvlekdwergspanner
- Zwartvlekkaartmot
- Zwartvlekspikkelspanner
- Zwartvlekwinteruil
- Zwavelig oranjetipje
- Zwitserse glanserebia
- Zygaena carniolica
- Zygaena ephialtes
- Zygaena loti
- Zygaena minos
- Zygographa asaphochalca